# Descendance de Christian IX
 (juillet 2016).
Si vous disposez d'ouvrages ou d'articles de référence ou si vous connaissez des sites web de qualité traitant du thème abordé ici, merci de compléter l'article en donnant les références utiles à sa vérifiabilité et en les liant à la section « Notes et références ».

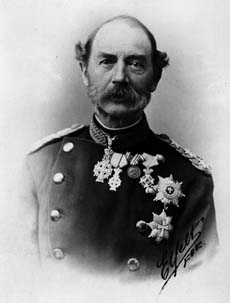
Le roi Christian IX
(1818-1906)

La descendance de Christian IX désigne ici l'ensemble des nombreux descendants du roi de Danemark Christian IX (1818-1906), et de son épouse Louise de Hesse-Cassel (1817-1898).
Leurs descendants, par de nombreux mariages et alliances, ont rejoint plusieurs cours royales européennes, au moins jusqu'à la Première Guerre mondiale, d'où le surnom de « beau-père de l'Europe » donné au roi Christian IX : en effet, certains de ses descendants sont aujourd'hui les monarques de Danemark, de Norvège, de Luxembourg, de Belgique, du Royaume-Uni et d'Espagne (en les personnes de Frederik X, Harald V, Henri de Luxembourg, Philippe de Belgique, Charles III et Felipe VI), ou ont fourni d'anciens monarques en Grèce et en Russie, et divers autres descendants dans des familles nobles européennes.

## Le «beau-père de l'Europe»
Par des mariages et des alliances politiques, certains descendants de Christian IX ont rejoint plusieurs cours royales européennes des XIXe et XXe siècles, surtout jusqu'à la Première Guerre mondiale, d'où le surnom de « beau-père de l'Europe » donné au roi. En effet, par le passé, Christian IX de Danemark a été l'ancêtre de :
- Frédéric VIII (1843-1912), Christian X (1870-1947), Frédéric IX (1899-1972) et Margrethe II de Danemark (1940) ;
- Georges Ier (1845-1913), Constantin Ier (1868-1923), Georges II (1890-1947), Alexandre Ier (1893-1920), Paul Ier (1901-1964) et Constantin II de Grèce (1940-2023) ;
- George V (1865-1936), Édouard VIII (1894-1972), George VI (1895-1952) et Élisabeth II du Royaume-Uni (1926-2022) ;
- Nicolas II de Russie (1868-1918) ;
- Haakon VII (1872-1957) et Olav V de Norvège (1903-1991) ;
- Michel Ier de Roumanie (1921-2017) ;
- Baudouin (1930-1993) et Albert II de Belgique (1934).

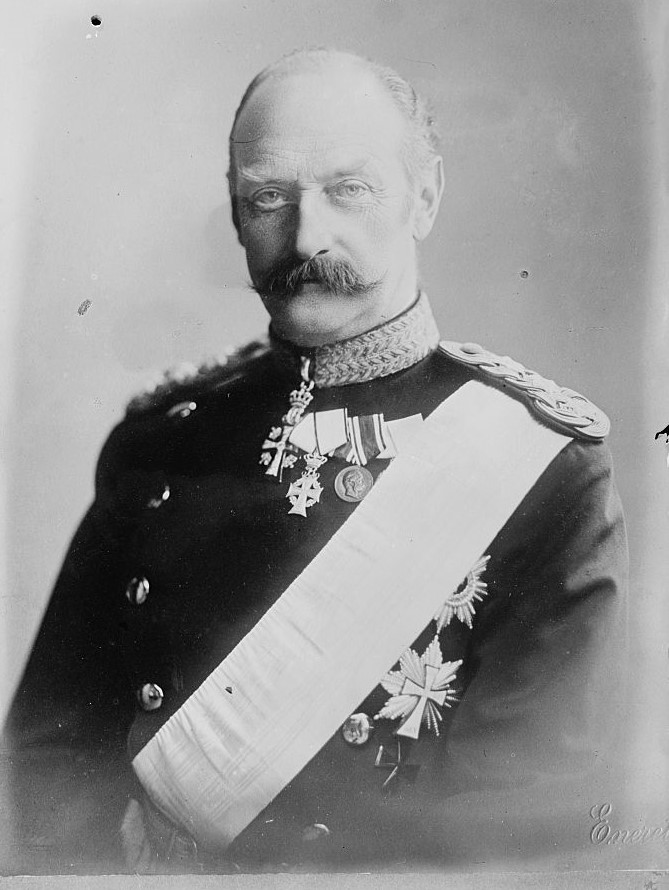
Frédéric VIII de Danemark.
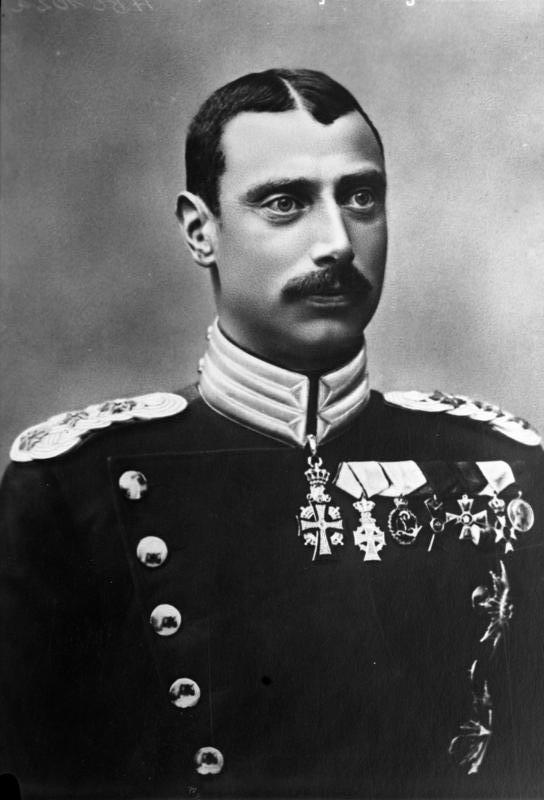
Christian X de Danemark.
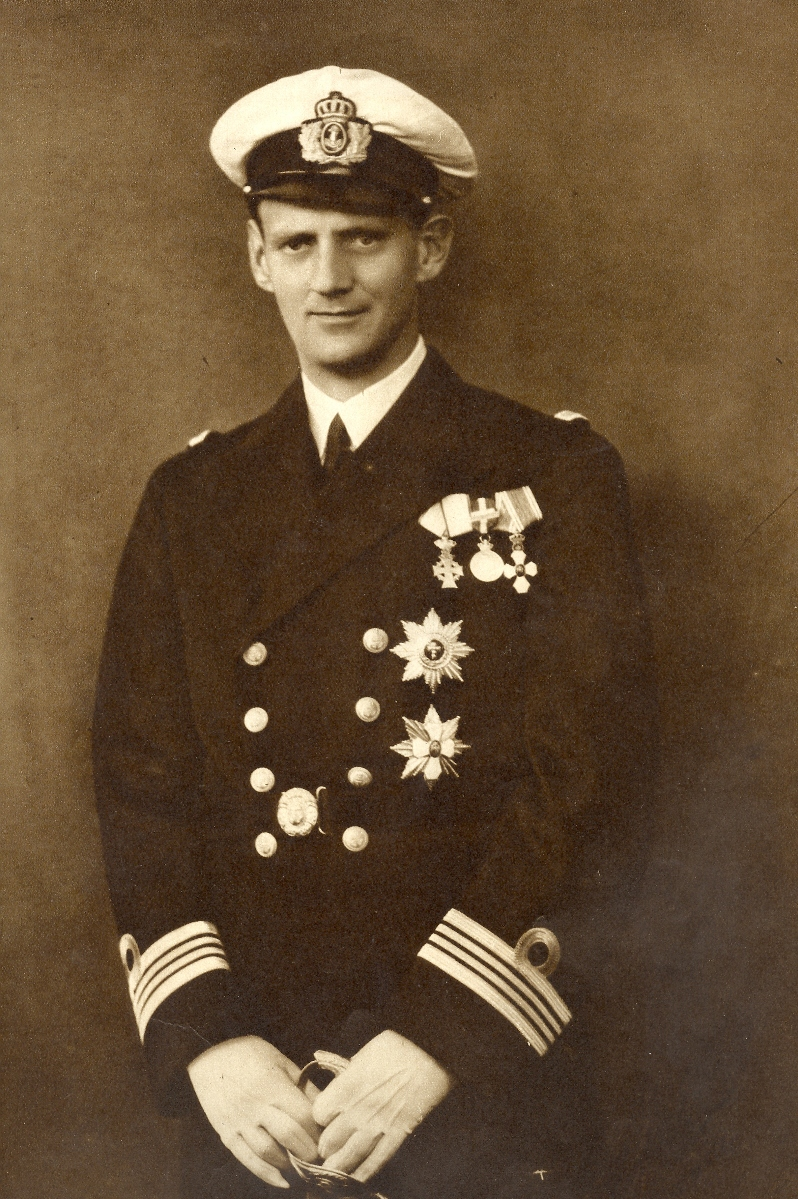
Frédéric IX de Danemark.
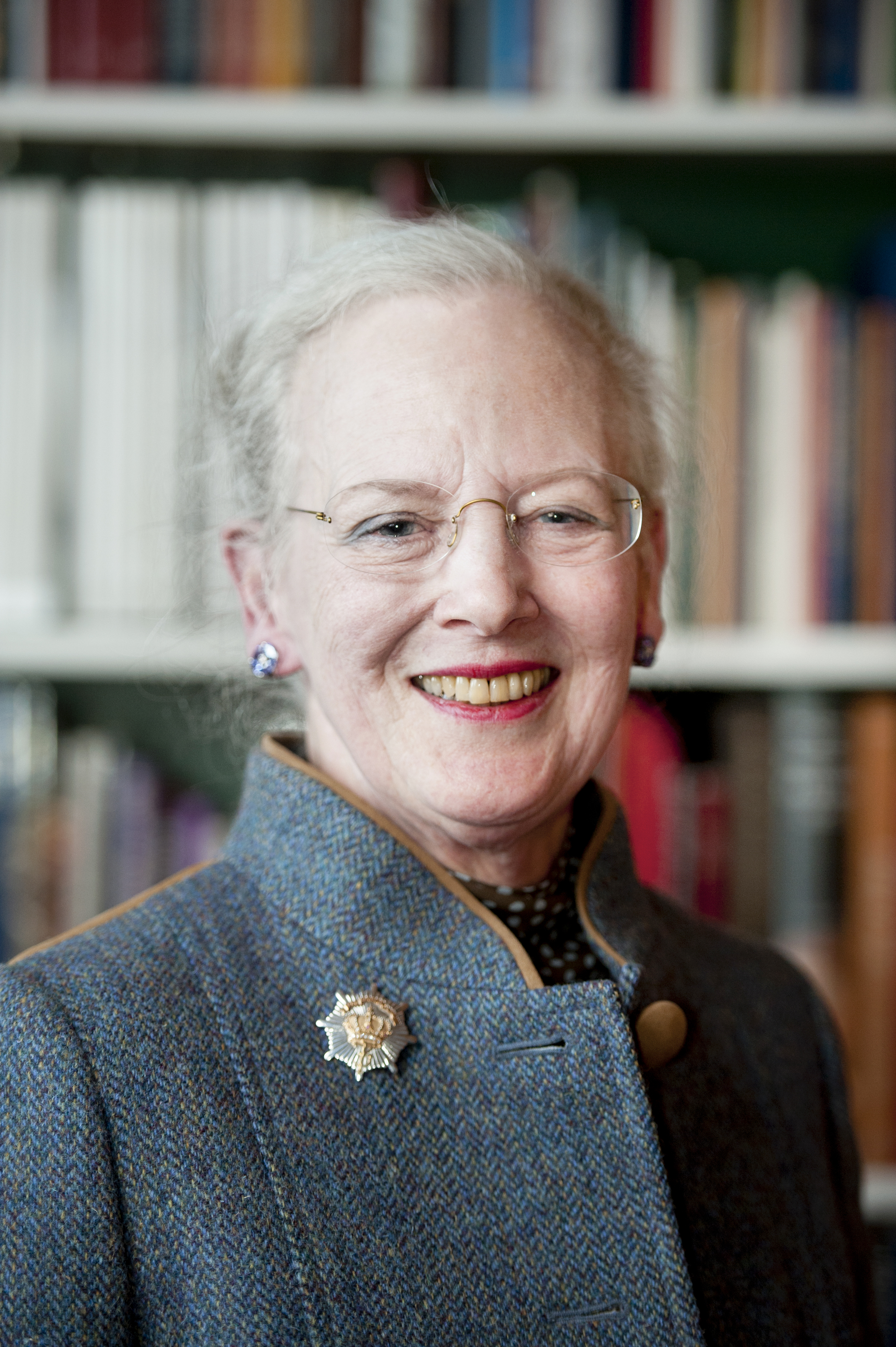
Margrethe II de Danemark.
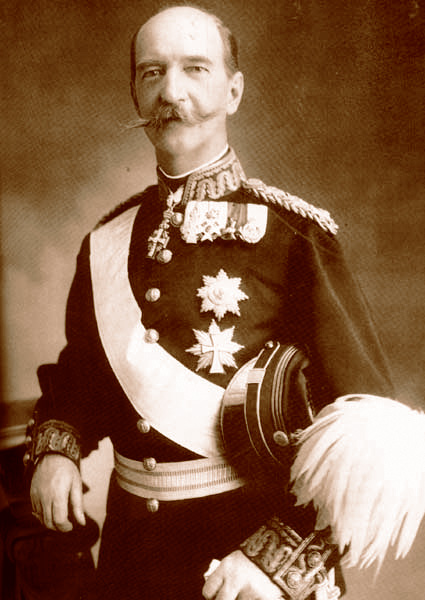
Georges Ier de Grèce.
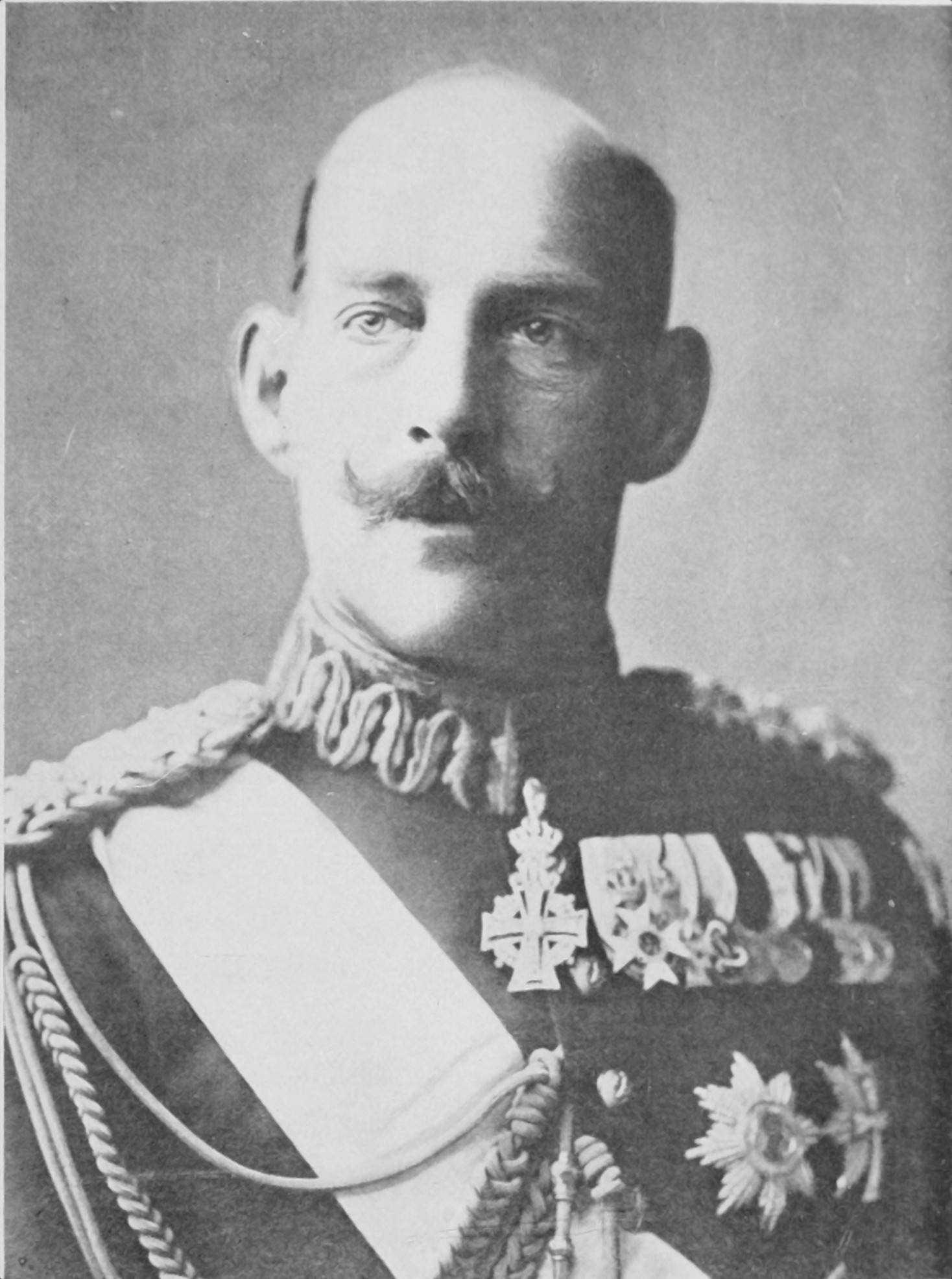
Constantin Ier de Grèce.
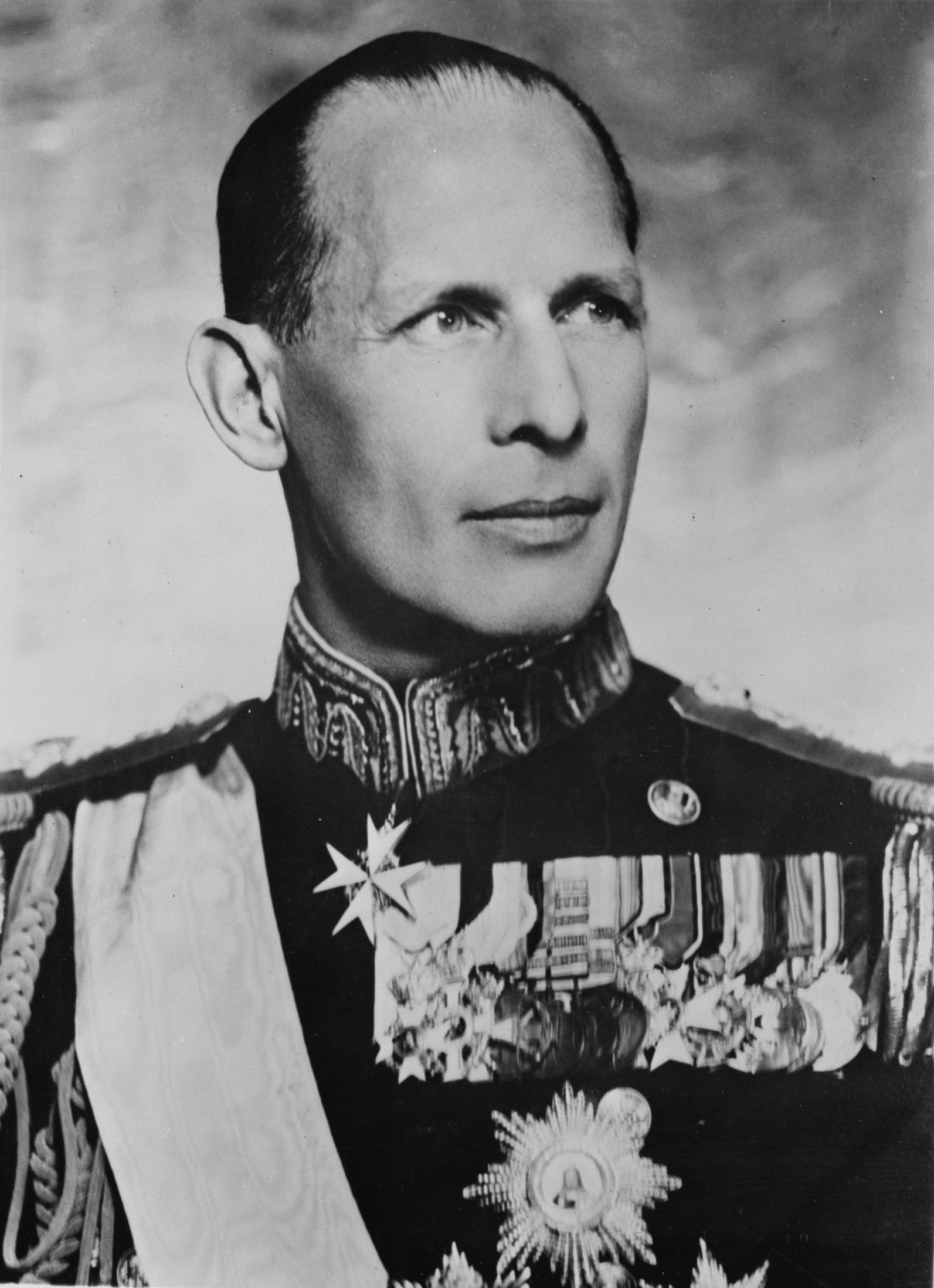
Georges II de Grèce.

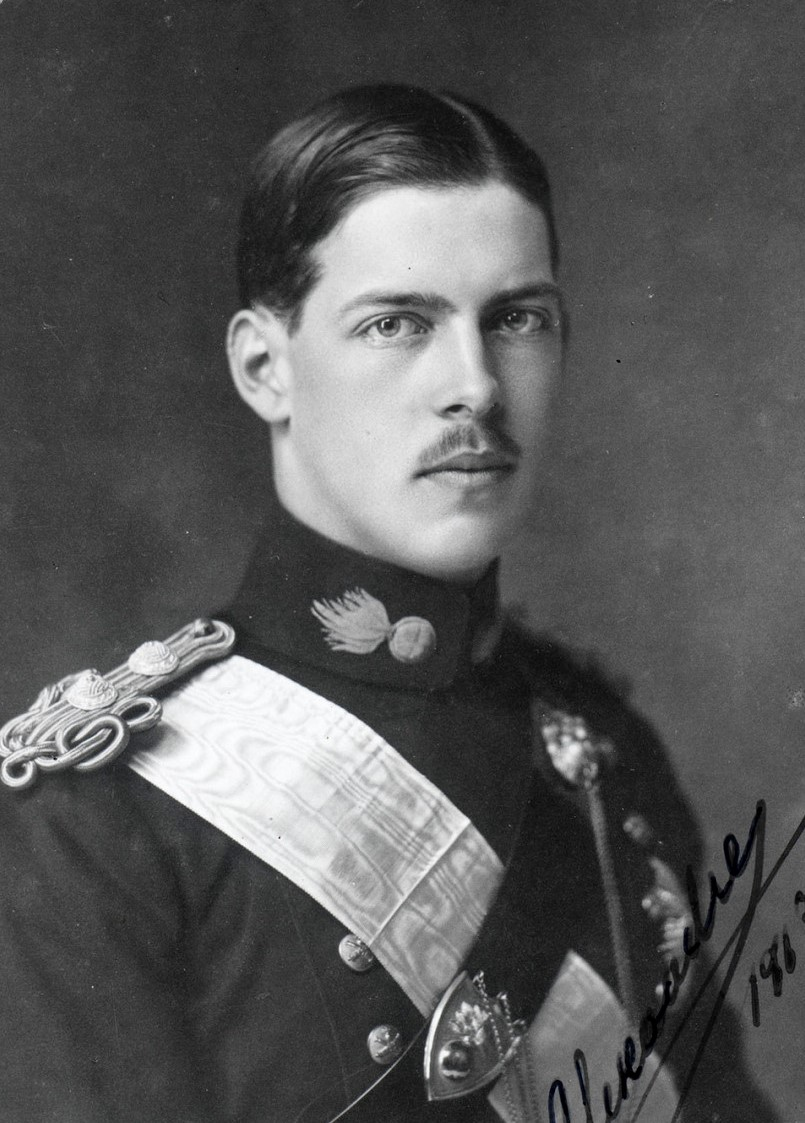
Alexandre Ier de Grèce.
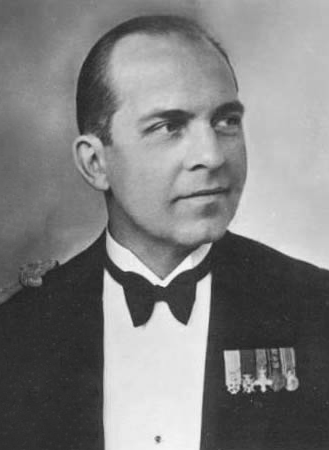
Paul Ier de Grèce.
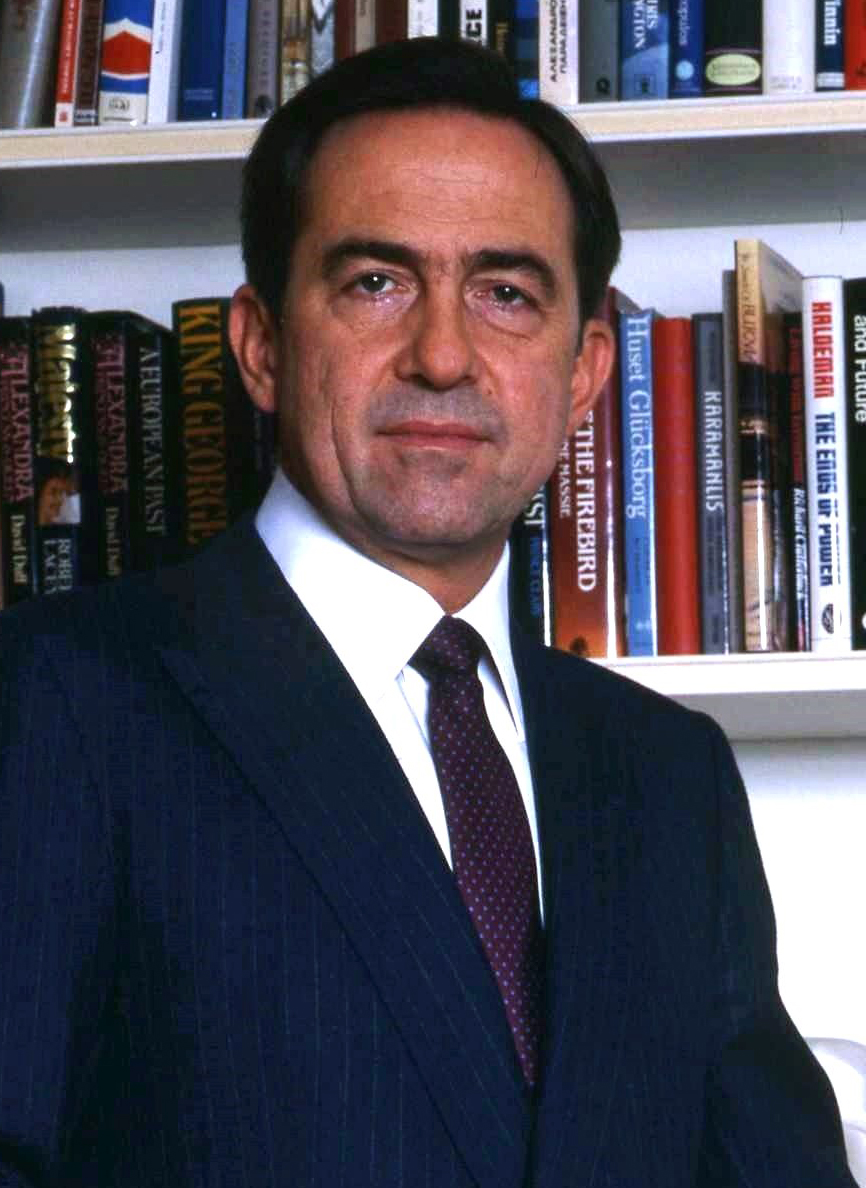
Constantin II de Grèce.
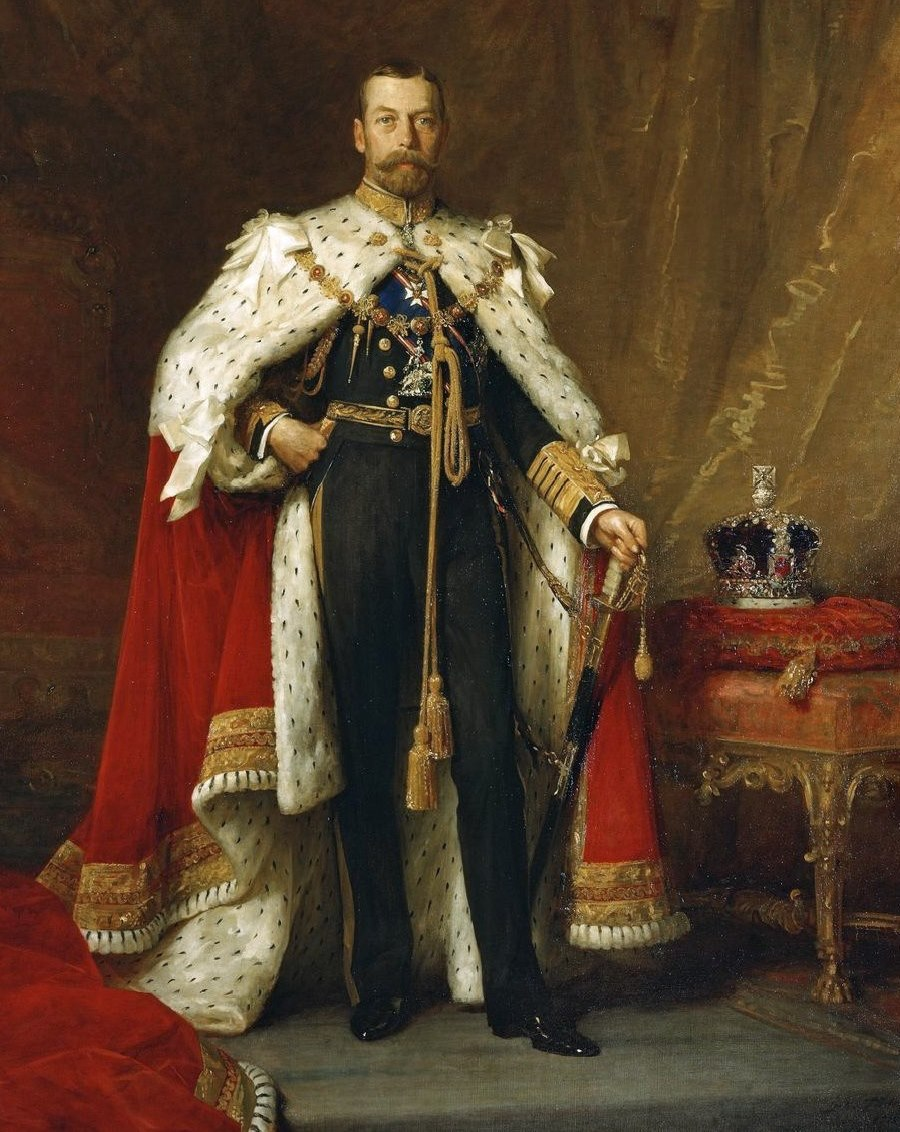
George V du Royaume-Uni.
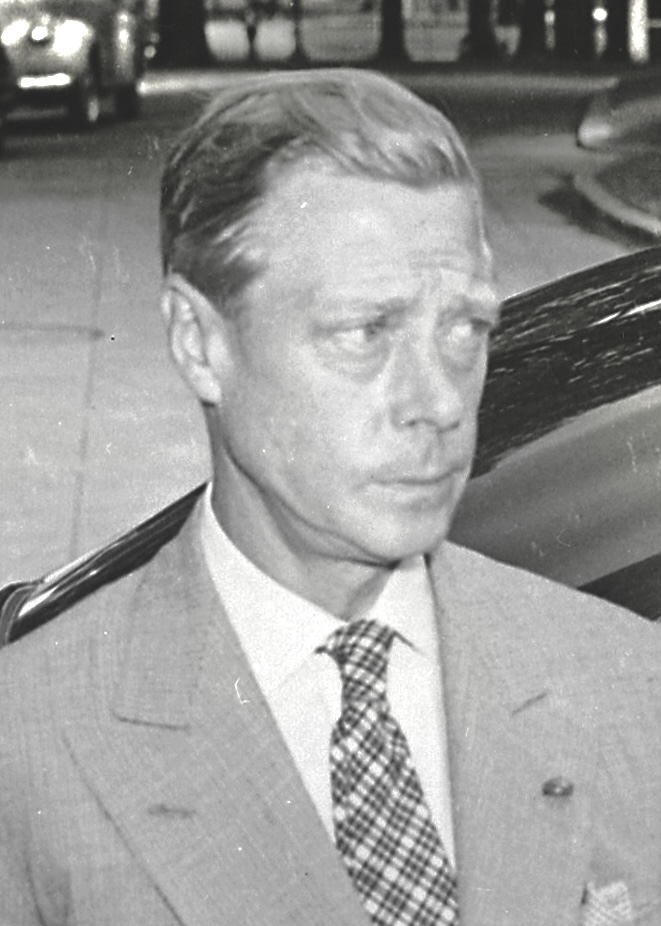
Édouard VIII du Royaume-Uni.
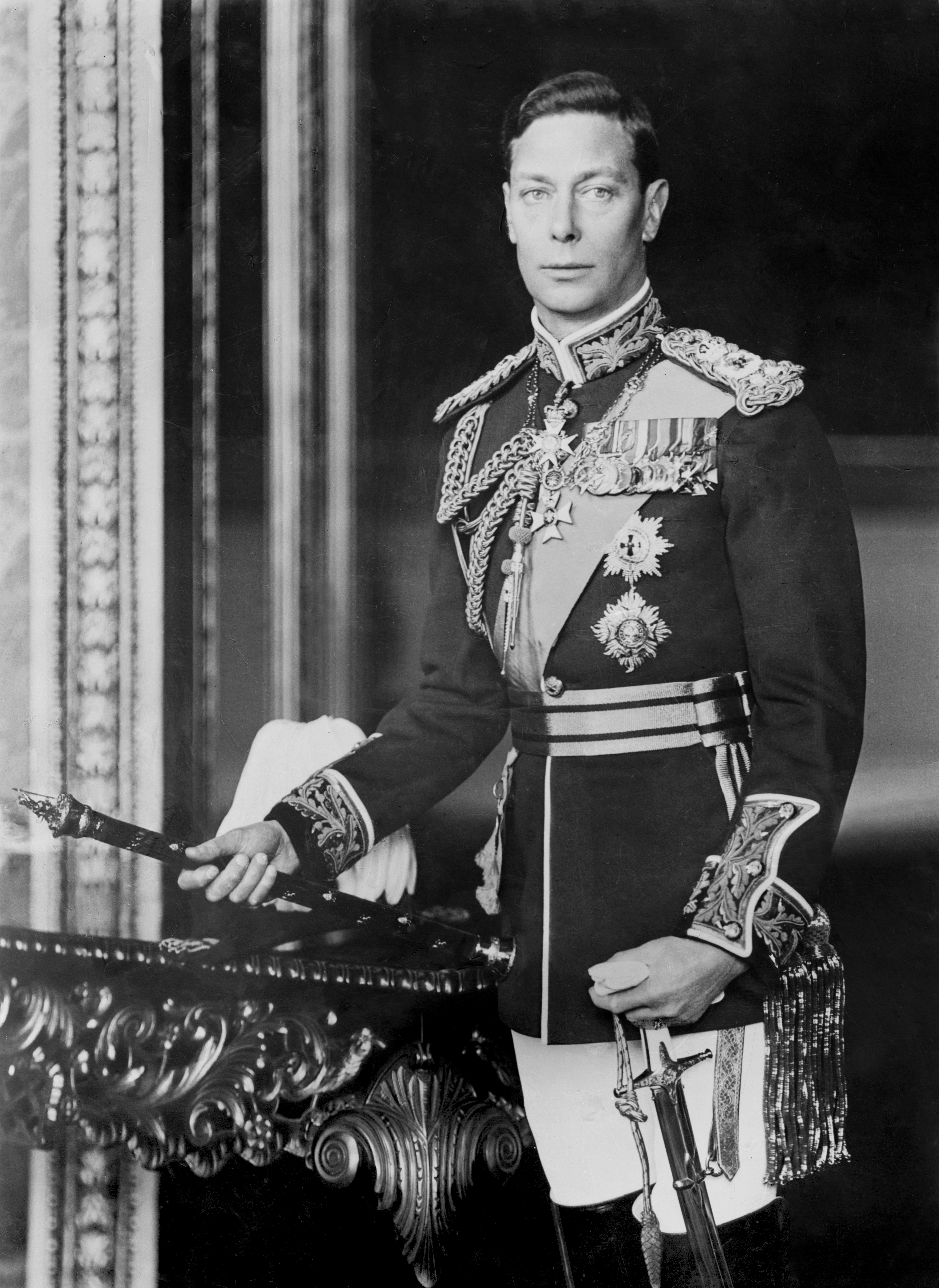
George VI du Royaume-Uni.
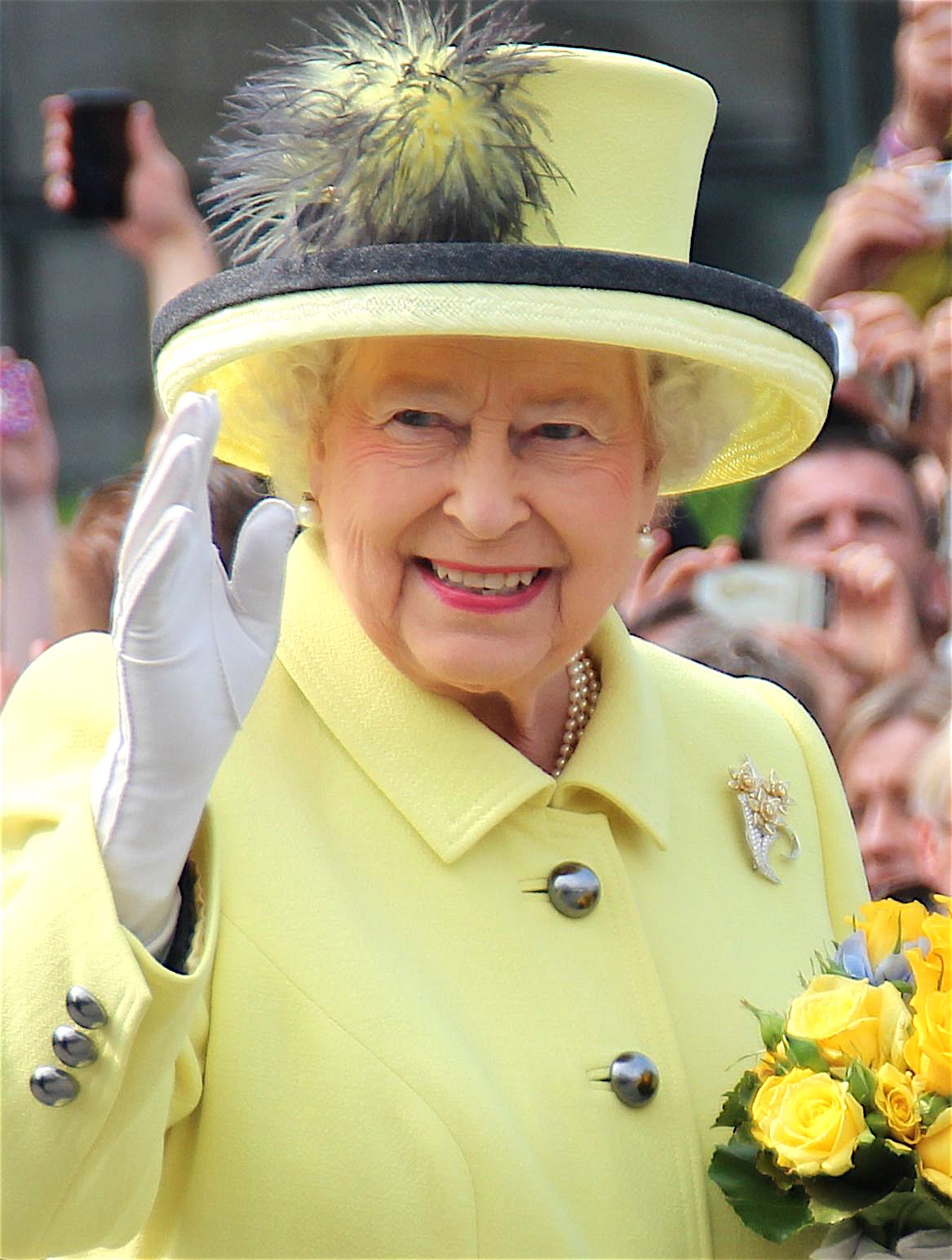
Élisabeth II du Royaume-Uni.

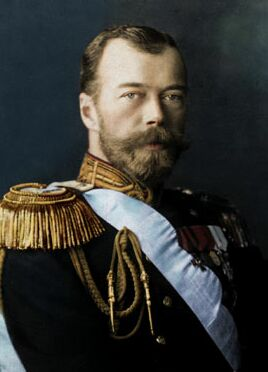
Nicolas II de Russie.
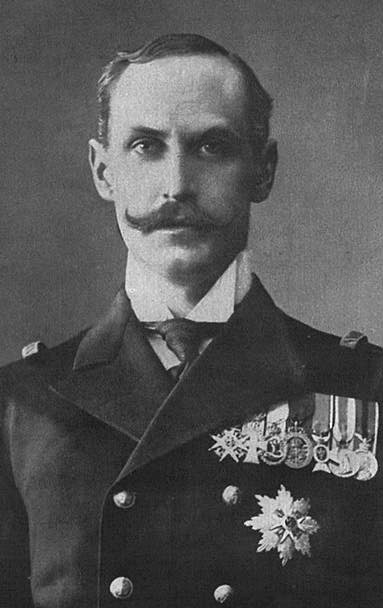
Haakon VII de Norvège.
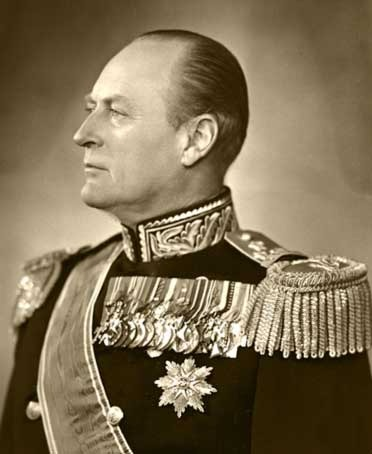
Olav V de Norvège.
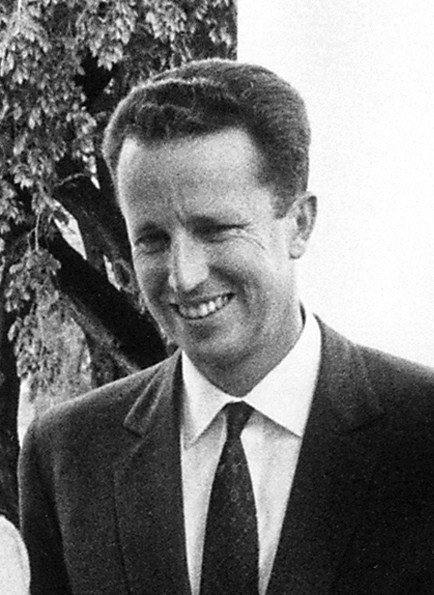
Baudouin de Belgique.
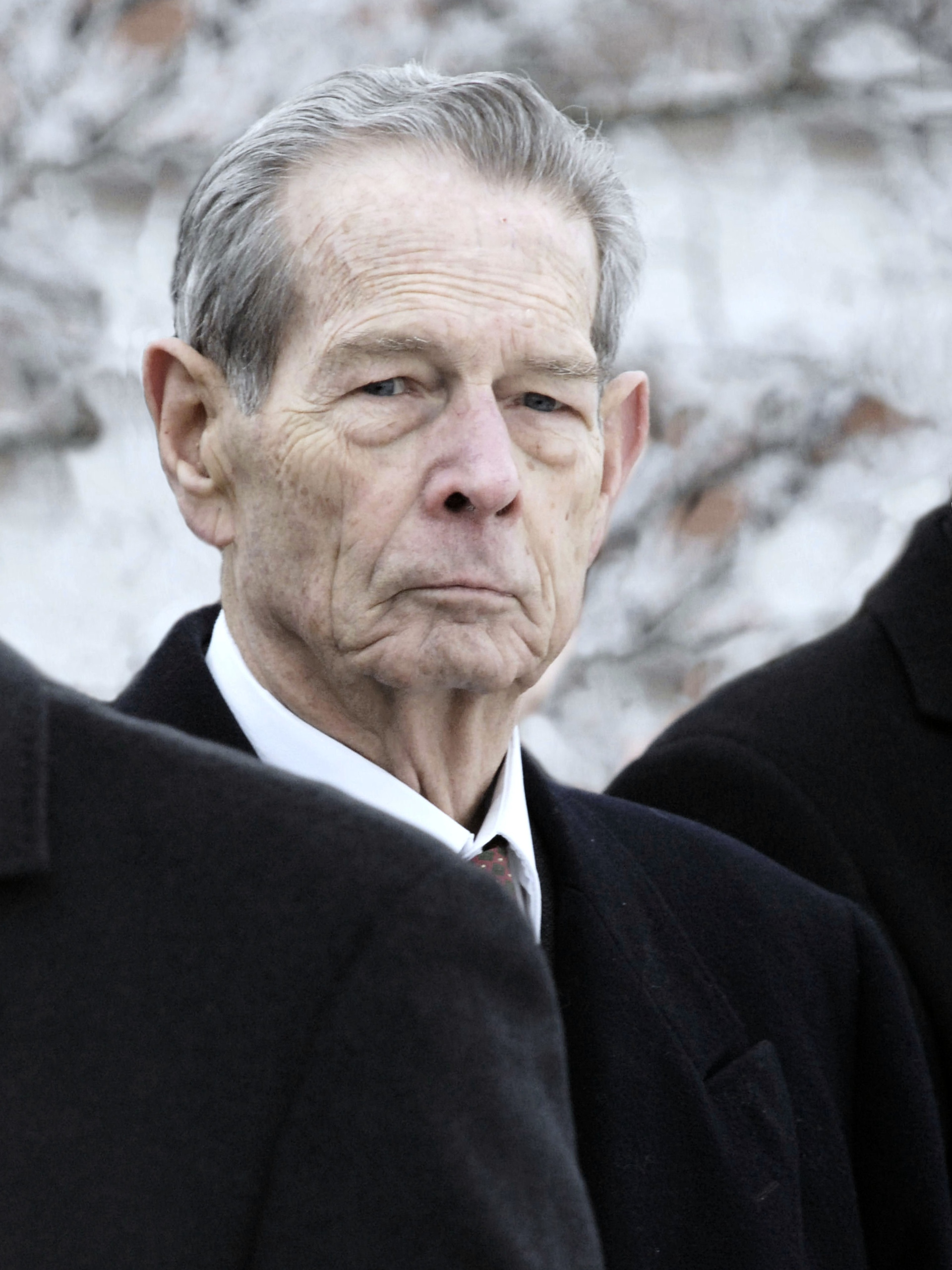
Michel Ier de Roumanie.
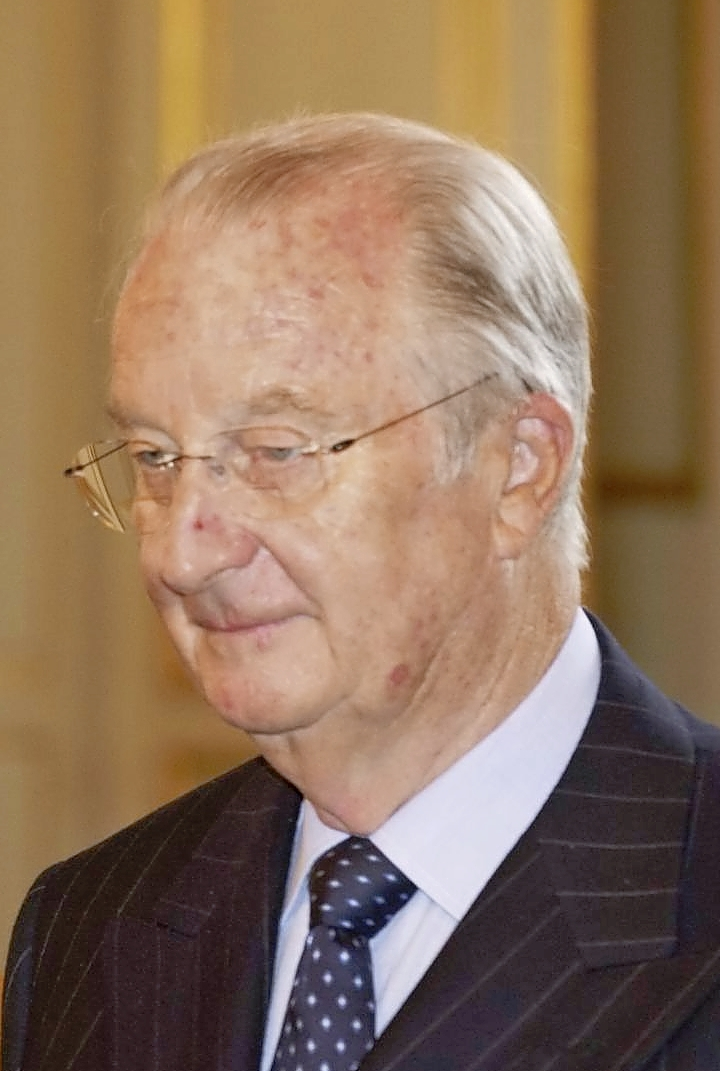
Albert II de Belgique.

Aujourd'hui, Christian IX de Danemark est ainsi l'ancêtre de :
- Frederik X de Danemark (1968), actuel roi de Danemark ;
- Harald V de Norvège (1937), actuel roi de Norvège ;
- Henri de Luxembourg (1955), actuel grand-duc de Luxembourg ;
- Philippe de Belgique (1960), actuel roi de Belgique ;
- Charles III du Royaume-Uni (1948), actuel roi du Royaume-Uni et des autres royaumes du Commonwealth ;
- Felipe VI d'Espagne (1968), actuel roi d'Espagne.

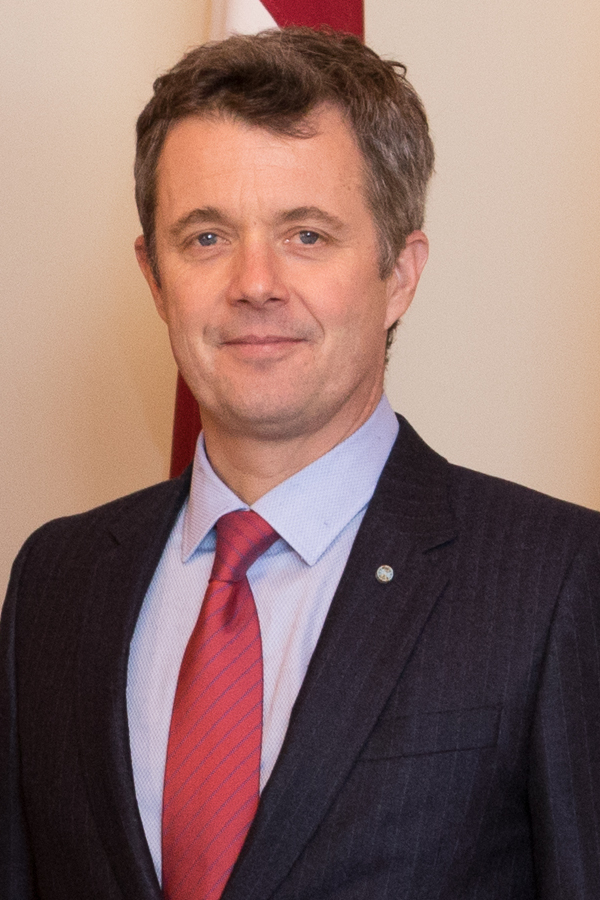
Frederik X de Danemark, arrière-arrière-arrière-petit-fils de Christian IX.
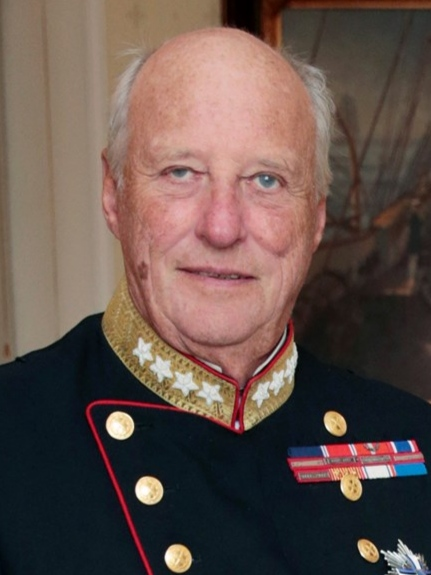
Harald V de Norvège, arrière-arrière-petit-fils de Christian IX.
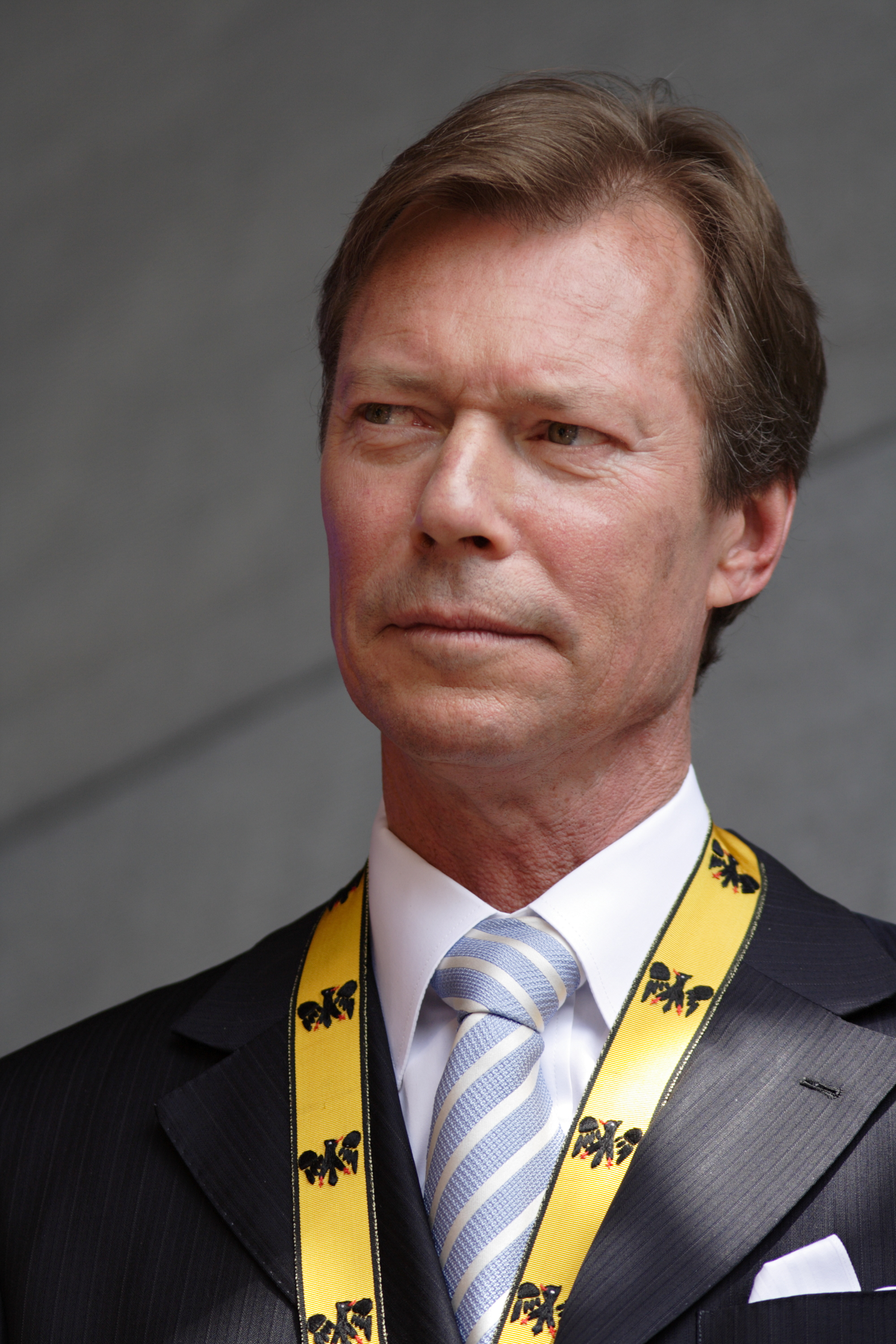
Henri de Luxembourg, arrière-arrière-arrière-petit-fils de Christian IX.
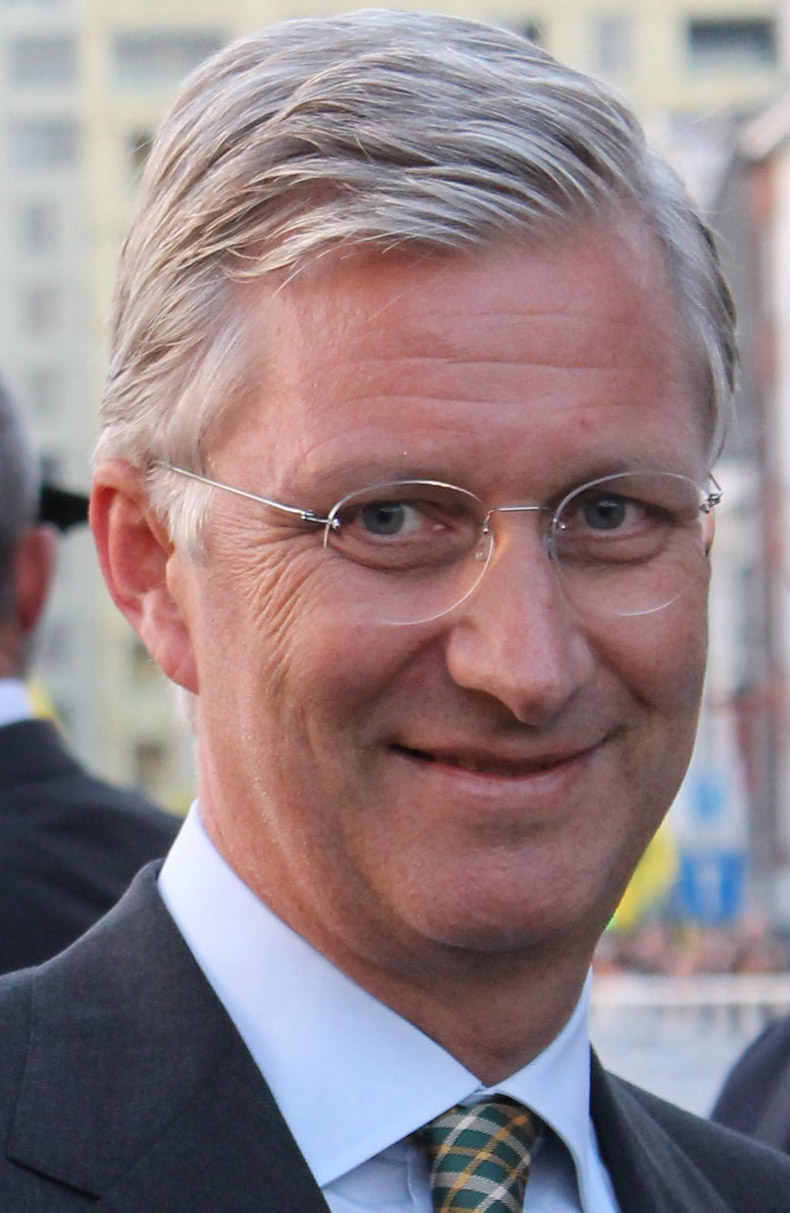
Philippe de Belgique, arrière-arrière-arrière-petit-fils de Christian IX.
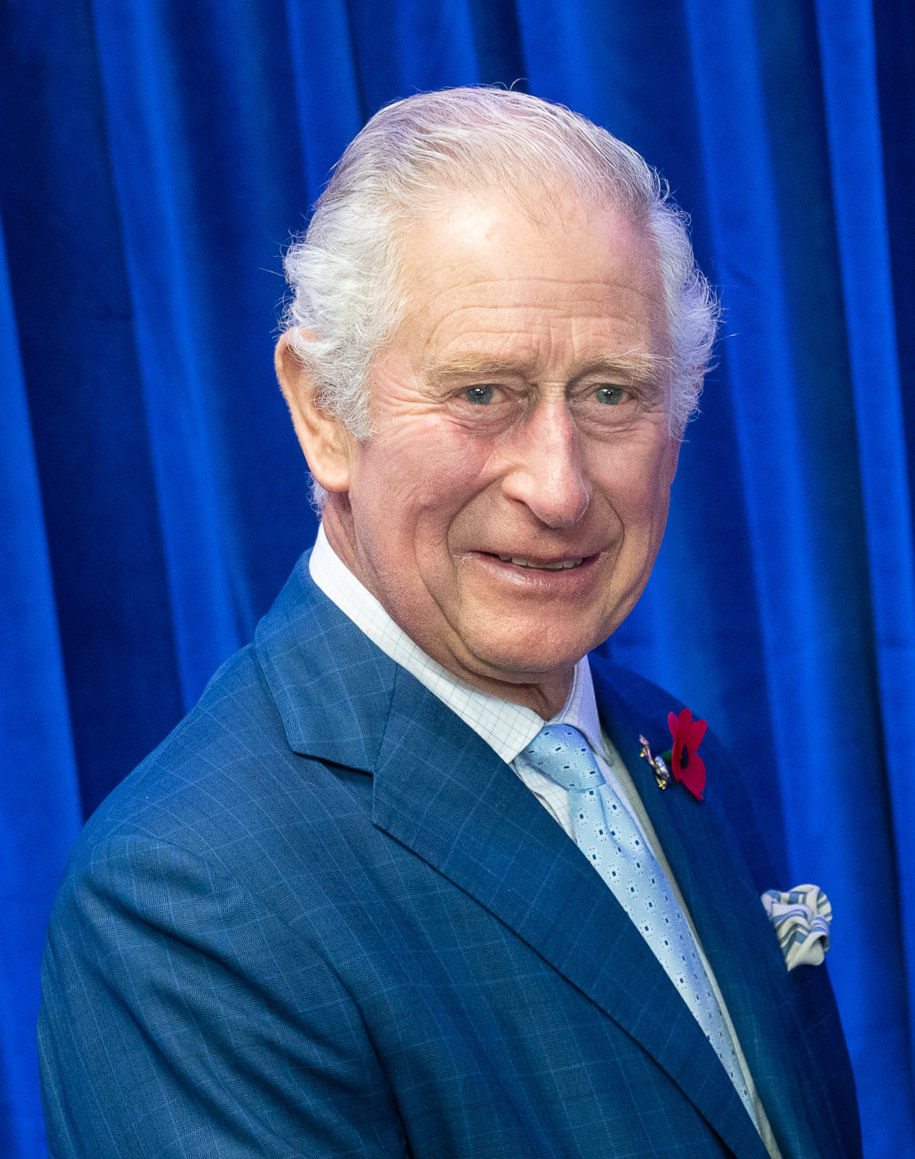
Charles III du Royaume-Uni, arrière-arrière-arrière-petit-fils de Christian IX.
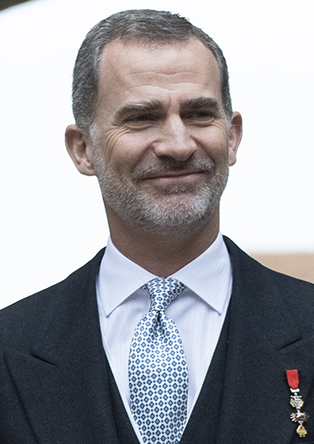
Felipe VI d'Espagne, arrière-arrière-arrière-petit-fils de Christian IX.

Il est également l'ancêtre de :
- Alexis Andreïevitch de Russie (1953), actuel prétendant au trône de Russie ;
- Margareta de Roumanie (1949), actuelle prétendante au trône de Roumanie ;
- Alexandre de Yougoslavie (1945), actuel prétendant au trône de Serbie ;
- Aimon de Savoie-Aoste (1967), actuel prétendant aux trônes d'Italie et de Croatie ;
- Ernest-Auguste de Hanovre (1954), actuel prétendant aux trônes de Hanovre et de Brunswick ;
- Bernard de Bade (1970), actuel prétendant au trône de Bade ;
- Paul de Grèce (1967), actuel prétendant au trône de Grèce.

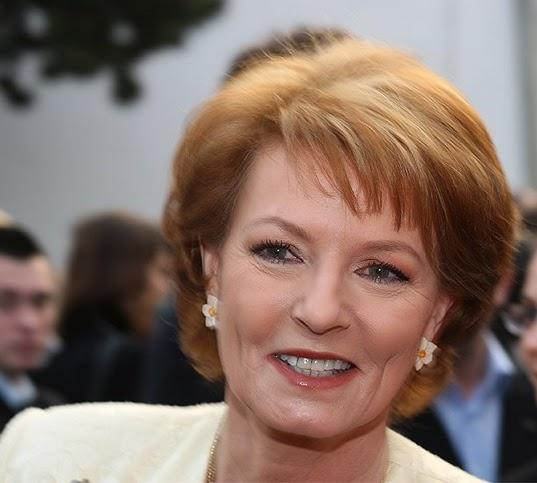
Margareta de Roumanie, arrière-arrière-arrière-petite-fille de Christian IX.
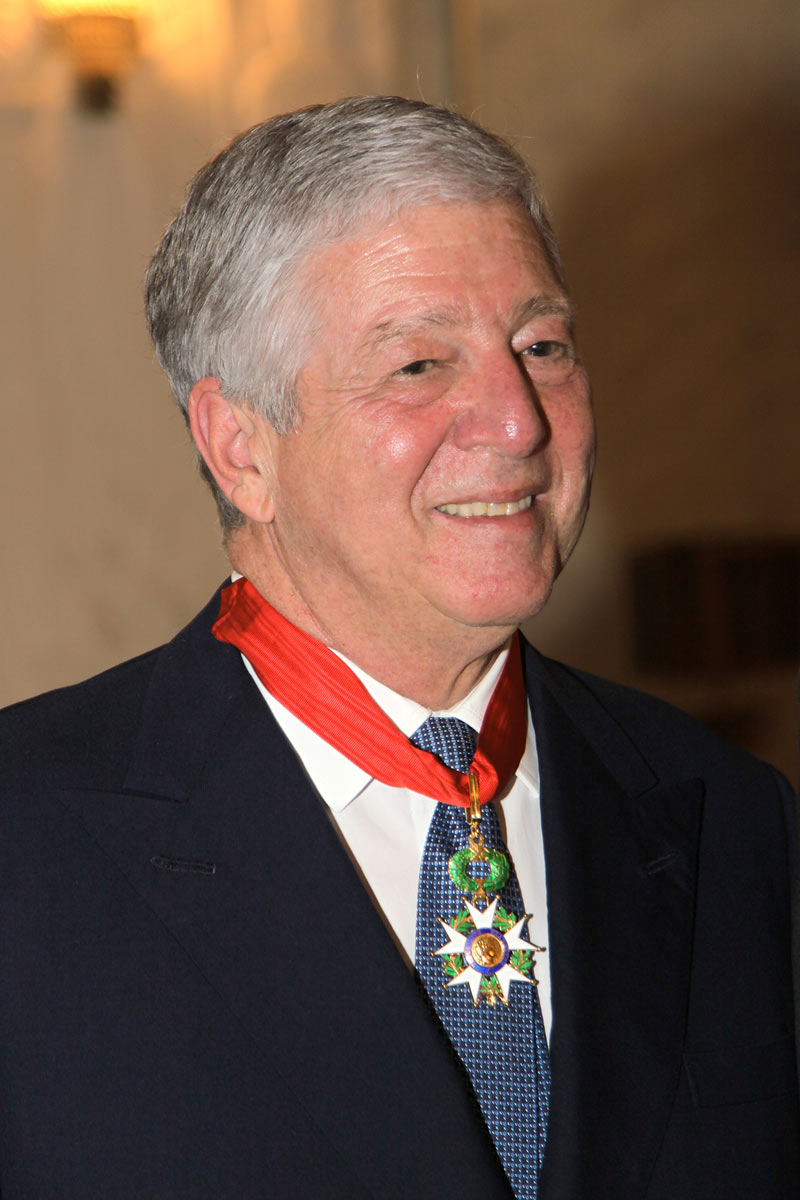
Alexandre de Yougoslavie, arrière-arrière-arrière-petit-fils de Christian IX.
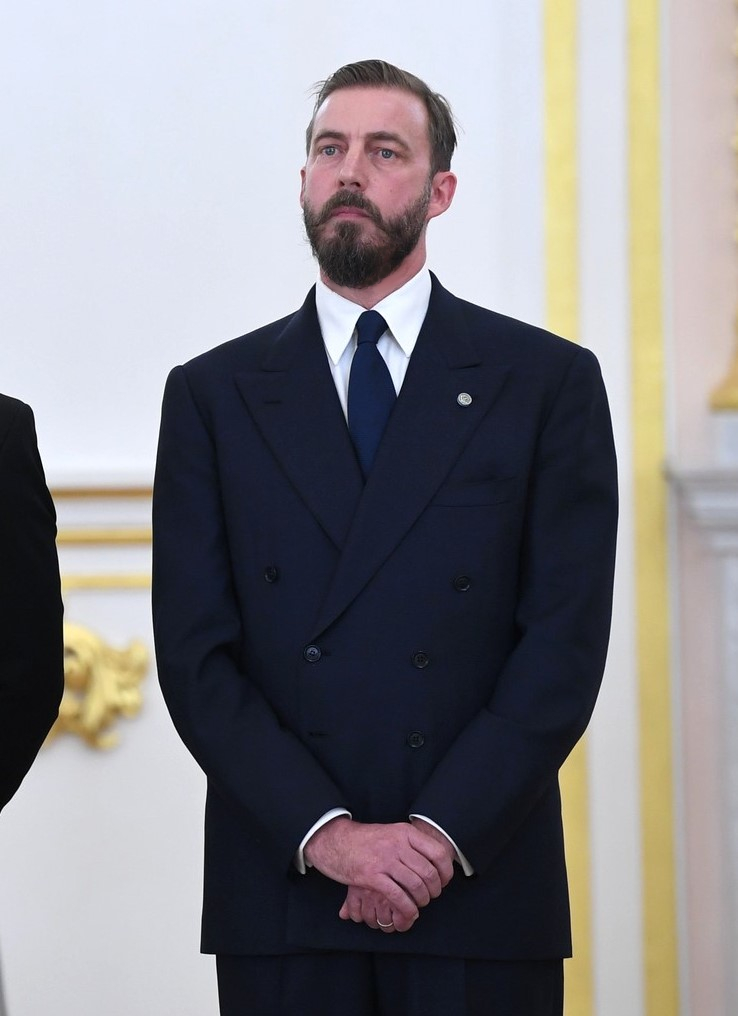
Aimon de Savoie-Aoste, arrière-arrière-arrière-petit-fils de Christian IX.
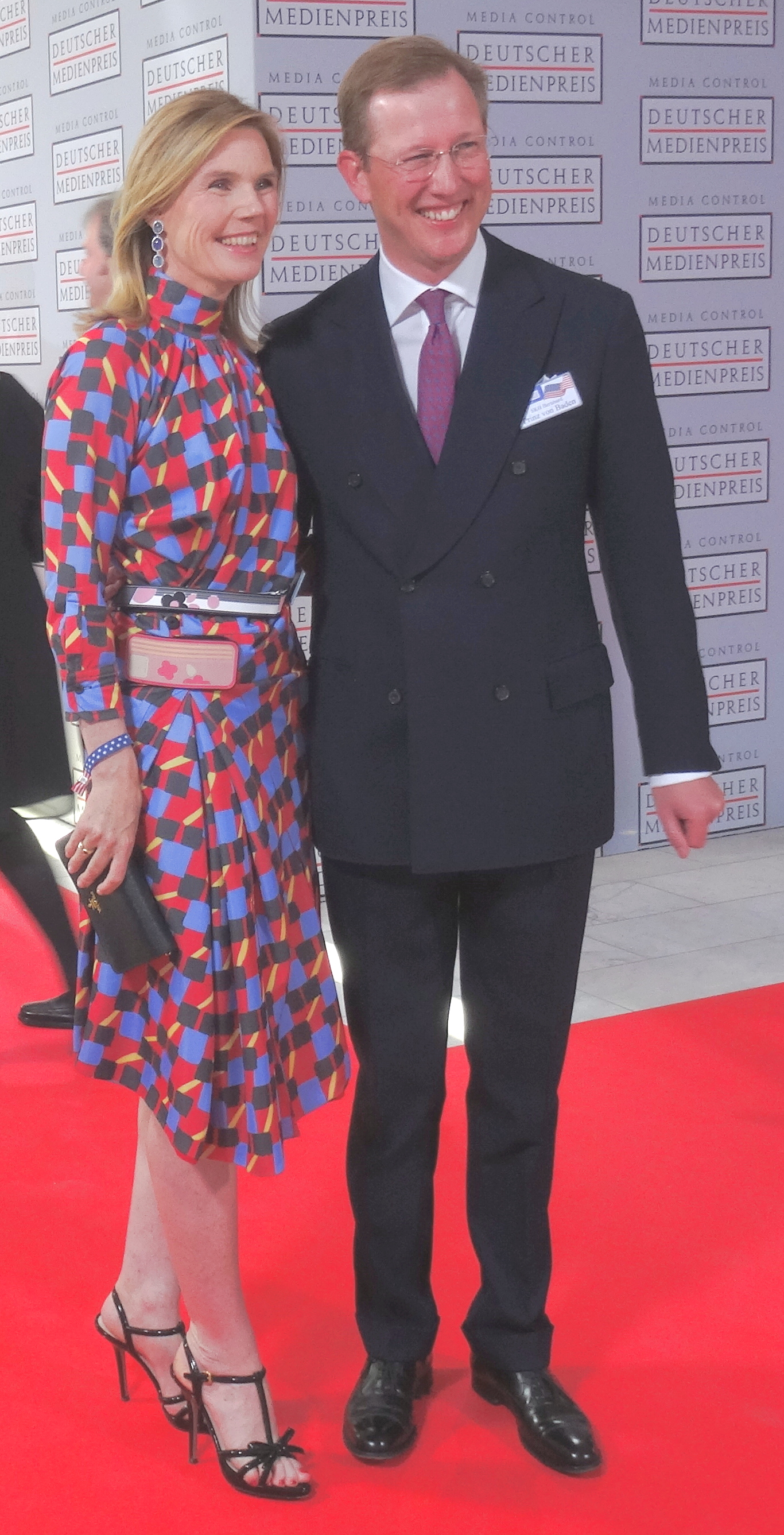
Bernard de Bade, arrière-arrière-arrière-petit-fils de Christian IX.
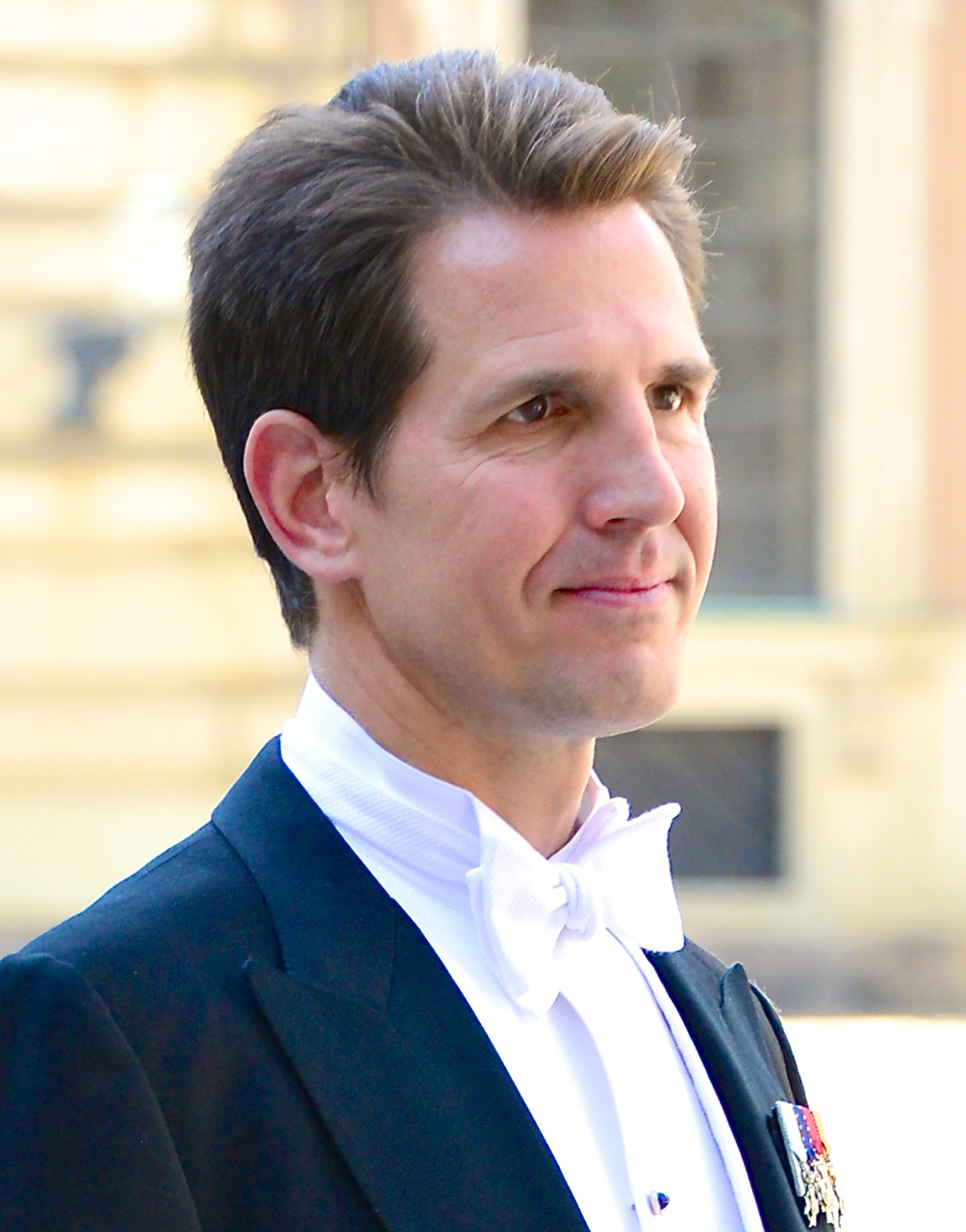
Paul de Grèce, arrière-arrière-arrière-petit-fils de Christian IX.

Enfin, Christian IX de Danemark a également eu divers autres descendants dans les familles nobles de Schaumbourg-Lippe, Prusse, de Suède, d'Autriche, de Limbourg-Stirum, de Liechtenstein, de Yougoslavie, de Savoie-Aoste, de Hohenlohe-Langenbourg, de Hesse-Darmstadt, de Bade, de Hanovre, de Leiningen (Linange), de Bourbon-Parme, etc.
Si Christian IX de Danemark est le « beau-père de l'Europe », il convient tout de même de relativiser car il n'est pas l'ancêtre de certains autres souverains européens actuels : en effet, Charles XVI Gustave de Suède, Willem-Alexander des Pas-Bas, Albert II de Monaco et Hans-Adam II de Liechtenstein ne descendent pas de Christian IX de Danemark, pas plus que d'autres prétendants à d'anciens trônes européens, d'Albanie (Leka Zogu), d'Allemagne (Georges-Frédéric de Prusse), d'Autriche-Hongrie (Charles de Habsbourg-Lorraine), de Bulgarie (Siméon II de Bulgarie), de Finlande (Heinrich Donatus de Hesse), de France (Louis de Bourbon, Henri d'Orléans, Jean-Christophe Napoléon), de Géorgie (Davit Bagration-Mukhranski), d'Italie (Victor-Emmanuel de Savoie), de Lituanie (Karl Anselm d'Urach), de Monténégro (Nikola Petrović-Njegoš), de Portugal (Duarte Pio de Bragança), de Russie (Maria Vladimirovna de Russie), etc.

## Louise de Hesse-Cassel (1817-1898), épouse deChristianIX

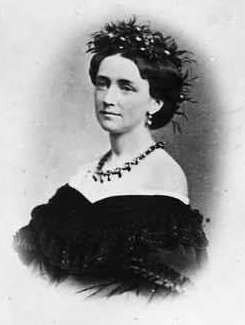
Louise de Hesse-Cassel
(1817-1898), épouse de Christian IX de Danemark.

Celui qui n'est pas encore le roi Christian IX de Danemark épouse Louise de Hesse-Cassel (1817-1898) le 12 mai 1842 à Copenhague. Louise de Hesse-Cassel est la fille de Guillaume de Hesse-Cassel (1787-1867) et de Louise-Charlotte de Danemark (1789-1864), elle-même petite-fille du roi Frédéric V de Danemark (1786-1848) : Christian IX de Danemark et Louise de Hesse-Cassel sont donc cousins issus de germains. Louise de Hesse-Cassel est également une descendante du roi George II de Grande-Bretagne (1683-1760).
Quatre de leurs six enfants sont devenus monarques, montant sur les trônes (directement ou en tant que consort) du Danemark, du Royaume-Uni, de Russie et de Grèce. Une cinquième serait devenue reine de Hanovre si le royaume de son époux n'avait pas été annexé par la Prusse avant même le début de son règne.

## Les enfants deChristianIXet de Louise de Hesse-Cassel, et leurs descendances
Trois fils et trois filles sont nés du mariage de Christian IX de Danemark et de Louise de Hesse-Cassel, de 1843 à 1858 :

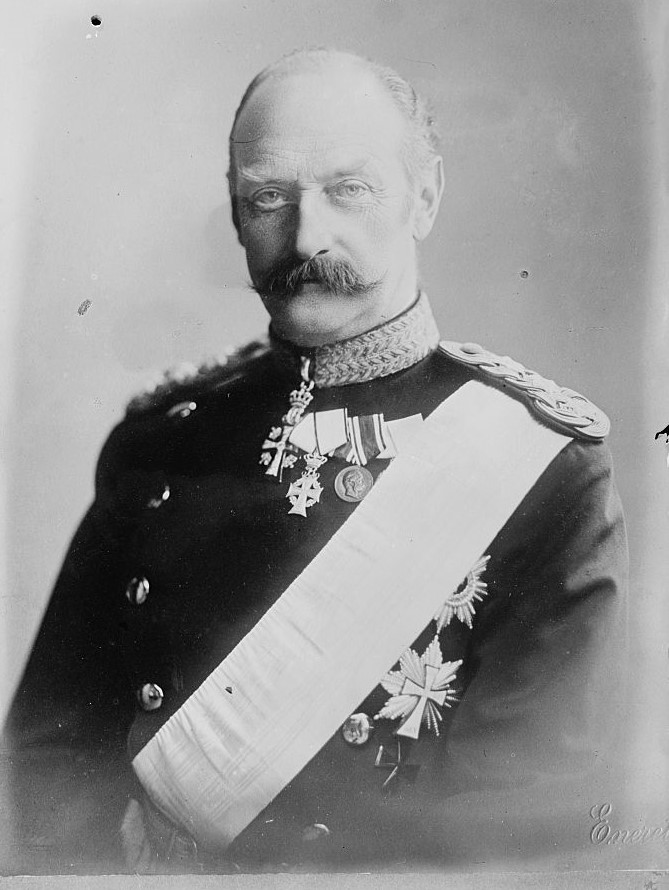
Christian Frederik Vilhelm Carl de Danemark, devenu le roi Frédéric VIII de Danemark (1843-1912) ;
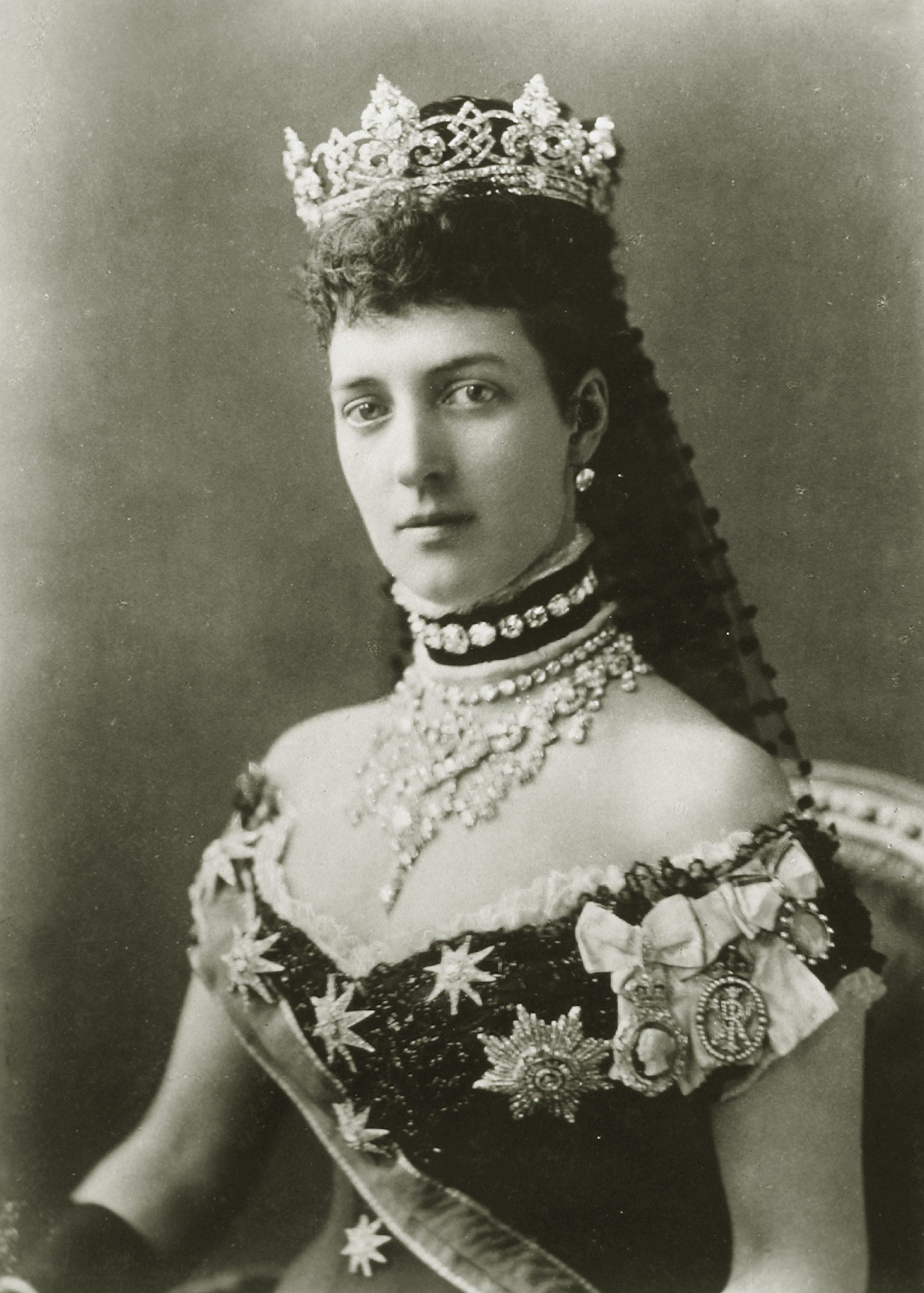
Alexandra Caroline Marie Charlotte Louise Julia de Danemark (1844-1925) ;
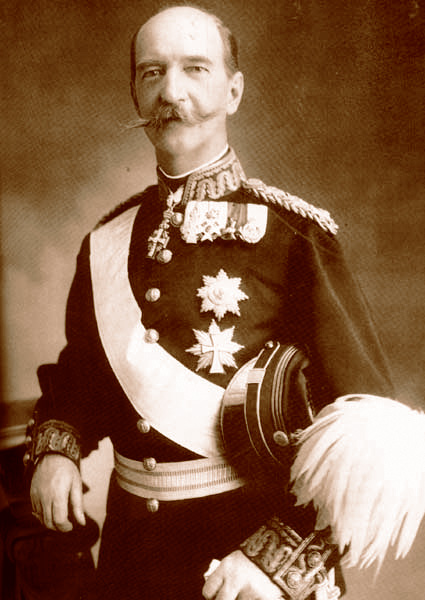
Christian Vilhelm Ferdinand Adolf Georg de Danemark, devenu le roi Georges Ier de Grèce (1845-1913) ;
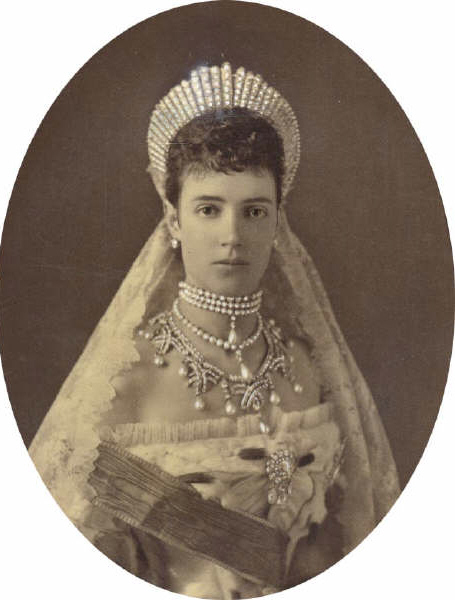
Marie Sophie Frederikke Dagmar de Danemark, devenue la tsarine Marie Fedorovna de Russie (1847-1928) ;
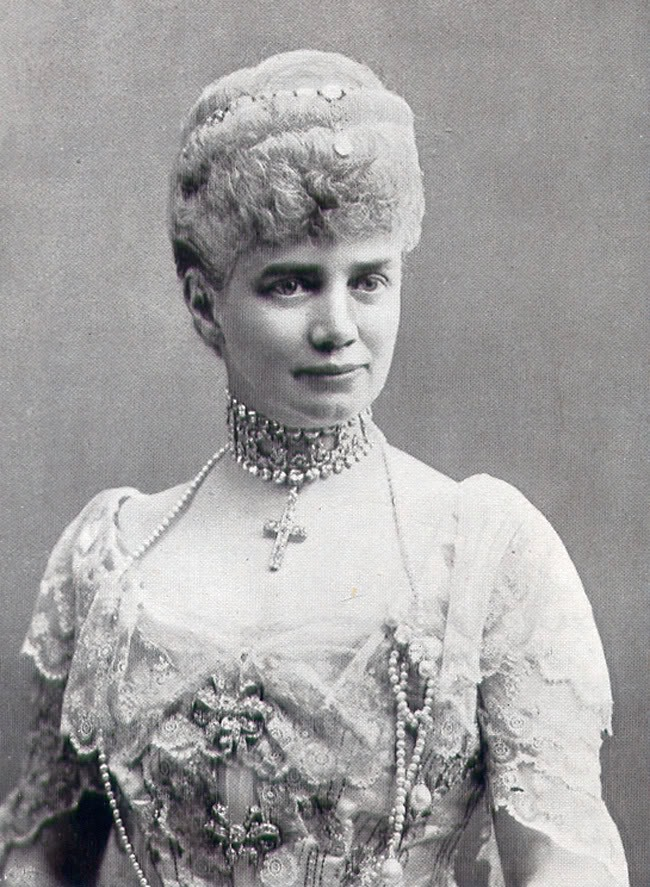
Thyra Amalie Caroline Charlotte Anna de Danemark (1853-1933) ;
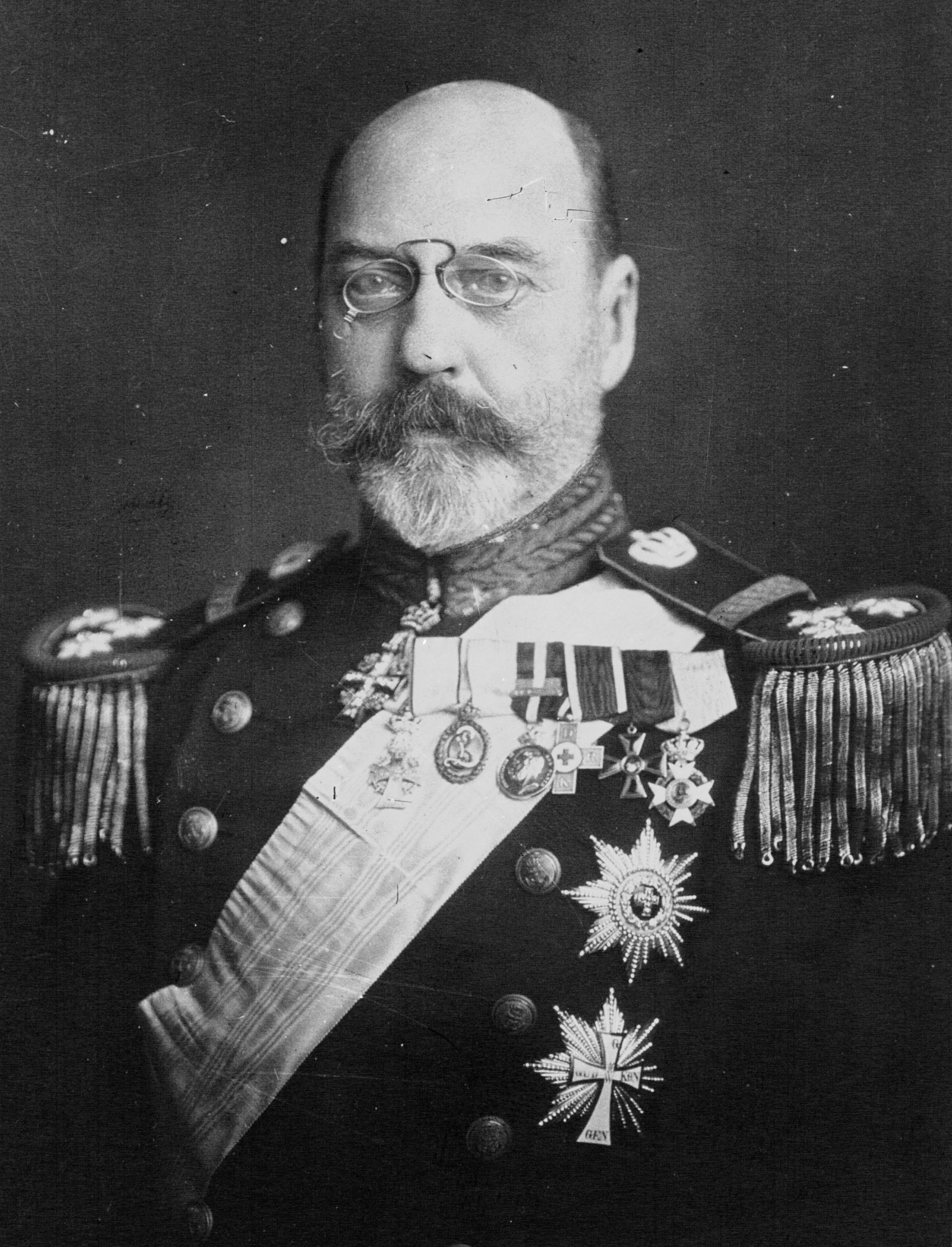
Valdemar de Danemark (1858-1939).

- Frédéric VIII de Danemark
(1843-1912).
- Alexandra de Danemark
(1844-1925).
- Georges Ier de Grèce
(1845-1913).
- Dagmar de Danemark
(1847-1928).
- Thyra de Danemark
(1853-1933).
- Valdemar de Danemark
(1858-1939).

Tous les enfants du couple ont atteint l'âge adulte, ce qui est assez rare au milieu du XIXe siècle, même au sein d'une famille royale.

### FrédéricVIIIde Danemark (1843-1912)

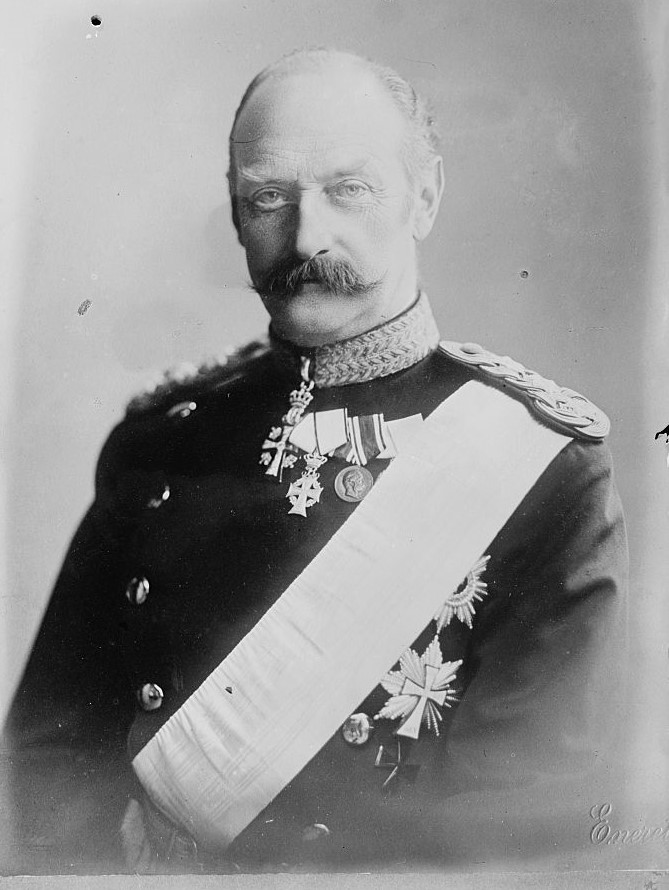
Frédéric VIII de Danemark (1843-1912).

La descendance de Christian Frederik Vilhelm Carl de Danemark, (1843-1912) est la plus connue puisqu'elle détient toujours la couronne danoise : après lui, se succèdent ses héritiers directs : son fils Christian X de Danemark (1870-1947), son petit-fils Frédéric IX de Danemark (1899-1972), son arrière-petite-fille Margrethe II de Danemark (1940) et son arrière-arrière-petit-fils Frederik X de Danemark (1968).

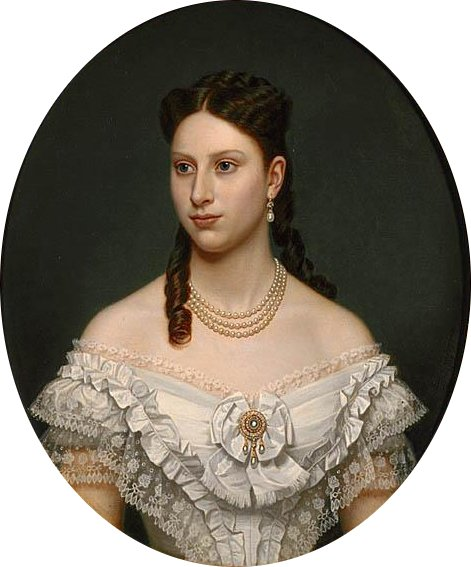
Louise de Suède (1851-1926), épouse de Frédéric VIII de Danemark.

Celui qui n'est pas encore Frédéric VIII de Danemark épouse en 1869 Louise de Suède (1851-1926), fille du roi Charles XV de Suède (Charles IV de Norvège) (1826-1872) et de Louise des Pays-Bas (1828-1871). C'est l'alliance de toutes les familles royales de Scandinavie que l'on trouve dans ce mariage : Danemark, Suède, Norvège et Pays-Bas.
Frédéric VIII de Danemark et Louise de Suède ont huit enfants :
- Christian X de Danemark (1870-1947) ;
- Charles de Danemark, devenu le roi Haakon VII de Norvège (1872-1957) ;
- Louise de Danemark (1875-1906) ;
- Harald de Danemark (1876-1949) ;
- Ingeborg de Danemark (1878-1958) ;
- Thyra de Danemark (1880-1945) ;
- Gustave de Danemark (1887-1944) ;
- Dagmar de Danemark (1890-1961).

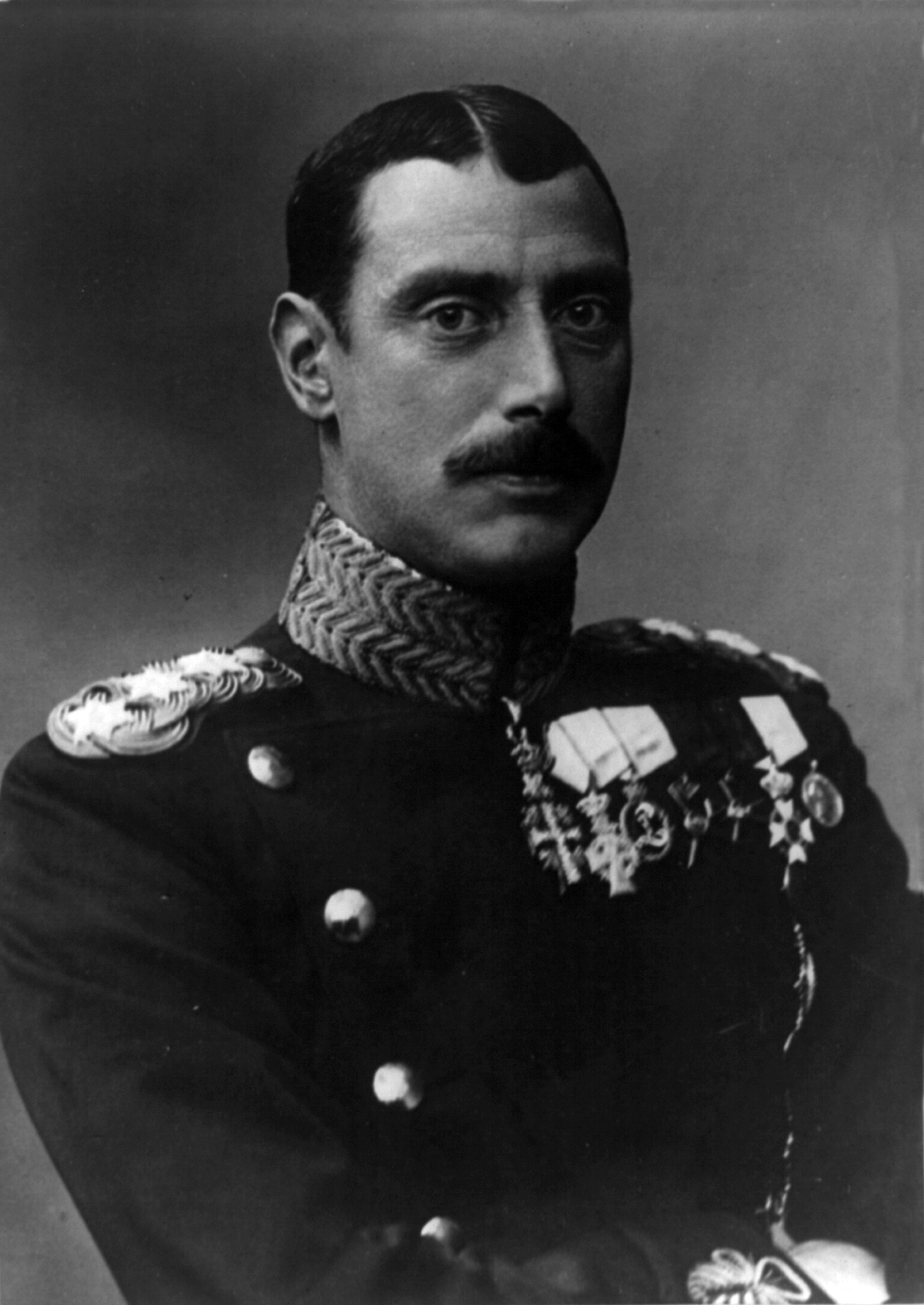
Christian X de Danemark.
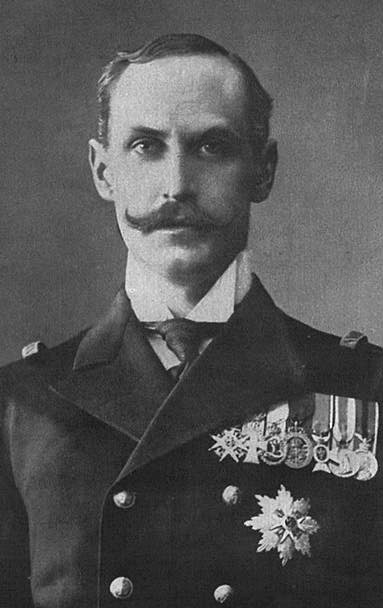
Haakon VII de Norvège.
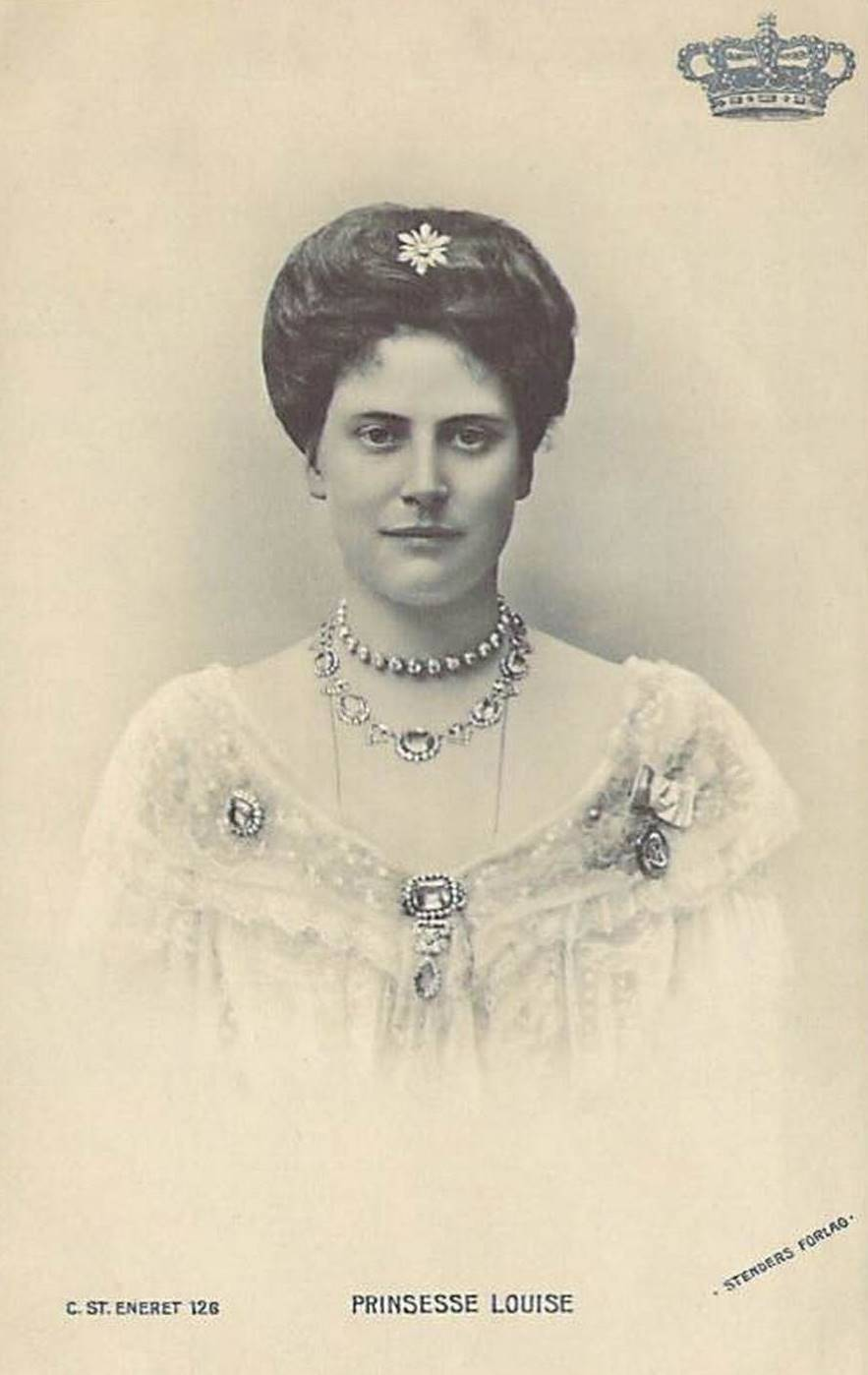
Louise de Danemark.
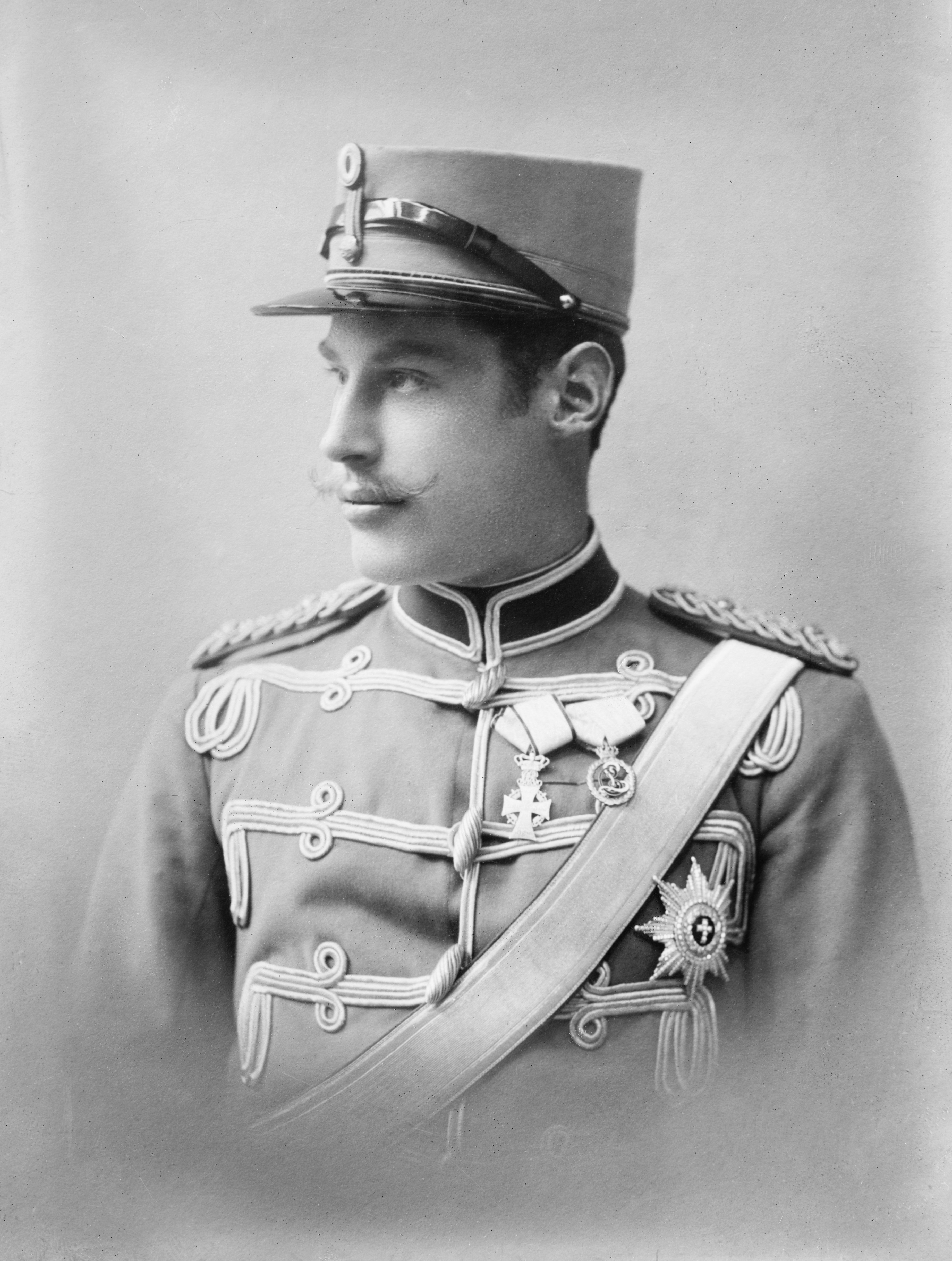
Harald de Danemark.

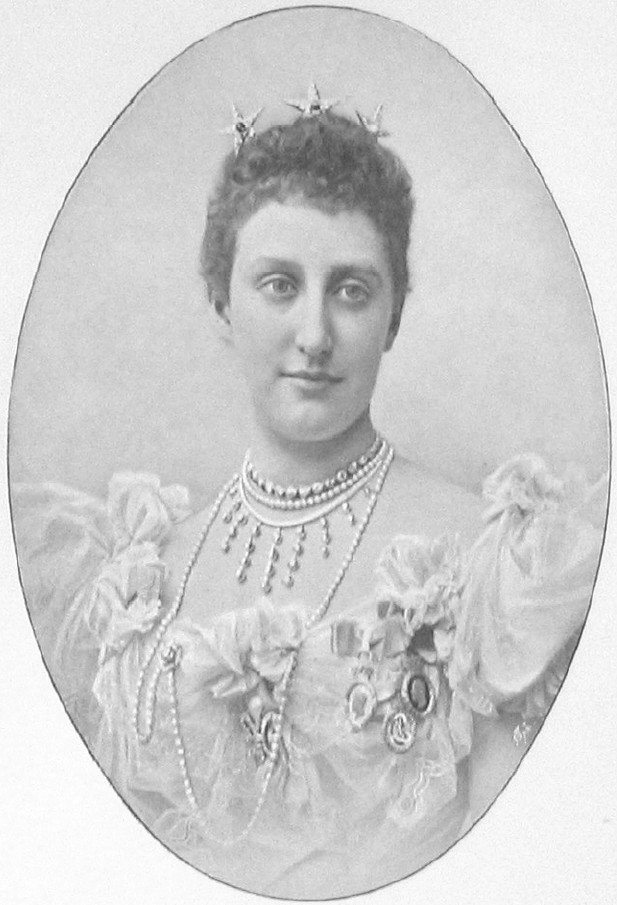
Ingeborg de Danemark.
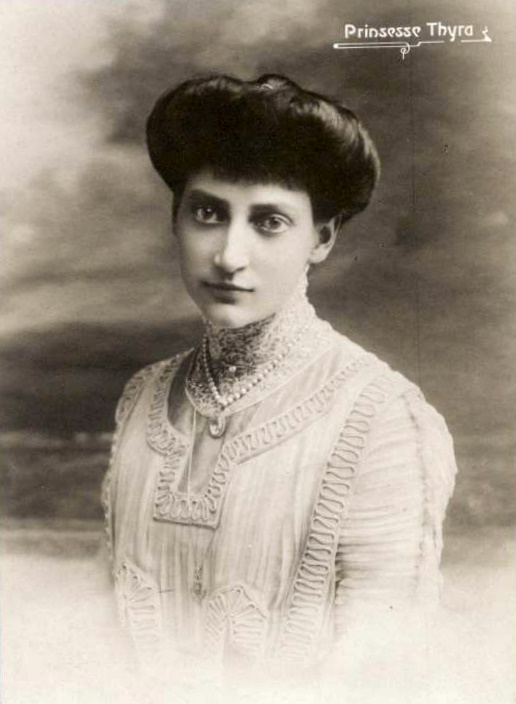
Thyra de Danemark.
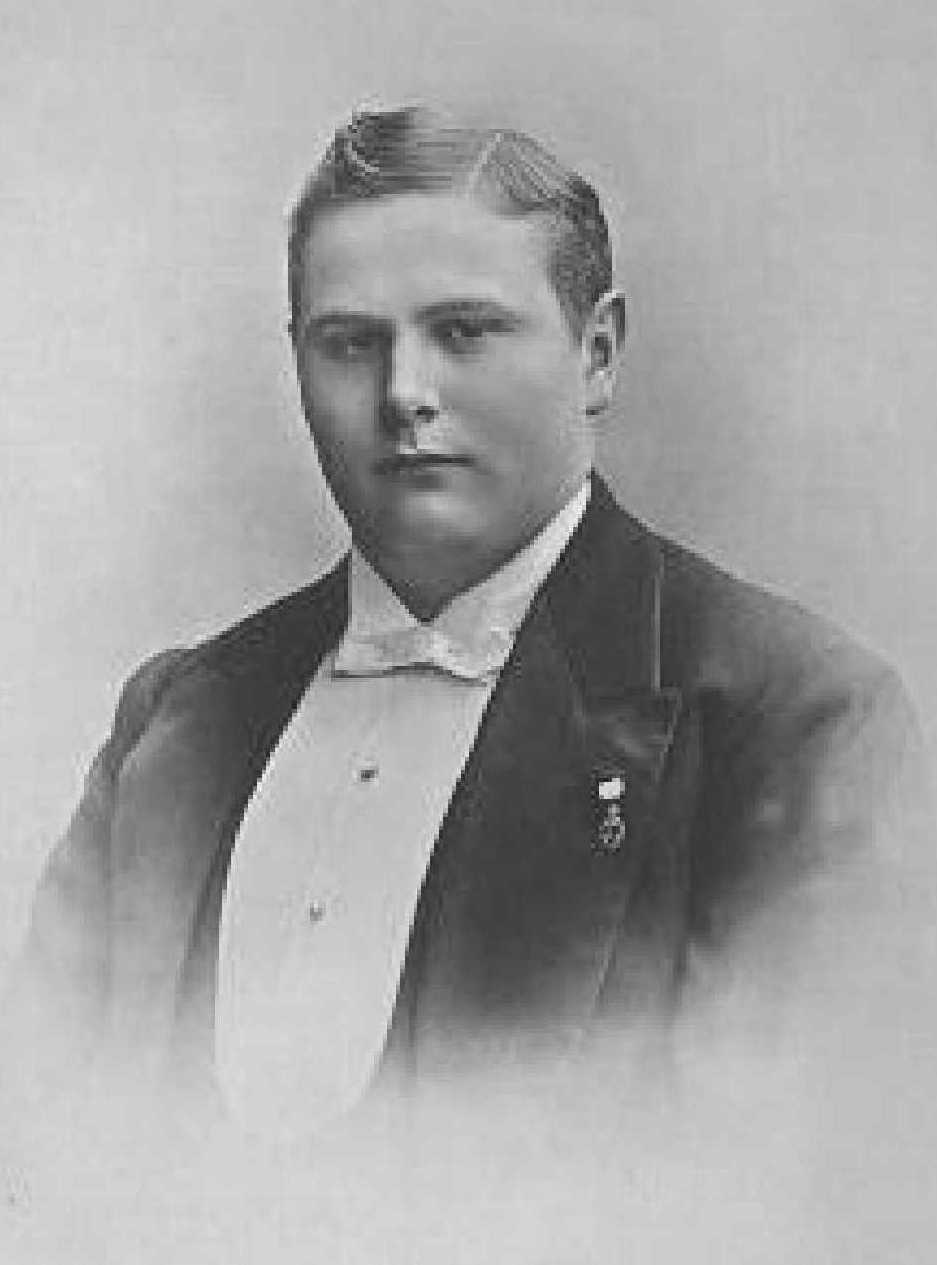
Gustave de Danemark.
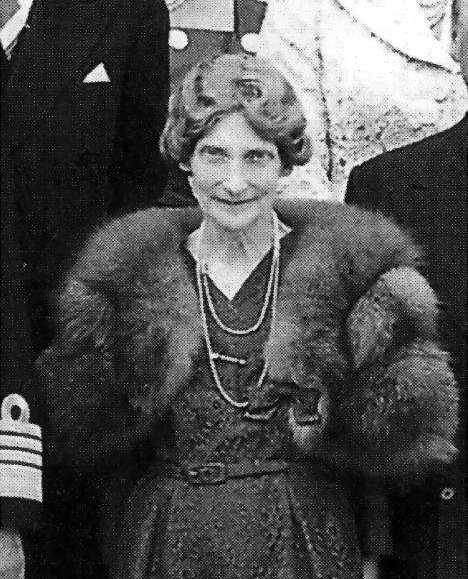
Dagmar de Danemark.

Christian X de Danemark (1870-1947) épouse en 1898 Alexandrine de Mecklembourg-Schwerin (1879-1952), d'où est issue l'ensemble de la famille royale danoise actuelle. L'une de ses petites-filles, Anne-Marie de Danemark (1946) (sœur de la reine Margrethe II de Danemark (1940)) épouse en 1964 le roi Constantin II de Grèce (1940-2023), ancien prétendant au trône de Grèce.
Charles de Danemark (1872-1957) épouse en 1896 sa cousine germaine britannique Maud de Galles (1869-1938), fille d'Édouard VII du Royaume-Uni (1841-1910) et d'Alexandra de Danemark (1844-1925). Charles devient roi de Norvège en 1906 sous le nom de Haakon VII de Norvège : de lui est issue l'ensemble de la famille royale norvégienne actuelle.
Louise de Danemark (1875-1906) épouse en 1896 Frédéric de Schaumbourg-Lippe (1868-1945), d'où trois enfants et une postérité.
Harald de Danemark (1876-1949) épouse en 1909 Hélène de Schleswig-Holstein-Sonderbourg-Glücksbourg (1888-1962), d'où cinq enfants et une postérité.
Ingeborg de Danemark (1878-1958) épouse en 1897 le prince Carl de Suède (1861-1951), fils du roi Oscar II de Suède (1829-1907) et de Sophie de Nassau (1836-1913), d'où quatre enfants, dont : 
- Marguerite de Suède (1899-1977) qui épouse en 1919 son cousin Axel de Danemark (1888-1964) (fils de Valdemar de Danemark (1858-1939) et de Marie d'Orléans (1865-1909)), d'où postérité ;
- Märtha de Suède (1901-1954) qui épouse en 1929 son cousin germain le roi Olav V de Norvège (1903-1991) (fils de Haakon VII de Norvège (1872-1957) et de Maud de Galles (1869-1938)), d'où est issue l'ensemble de la famille royale norvégienne actuelle ;
- Astrid de Suède (1905-1935) qui épouse en 1926 le roi Léopold III de Belgique (1901-1983), d'où est issue la famille royale belge actuelle ; leur fille Joséphine-Charlotte de Belgique (1927-2005) épouse en 1953 le grand-duc Jean de Luxembourg (1921-2019), d'où est issue l'ensemble de la famille grand-ducale luxembourgeoise actuelle.

Thyra de Danemark (1880-1945) et Gustave de Danemark (1887-1944) restent célibataires et sans postérité.
Dagmar de Danemark (1890-1961) épouse en 1922 Jørgen Castenskiold (1893-1978), d'où quatre enfants et une postérité.

### Alexandra de Danemark (1844-1925)

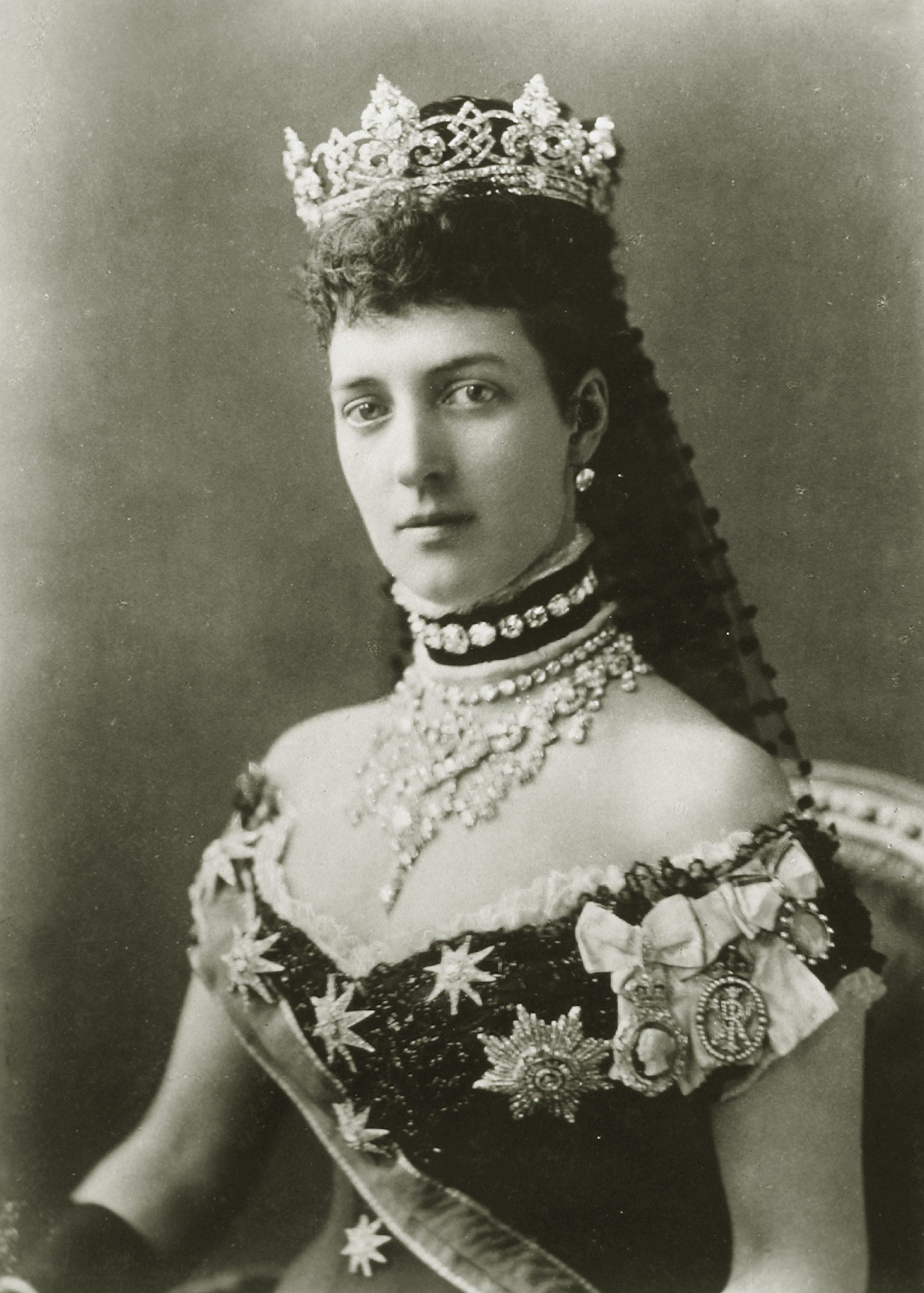
Alexandra de Danemark (1844-1925).

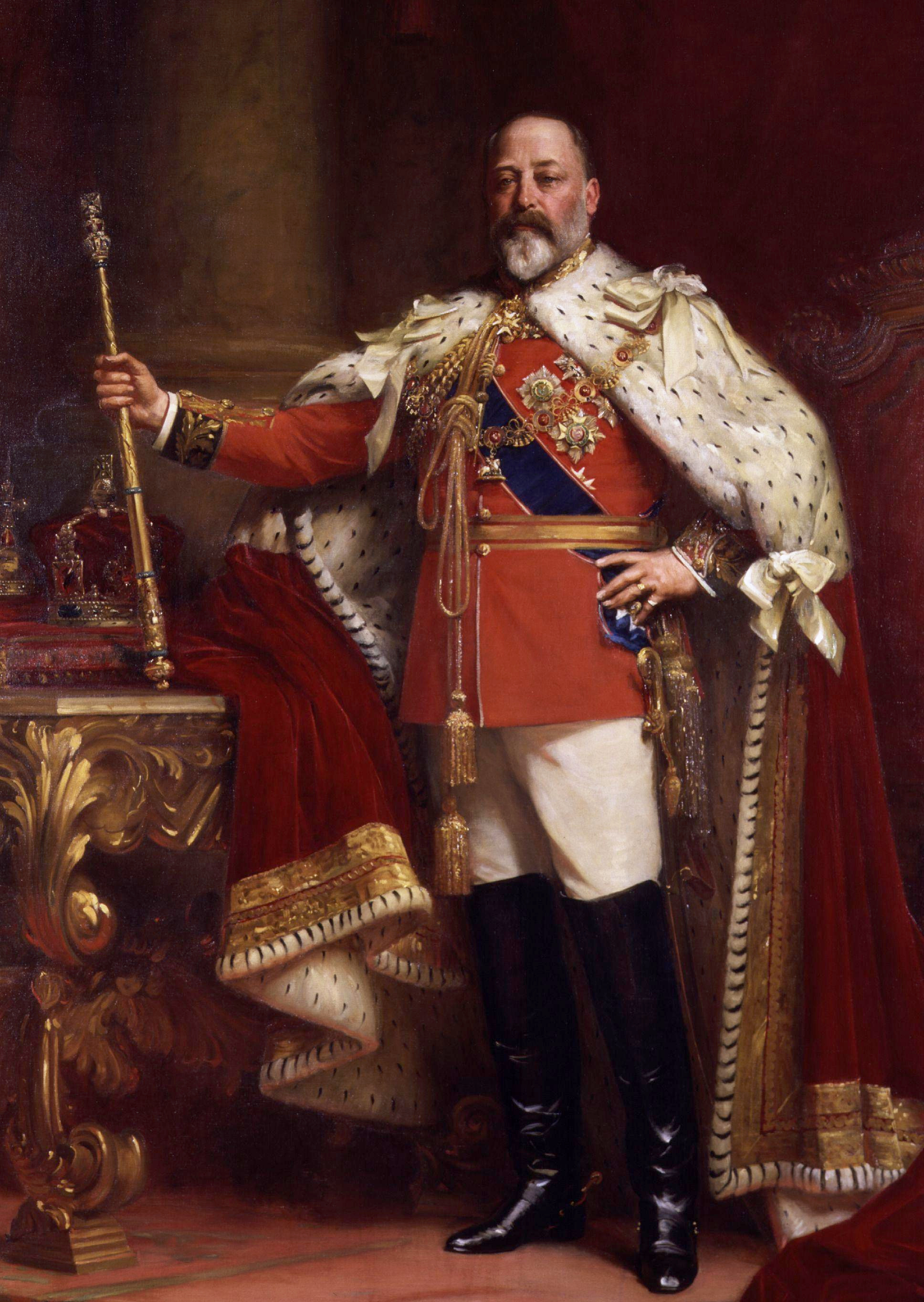
Édouard VII du Royaume-Uni (1841-1910).

Alexandra Caroline Marie Charlotte Louise Julia de Danemark (1844-1925) a la descendance la plus célèbre, puisqu'en épousant le roi Édouard VII du Royaume-Uni (1841-1910), elle est devenue l'ancêtre des monarques britanniques : son fils George V (1865-1936), ses petits-fils Édouard VIII (1894-1972) et George VI (1895-1952), son arrière-petite-fille Élisabeth II (1926-2022) et son arrière-arrière-petit-fils Charles III (1948).
La belle-famille d'Alexandra de Danemark présente un intérêt certain puisque son époux est le fils de la reine Victoria (1819-1901), surnommée la « grand-mère de l'Europe », et d'Albert de Saxe-Cobourg-Gotha (1819-1861). En ajoutant ses propres frères et sœurs, cela contribue à faire d'Édouard VII du Royaume-Uni « l'oncle de l'Europe ».
Édouard VII du Royaume-Uni et Alexandra de Danemark ont six enfants :
- Albert Victor de Clarence (1864-1892) ;
- George V du Royaume-Uni (1865-1936) ;
- Louise du Royaume-Uni (1867-1931) ;
- Victoria Alexandra du Royaume-Uni (1868-1935) ;
- Maud de Galles (1869-1938) ;
- Alexandre-John de Galles (1871-1871).

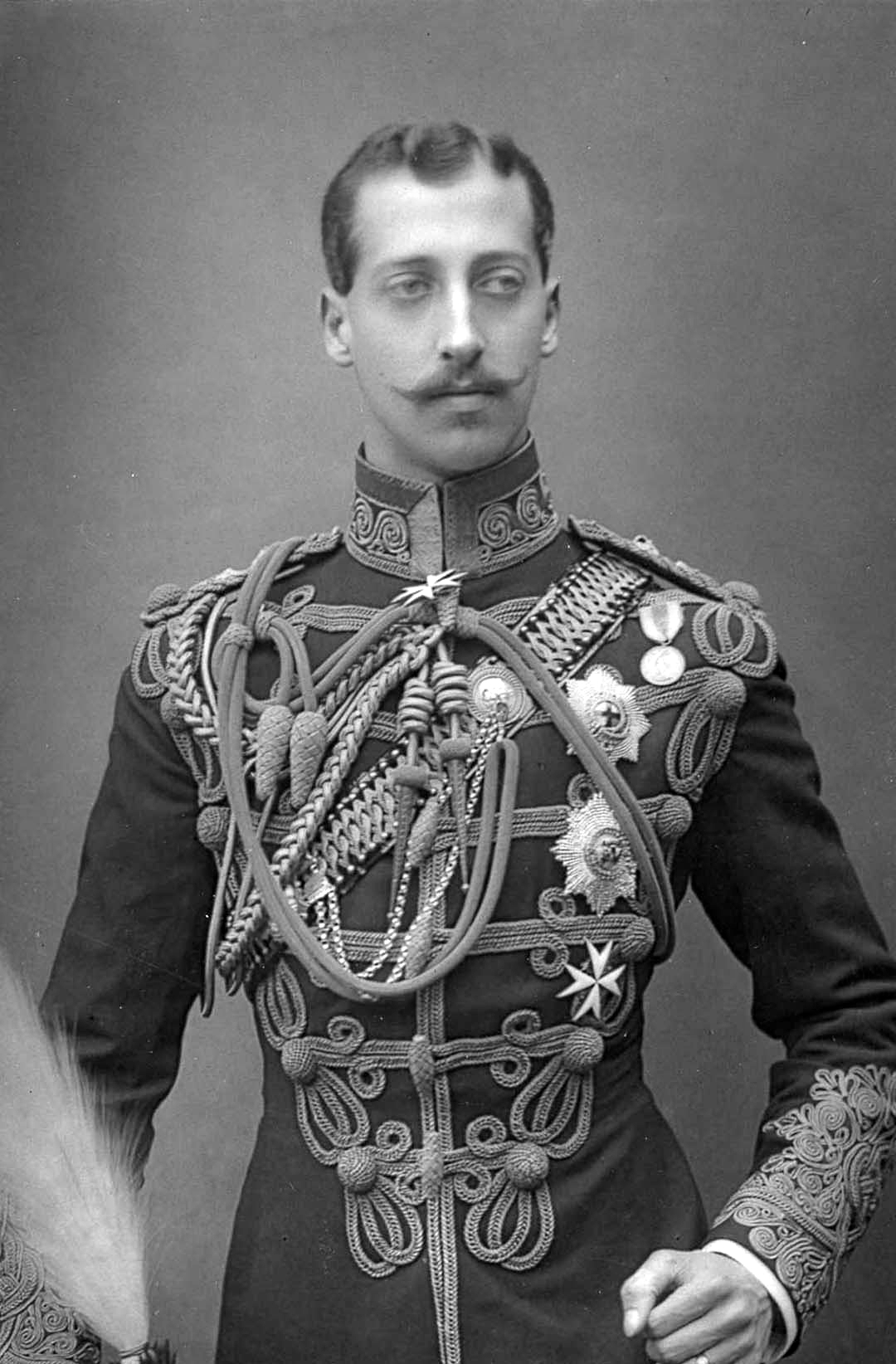
Albert Victor de Clarence (1864-1892).
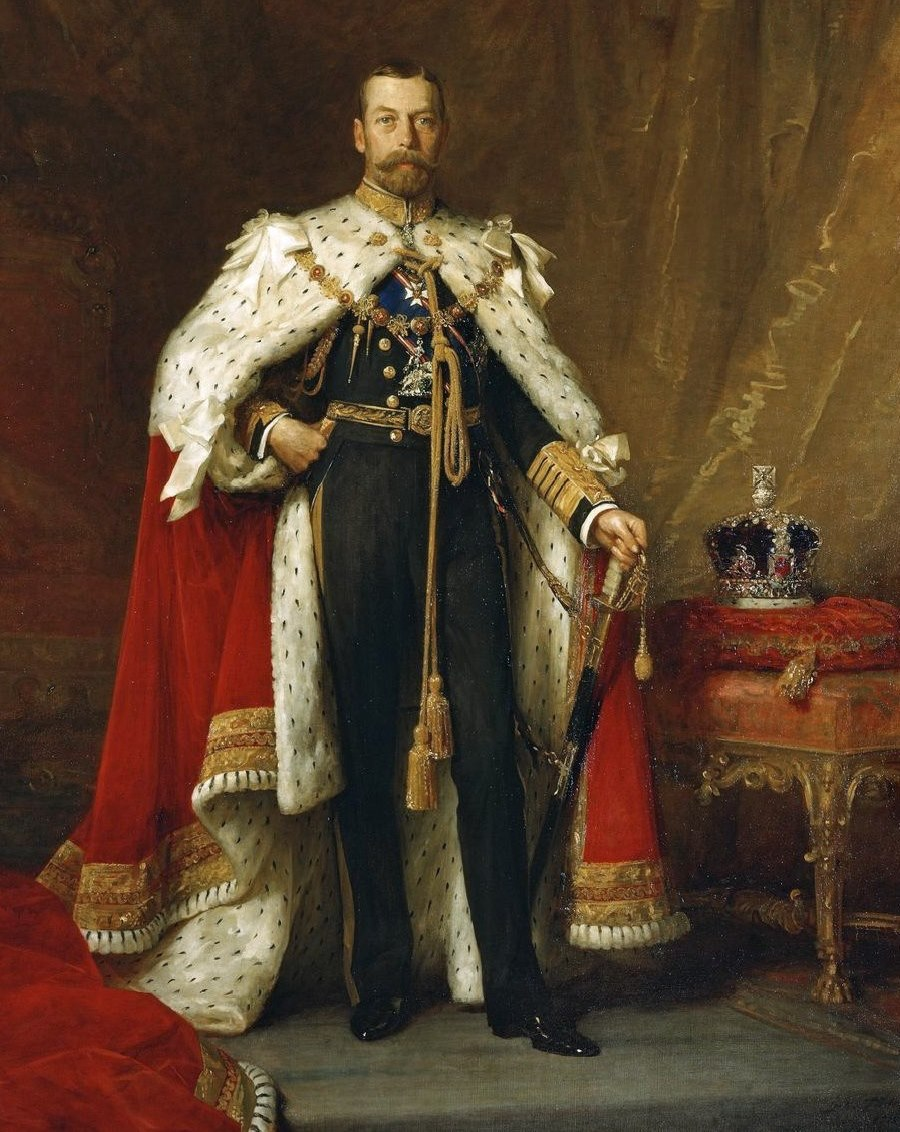
George V du Royaume-Uni (1865-1936).
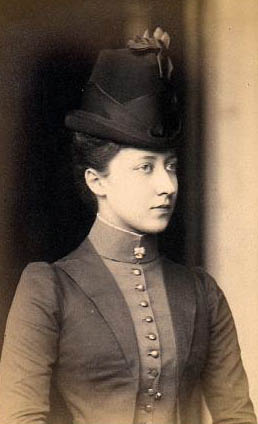
Louise du Royaume-Uni (1867-1931).
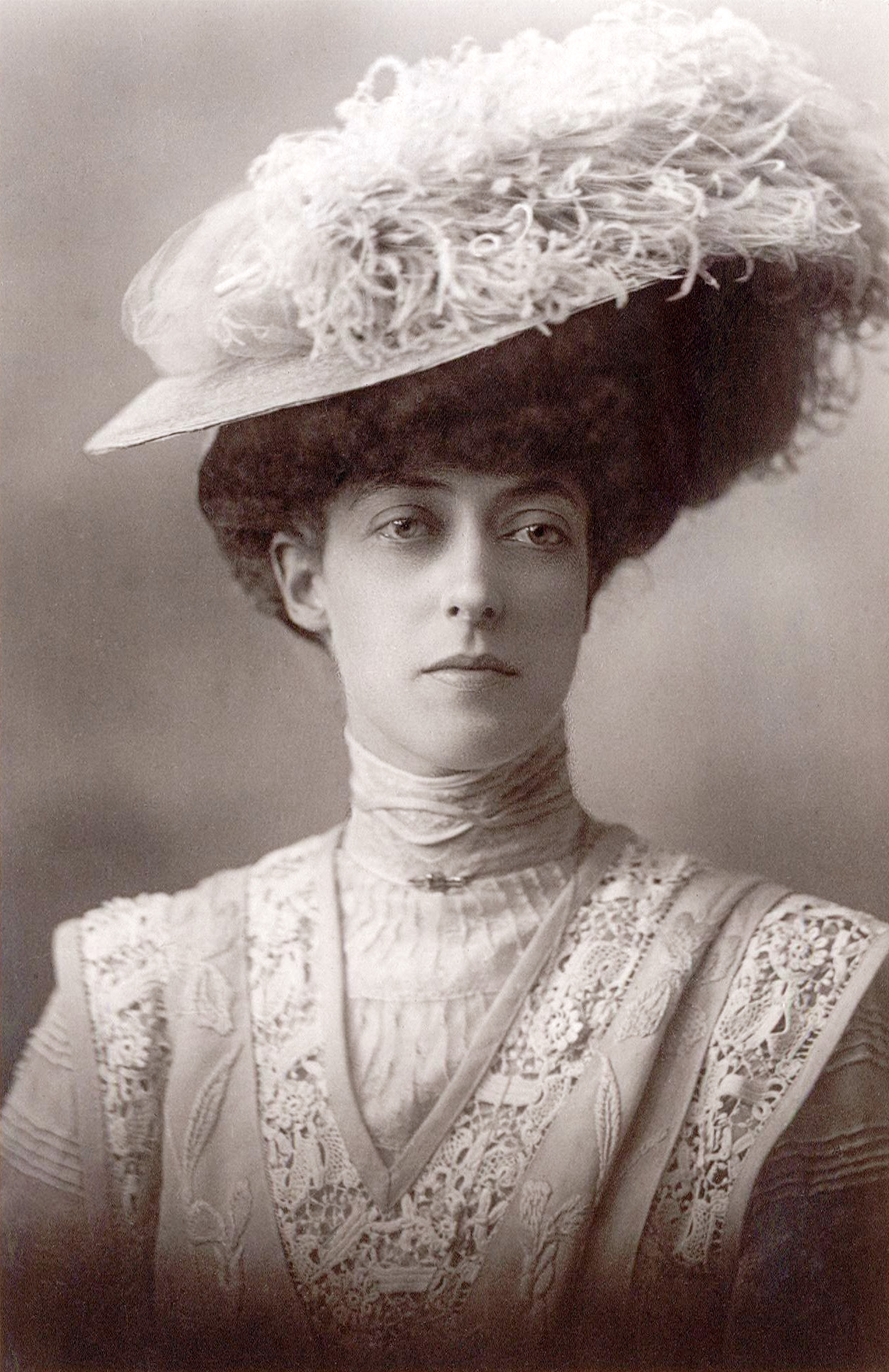
Victoria du Royaume-Uni (1868-1935).
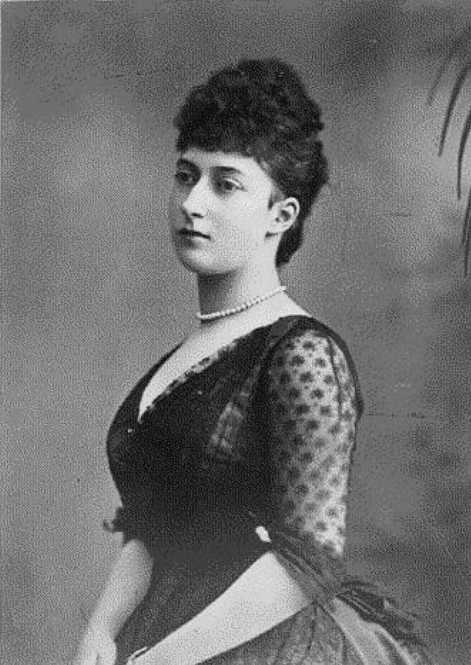
Maud de Galles (1869-1938).

Parmi ces six enfants, outre George V du Royaume-Uni (1865-1936) et sa descendance royale britannique, mérite d'être citée Maud de Galles (1869-1938), mariée avec celui qui est ensuite devenu le roi Haakon VII de Norvège (1872-1957) alors qu'il n'était encore que le fils du roi de Frédéric VIII de Danemark (1843-1912) (voir plus haut).
La branche aînée issue de George V du Royaume-Uni (1865-1936) est restée en totalité au Royaume-Uni, ses membres épousant la noblesse locale, à quelques exceptions près :
- George V du Royaume-Uni lui-même épouse l'ex-fiancée de son frère aîné décédé (Albert Victor de Clarence (1864-1892)), Mary de Teck (1867-1953), princesse anglaise par sa mère (Marie-Adélaïde de Cambridge (1833-1897), dont le grand-père était le roi George III du Royaume-Uni (1738-1820)) et de Wurtemberg par son père François de Wurtemberg (1837-1900), mais tout à fait anglaise par son éducation ;
- Édouard VIII du Royaume-Uni (1894-1972) crée d'un coup des problèmes politiques, constitutionnels et religieux en épousant une Américaine divorcée, Wallis Warfield (1896-1986) ;
- George de Kent (1902-1942), fils de George V du Royaume-Uni, est allé chercher son épouse Marina de Grèce (1906-1968) dans la famille royale grecque, comme d'ailleurs et enfin la reine Élisabeth II (1926-2022) qui convole avec le cousin germain de Marina de Grèce, le prince Philippe de Grèce, rebaptisé Philip Mountbatten (1921-2021) : il est par son père André de Grèce (1882-1944) le petit-fils du roi Georges Ier de Grèce (1845-1913) (voir plus bas).

Les autres trouvent alliance d'abord dans la petite ou grande noblesse anglaise et écossaise, qu'il s'agisse du duc d'York, futur roi George VI du Royaume-Uni (1895-1952), marié à Elizabeth Bowes-Lyon (1900-2002), puis de nos jours chez les commoners, comme le prince de Galles, futur roi Charles III du Royaume-Uni (1948), qui est le premier héritier du trône à épouser une Anglaise, Diana Spencer (1961-1997), depuis le roi Jacques II d'Angleterre (1633-1701) en 1657, ou bien son fils aîné William de Galles (1982) qui a épousé une roturière, Catherine Middleton (1982).

### GeorgesIerde Grèce (1845-1913)

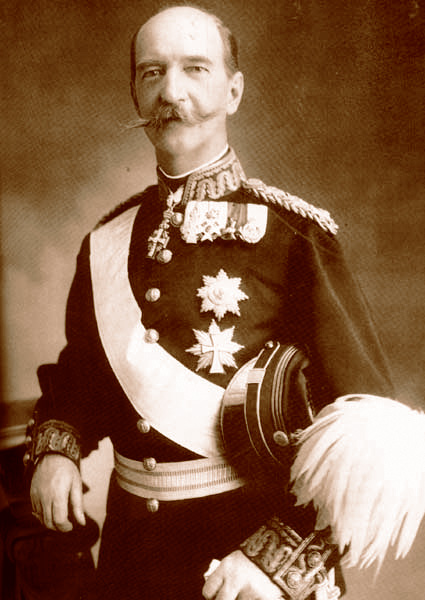
Georges Ier de Grèce (1845-1913).

En 1863, le jeune prince Christian Vilhelm Ferdinand Adolf Georg de Danemark (1845-1913), 17 ans, est élu roi de Grèce par l'Assemblée nationale grecque, sous le nom de Georges Ier de Grèce, pour succéder au roi Othon Ier de Grèce, précédent roi élu mais renversé. Au terme de plus de sept mois de pourparlers, la Grèce l'élit roi après avoir approché d'autres candidats pressentis : Alfred Ier de Saxe-Cobourg-Gotha (1844-1900), Nicolas Maximilianovitch de Leuchtenberg (1843-1891), Ferdinand II de Portugal (1816-1885), Guillaume de Bade (1829-1897), Ernest II de Saxe-Cobourg-Gotha (1818-1893), et d'autres. Par le truchement des grandes puissances européennes, il ceint donc une couronne quelques mois seulement avant son père.
L'arrivée du roi des Hellènes à Athènes, le 30 octobre 1863, donne lieu à des scènes de liesse populaire. Pendant une semaine, l'Acropole et le temple de Zeus sont illuminés en l'honneur du jeune souverain et des festivités sont organisées dans la capitale. Malgré son jeune âge (il n'a pas encore 18 ans), Georges a été déclaré majeur par l'Assemblée hellénique le 27 juin 1863, et c'est donc en tant que souverain de plein droit qu'il prête serment devant le Parlement grec le 30 octobre.

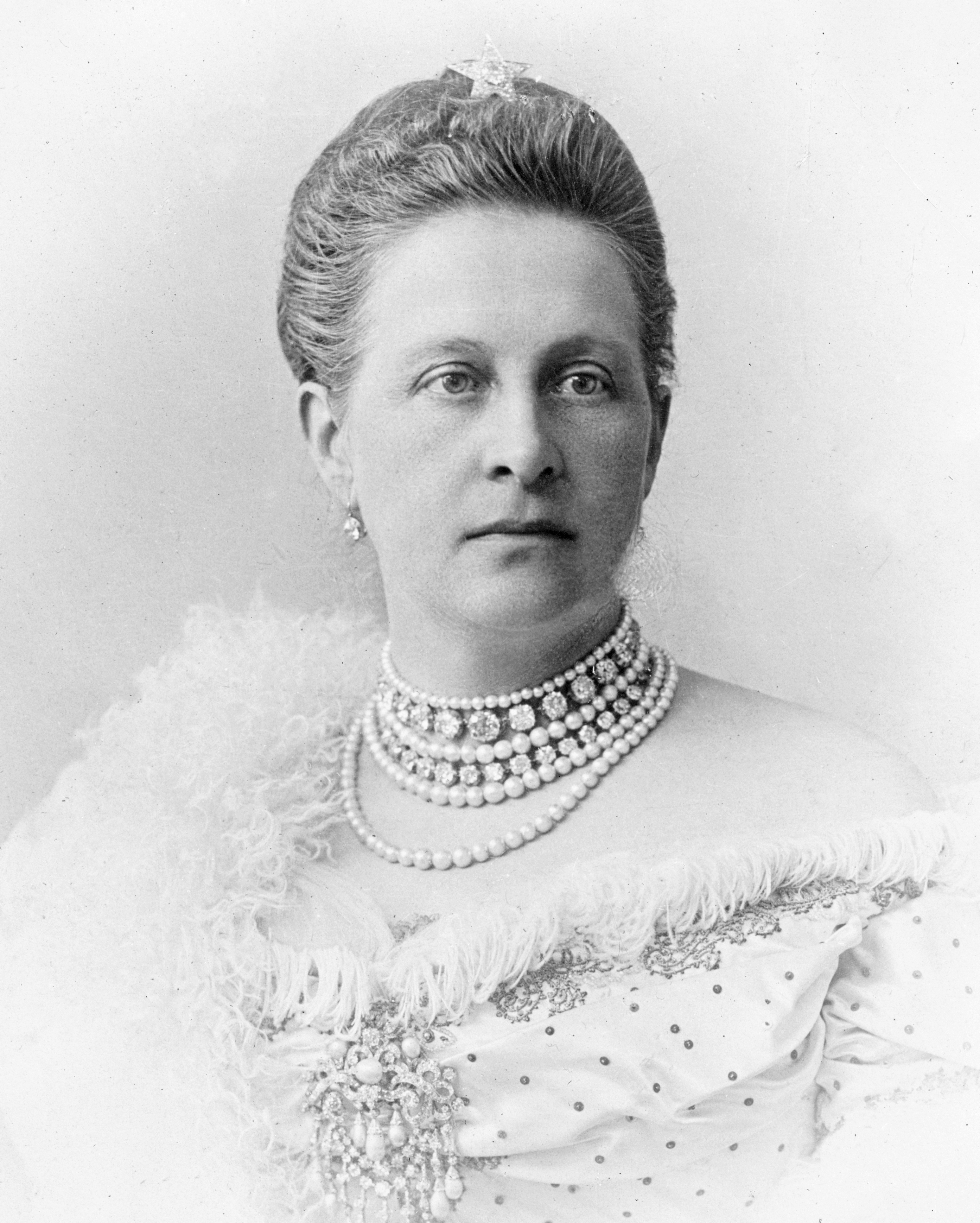
Olga Constantinovna de Russie (1851-1926).

Après avoir longtemps cherché une épouse, Georges Ier de Grèce épouse en 1867 Olga Constantinovna de Russie (1851-1926), fille de Constantin Nikolaïevitch de Russie (1827-1892) et d'Alexandra de Saxe-Altenbourg (1830-1911), et nièce d'Alexandre II de Russie (1855-1881).
Georges Ier de Grèce et Olga Constantinovna de Russie ont huit enfants : 
- Constantin Ier de Grèce (1868-1923) ;
- Georges de Grèce (1869-1957) ;
- Alexandra de Grèce (1870-1891) ;
- Nicolas de Grèce (1872-1938) ;

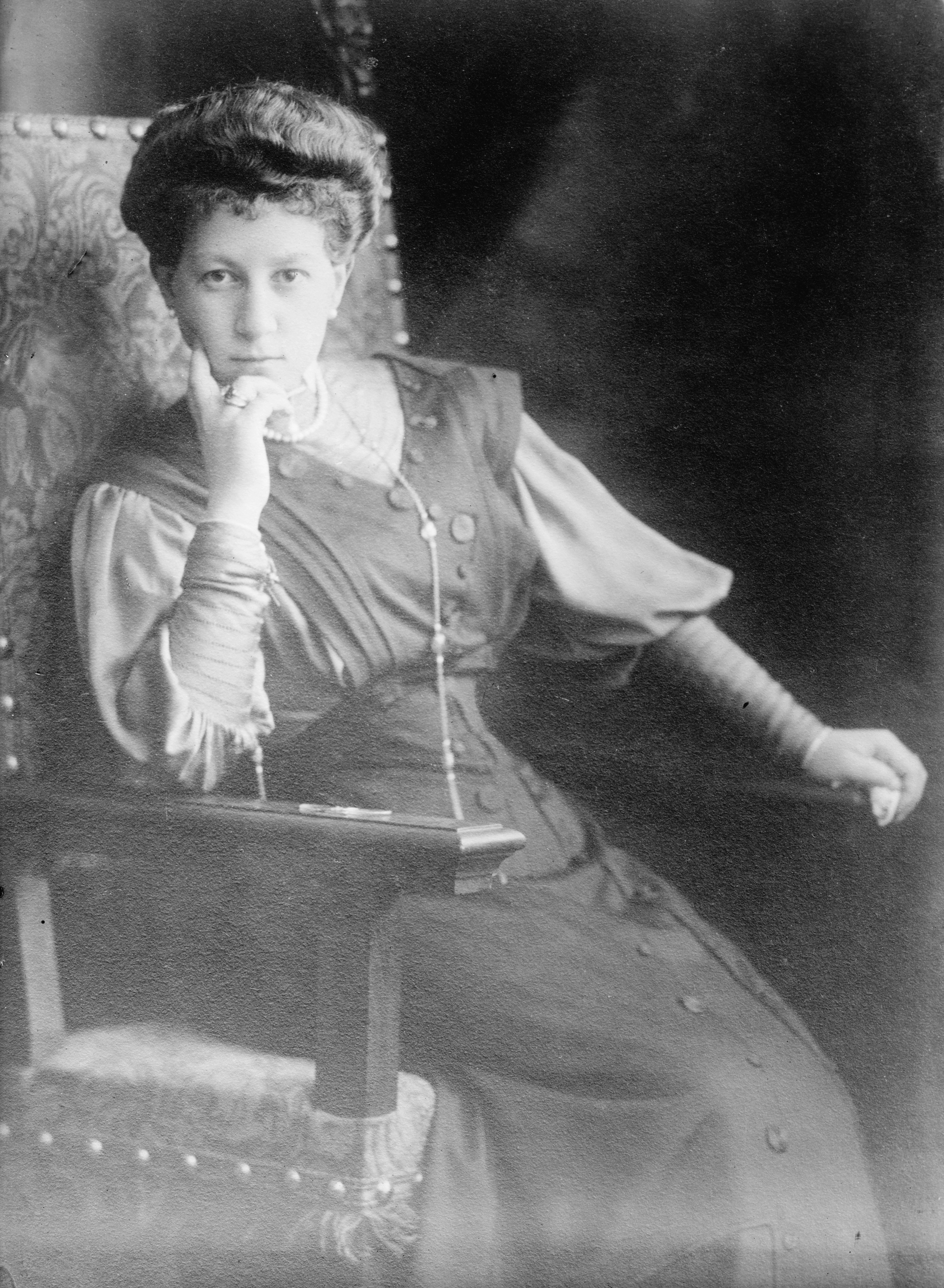
Marie de Grèce (1876-1940) ;
- Olga de Grèce (1880-1880) ;
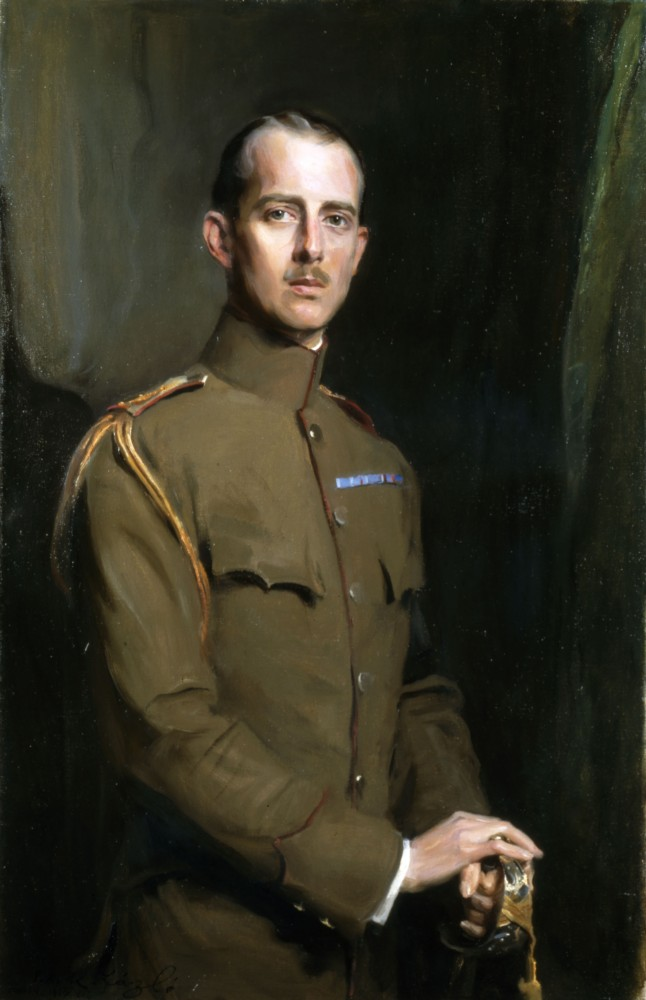
André de Grèce (1882-1944) ;
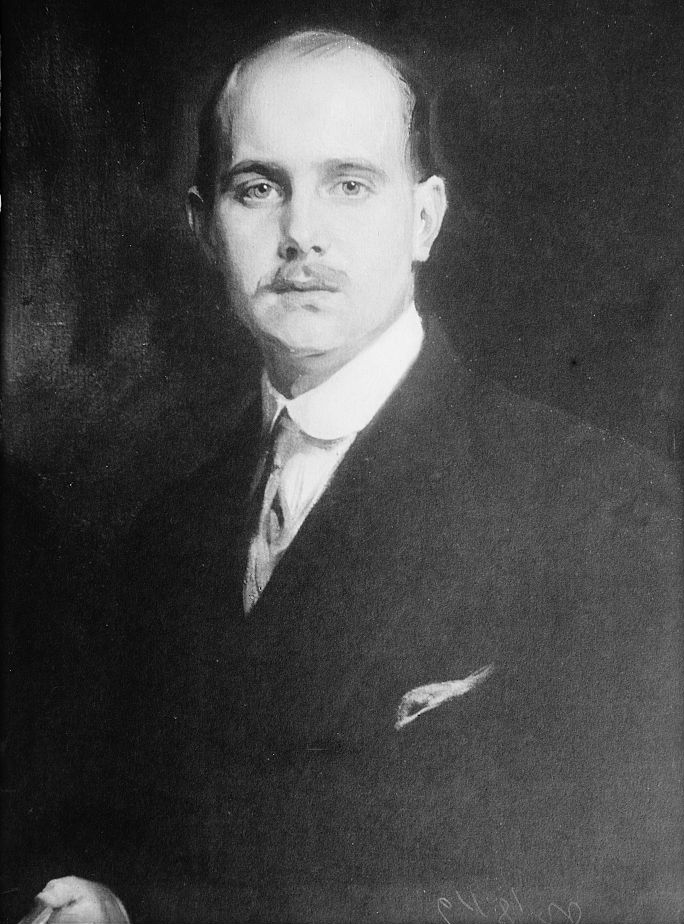
Christophe de Grèce (1888-1940).

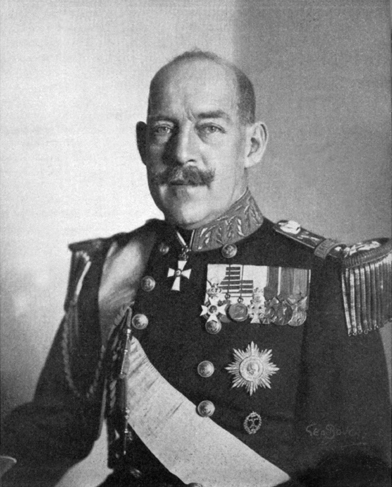
Constantin Ier de Grèce (1868-1923).
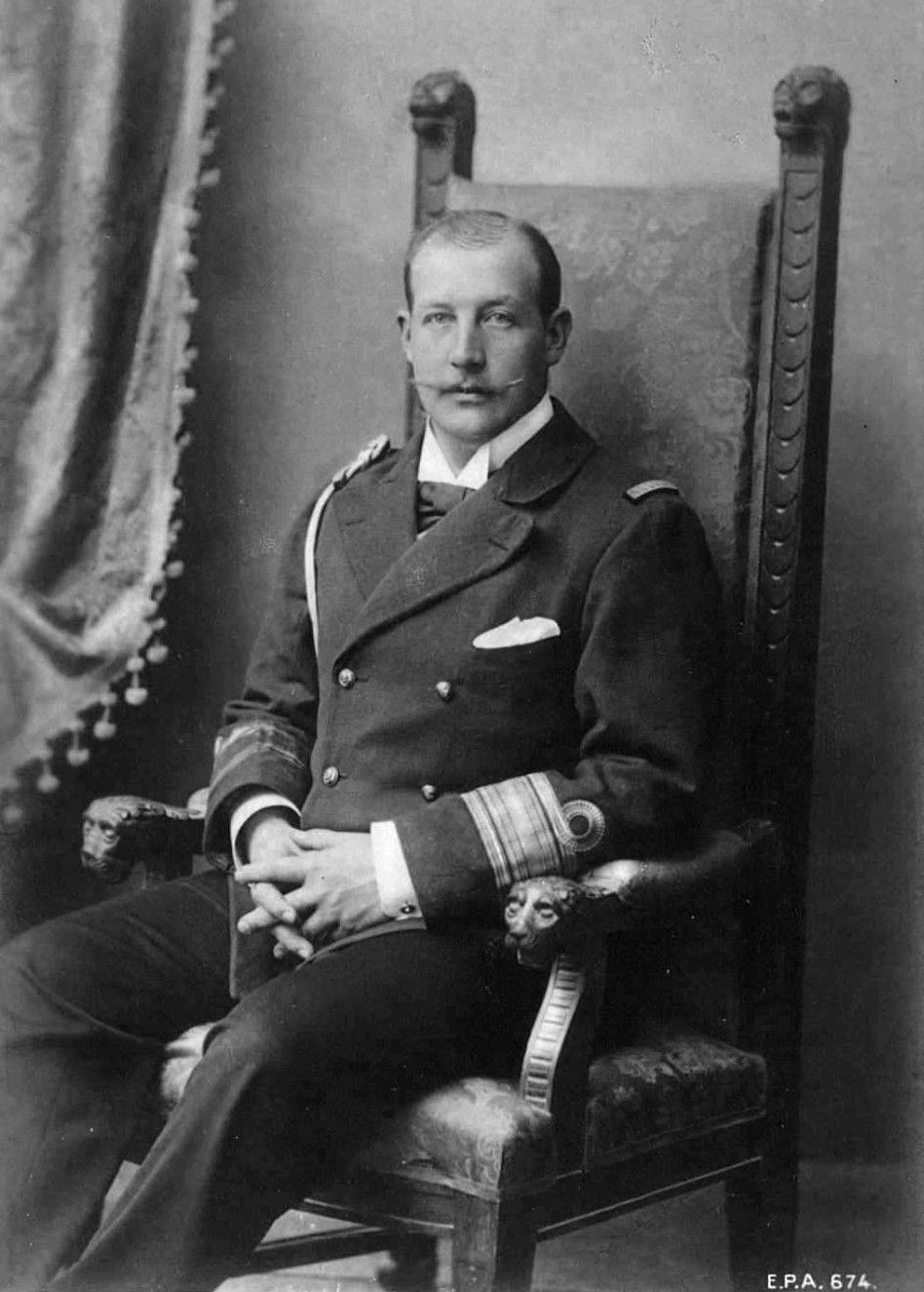
Georges de Grèce (1869-1957).
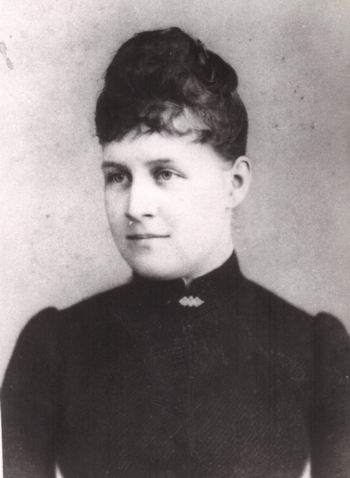
Alexandra de Grèce (1870-1891).
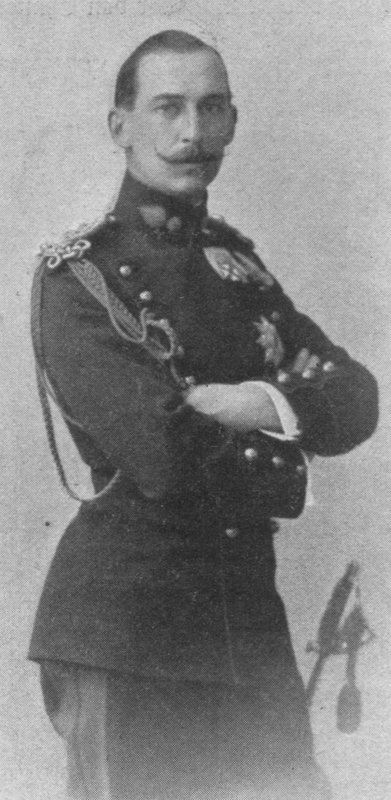
Nicolas de Grèce (1872-1938).

- Marie de Grèce
(1876-1940).
- André de Grèce
(1882-1944).
- Christophe de Grèce
(1888-1940).

De ces huit enfants, est issue la famille royale grecque, dont les membres sont qualifiés de princes et princesses « de Grèce et de Danemark ».
Constantin Ier de Grèce (1868-1923) épouse en 1889 Sophie de Prusse (1870-1932), fille de l'empereur Frédéric III d'Allemagne (1831-1888) et de Victoria du Royaume-Uni (1840-1901), elle-même fille aînée de la reine Victoria du Royaume-Uni (1819-1901). Ils ont, entre autres, trois fils qui deviennent rois de Grèce (Georges II (1890-1947), Alexandre Ier (1893-1920) et Paul Ier (1917-1981)), une fille Hélène de Grèce (1896-1982) qui devient reine de Roumanie en épousant le roi Carol II de Roumanie (1893-1953), ainsi qu'une reine de Croatie, Irène de Grèce (1904-1974), épouse d'un duc d'Aoste, Aymon de Savoie-Aoste (1900-1948), propulsé roi de Croatie sous le nom de Tomislav II pendant la Seconde Guerre mondiale. Une petite-fille (fille d'Alexandre Ier (1893-1920)), Alexandra de Grèce (1921-1993) épouse le roi Pierre II de Yougoslavie (1923-1970), une autre petite-fille (fille de Paul Ier (1917-1981)), Sophie de Grèce (1938) épouse le futur roi Juan Carlos Ier d'Espagne (1938). Enfin, à travers sa fille Irène de Grèce (1904-1974), Constantin Ier de Grèce est par ailleurs l'arrière-grand-père de l'un des deux prétendants actuels au trône d'Italie, Aimon de Savoie-Aoste (1967).
Georges de Grèce (1869-1957) épouse en 1907 Marie Bonaparte (1882-1962), écrivain et psychanalyste, fille de Roland Bonaparte (1858-1924) et de Marie-Félix Blanc (1859-1882). Mais pendant plus de 56 ans, Georges entretient une relation homosexuelle incestueuse avec son oncle Valdemar de Danemark (1858-1939). Il a cependant deux enfants de Marie Bonaparte : Pierre de Grèce (1908-1980) et Eugénie de Grèce (1910-1989).
Alexandra de Grèce (1870-1891) épouse en 1889 Paul Alexandrovitch de Russie (1860-1919), fils du tsar Alexandre II de Russie (1818-1881) et de Marie de Hesse-Darmstadt (1824-1880). Ils ont deux enfants : Marie Pavlovna de Russie (1890-1958) (qui épouse le prince Guillaume de Suède (1884-1965) dont elle a Lennart Bernadotte (1909-2004)) et Dimitri Pavlovitch de Russie (1891-1942).
Nicolas de Grèce (1872-1938) épouse en 1902 Hélène Vladimirovna de Russie (1882-1957), fille de Vladimir Alexandrovitch de Russie (1847-1909) et de Marie de Mecklembourg-Schwerin (1854-1920). Ils ont trois filles : Olga de Grèce (1903-1997) mariée à Paul de Yougoslavie (1893-1976), Élisabeth de Grèce (1904-1955) mariée à Charles-Théodore de Toerring-Jettenbach, et Marina de Grèce (1906-1968) mariée à George de Kent (1902-1942), fils George V du Royaume-Uni (1865-1936). Ils ont enfin pour descendants notamment Élisabeth de Yougoslavie (1936), mère de l'actrice américaine Catherine Oxenberg (1961) mariée à l'acteur Casper Van Dien (1968).
Marie de Grèce (1876-1940) épouse Georges Mikhaïlovitch de Russie (1863-1919), fils de Michel Nikolaïevitch de Russie (1832-1909) et de Cécile de Bade (1839-1891). Ils ont deux filles et une postérité.
Olga de Grèce (1880-1880) est morte en bas âge.
André de Grèce (1882-1944) épouse en 1903 Alice de Battenberg (1885-1969), fille de Louis de Battenberg (1854-1921) et de Victoria de Hesse-Darmstadt (1863-1950). Ils ont cinq enfants, dont Philippe de Grèce (devenu Philip Mountbatten, duc d'Édimbourg) (1921-2021) qui épouse en 1947 la reine Élisabeth II du Royaume-Uni (1926-2022), d'où est issue la famille royale britannique actuelle.
Christophe de Grèce (1888-1940) épouse en 1920 May « Nancy » Stewart Worthington Leeds (1878-1923), sans postérité. Il épouse ensuite en 1929 Françoise d'Orléans (1902-1953) (fille de Jean d'Orléans (1874-1940) et d'Isabelle d'Orléans (1878-1961)), dont il a un fils : l'écrivain Michel de Grèce (1939-2024), marié à la peintre-sculptrice Marína Karélla (1940), dont il a deux filles : Alexandra de Grèce (1968) et Olga de Grèce (1971) (mariée à Aymon de Savoie-Aoste (1967)).

### Dagmar de Danemark (1847-1928)

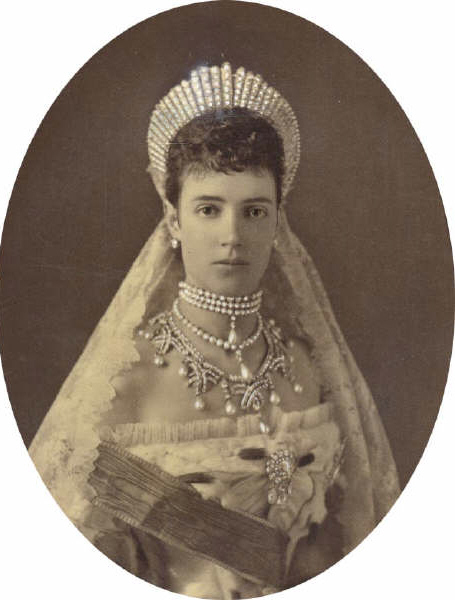
Dagmar de Danemark (1847-1928).

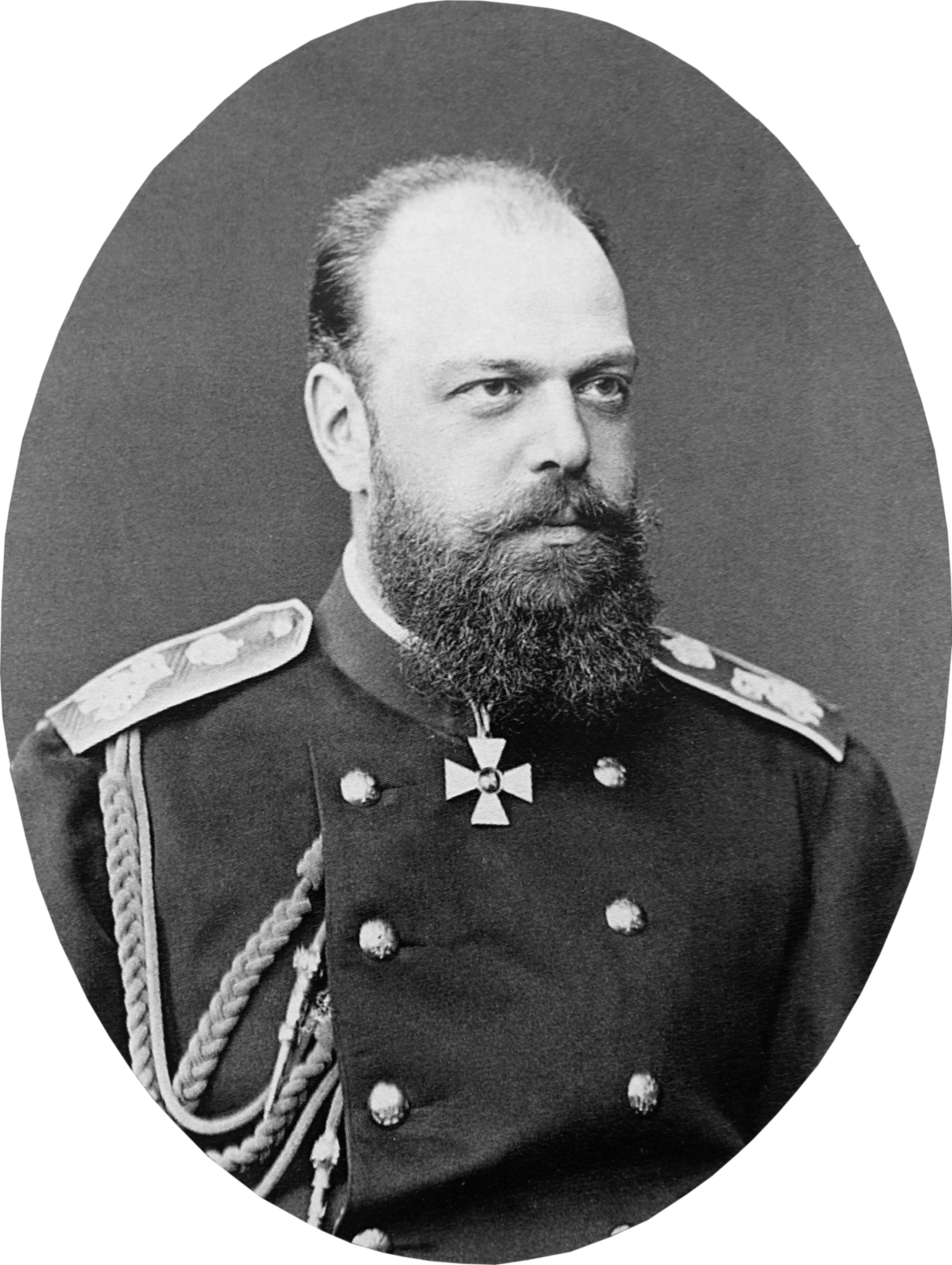
Alexandre III de Russie (1845-1894).

Marie Sophie Frederikke Dagmar de Danemark (1847-1928), surnommée Minnie par sa famille, est d'abord fiancée à l'héritier du trône de Russie, le grand-duc Nicolas Alexandrovitch de Russie (1843-1865), mais le jeune prince meurt en 1865 à Nice de la méningite. L'année suivante, elle épouse finalement le frère de son premier fiancé, le nouveau tsarévitch Alexandre Alexandrovitch, futur empereur Alexandre III de Russie (1845-1894). Au préalable, étant de confession luthérienne, elle se convertit à l'orthodoxie sous le nom de Marie Fedorovna.
Alexandre III de Russie et Dagmar de Danemark ont six enfants :
- Nicolas II de Russie (1868-1918) ;
- Alexandre Alexandrovitch de Russie (1869-1870) ;
- Georges Aleksandrovitch de Russie (1871-1899) ;

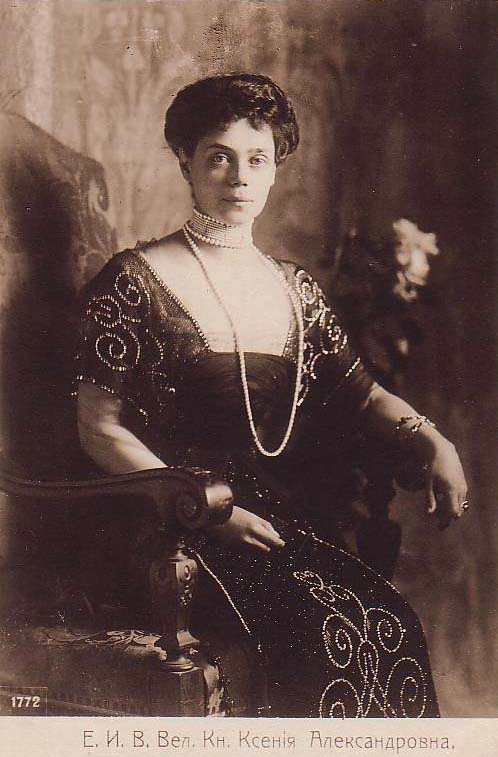
Xenia Alexandrovna de Russie (1875-1960) ;
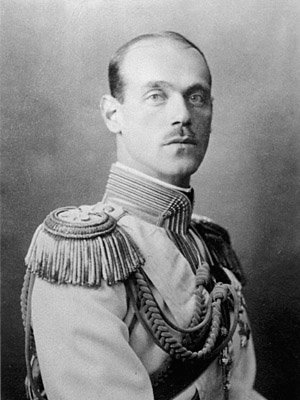
Michel Alexandrovitch de Russie (1878-1918) ;
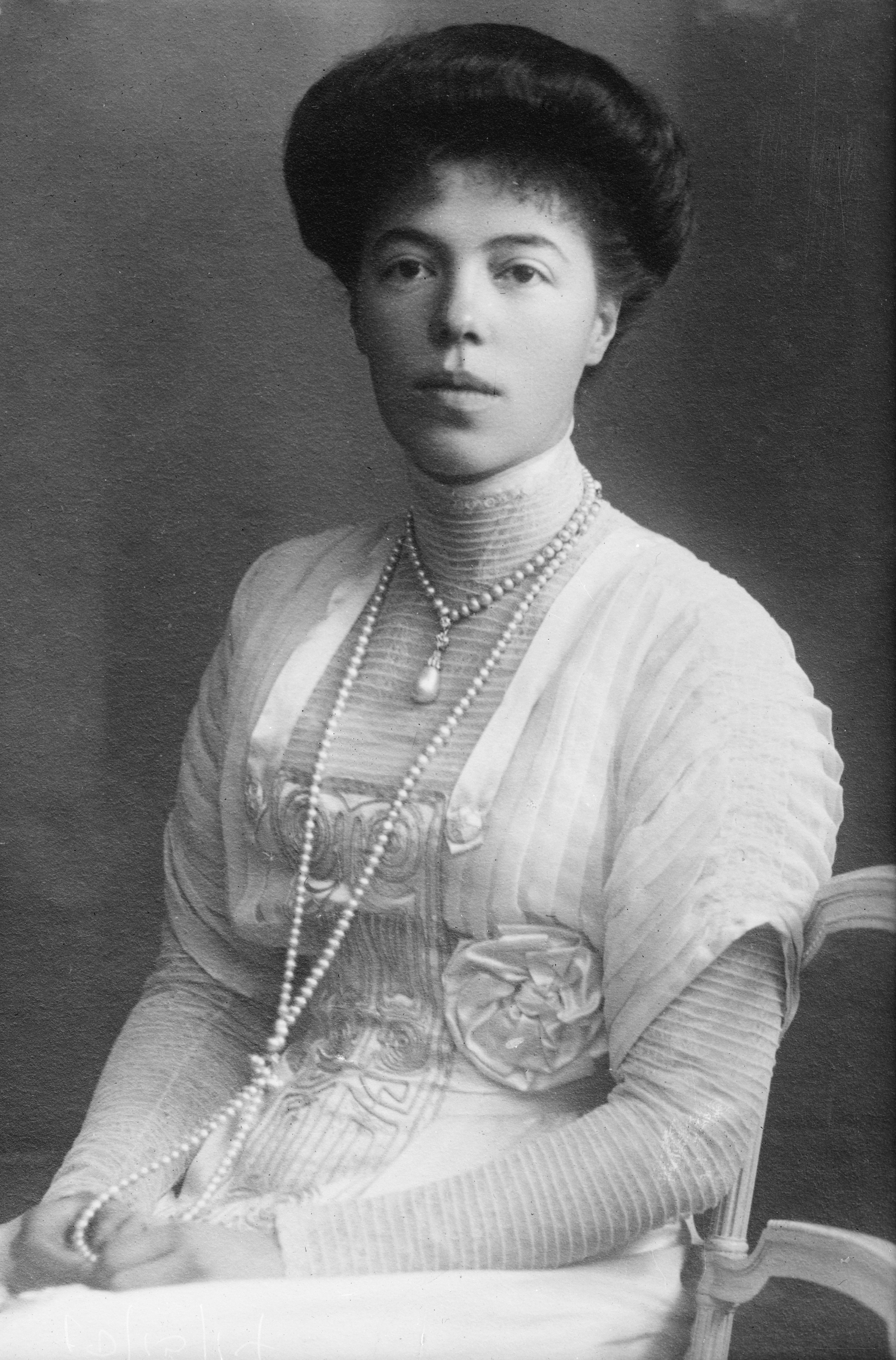
Olga Alexandrovna de Russie (1882-1960).

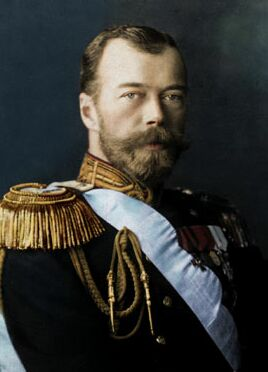
Nicolas II de Russie (1868-1918).
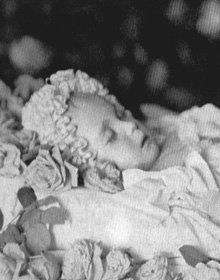
Alexandre Alexandrovitch de Russie (1869-1870).
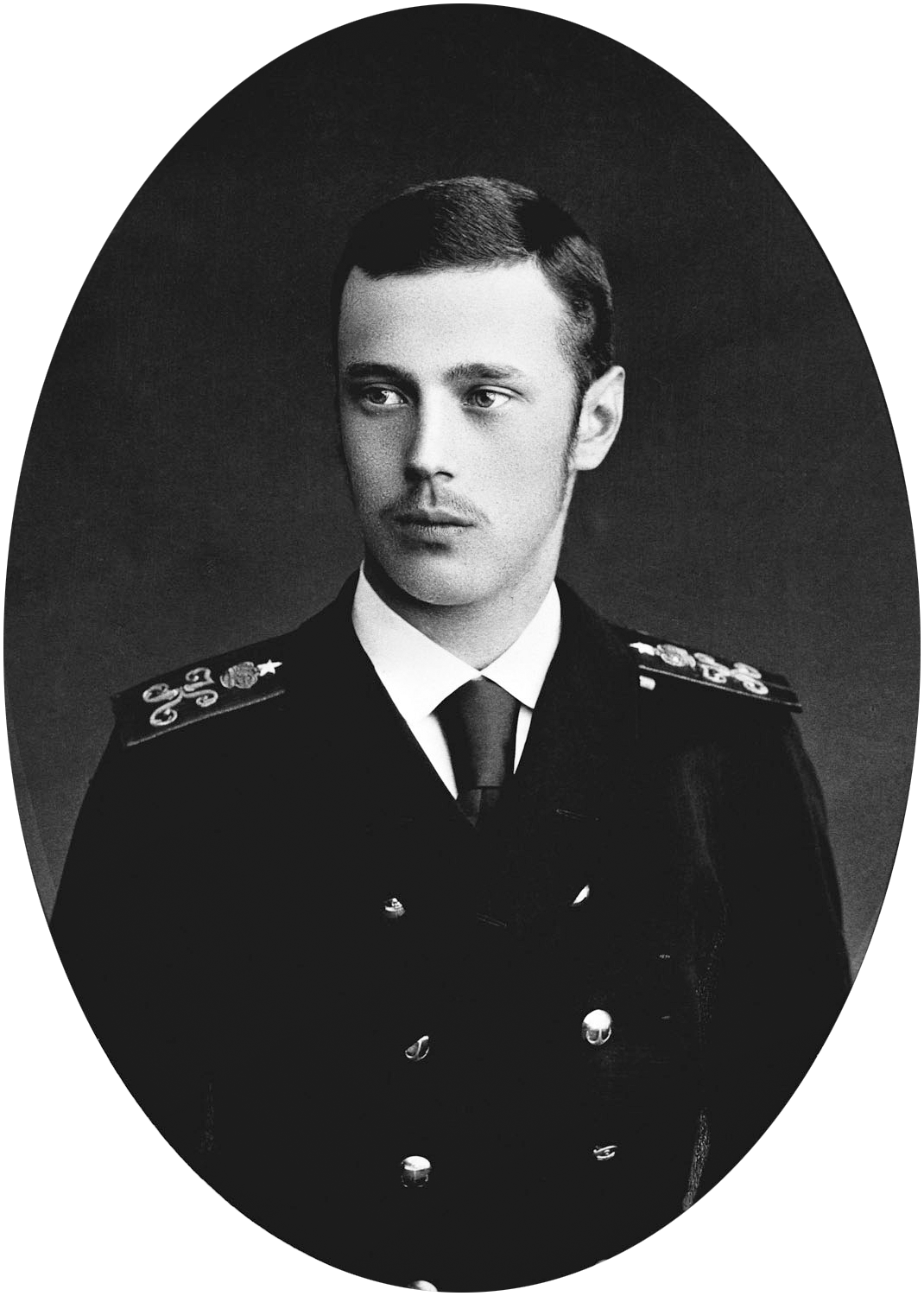
Georges Aleksandrovitch de Russie (1871-1899).

- Xenia Alexandrovna de Russie
(1875-1960).
- Michel Alexandrovitch de Russie
(1878-1918).
- Olga Alexandrovna de Russie
(1882-1960).

Nicolas II de Russie (1868-1918) épouse en 1894 Alix de Hesse-Darmstadt (1872-1918), renommée Alexandra Feodorovna, et ils ont cinq enfants : Olga (1895-1918), Tatiana (1897-1918), Maria (1899-1918), Anastasia (1901-1918) et Alexis (1904-1918). Tous meurent assassinés dans le sous-sol de la villa Ipatiev à Iekaterinbourg le 17 juillet 1918.
Alexandre Alexandrovitch de Russie (1869-1870) meurt à l'âge de 11 mois.
Georges Aleksandrovitch de Russie (1871-1899) meurt à l'âge de 28 ans de la tuberculose, célibataire et sans enfant.
Xenia Alexandrovna de Russie (1875-1960) épouse en 1894 un cousin, Alexandre Mikhaïlovitch de Russie (1866-1933), fils de Michel Nikolaïevitch de Russie (1832-1909) et de Cécile de Bade (1839-1891). Ils ont sept enfants et une nombreuse descendance.
Michel Alexandrovitch de Russie (1878-1918), considéré comme le successeur de son frère aîné sous le nom de Michel II de Russie, épouse en 1912 Natalia Cheremetievskaïa (1880-1952), dont il a déjà un fils : Georges Brassov (1910-1931) (mort à 20 ans sans postérité).
Olga Alexandrovna de Russie (1882-1960) épouse en 1901 Pierre Alexandrovitch d'Oldenbourg (1868-1924) (sans postérité), fils d'Alexandre d'Oldenbourg (1844-1932) et d'Eugénie Maximilianovna de Leuchtenberg (1845-1925), et dont le mariage est annulé en 1916, puis elle épouse en 1916 Nikolaï Koulikovski (1882-1958), colonel de la garde des cuirassiers impériaux, dont elle a deux fils.

### Thyra de Danemark (1853-1933)

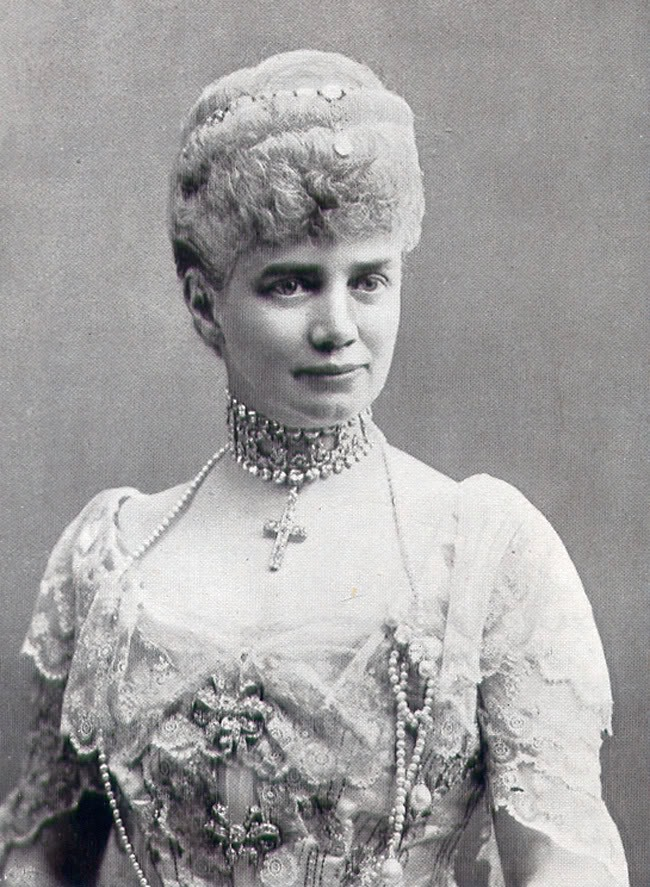
Thyra de Danemark (1853-1933).

Louise de Hesse-Cassel souhaite marier sa fille Thyra Amalie Caroline Charlotte Anna de Danemark (1853-1933) aussi brillamment que ses sœurs aînées qui sont tsarine de Russie et reine du Royaume-Uni, et propose le roi Guillaume III des Pays-Bas (1817-1890), mais Thyra rejette l'idée d'une union avec un homme de 36 ans son aîné et qui a l'âge de ses parents.
Dans sa jeunesse, Thyra de Danemark a une liaison avec Vilhelm Frimann Marcher, un lieutenant de cavalerie, et tombe enceinte. Son frère Georges Ier de Grèce (1845-1913) suggère qu'elle ait son enfant à Athènes pour éviter le scandale au Danemark, et on dit à la presse danoise que Thyra a attrapé un ictère. Le 8 novembre 1871, Thyra donne naissance à une fille, Maria, au château de Glücksburg, et qui est ensuite adoptée par un couple d'Odense, Rasmus et Anne Marie Jørgensen. L'enfant est rebaptisée :
- Kate Jørgensen (1871-1964)

Le père biologique, Vilhelm Frimann Marcher, se suicide le 4 janvier 1872 après une confrontation avec le roi. Kate Jørgensen (1871-1964) épouse en 1902 Frode Pløyen-Holstein.

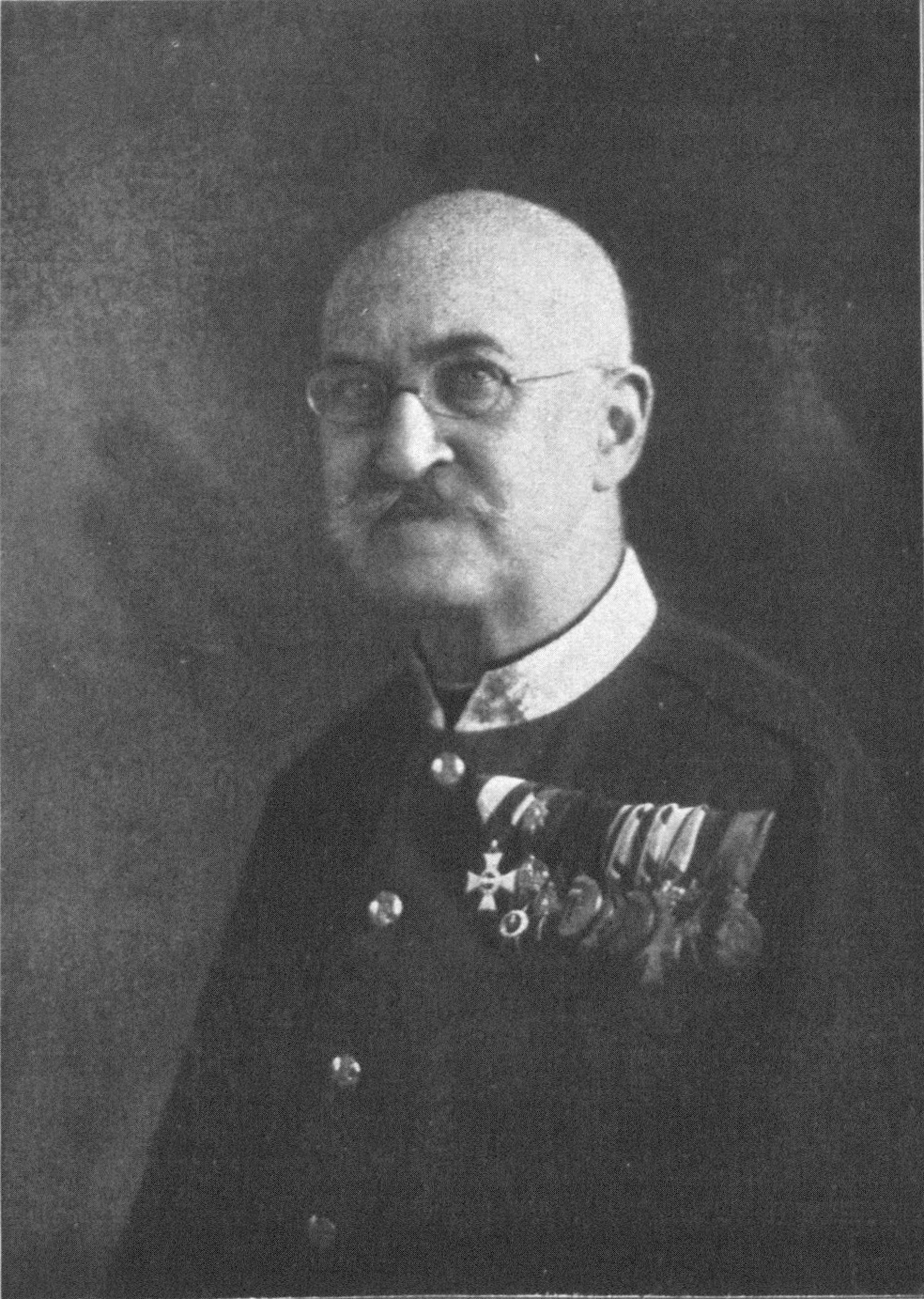
Ernest-Auguste II de Hanovre (1845-1923).

Thyra de Danemark épouse finalement en 1878 Ernest-Auguste II de Hanovre (1845-1923), fils de Georges V de Hanovre (1819-1878) et de Marie de Saxe-Altenbourg (1818-1907).
Ernest-Auguste II de Hanovre et Thyra de Danemark ont six enfants :

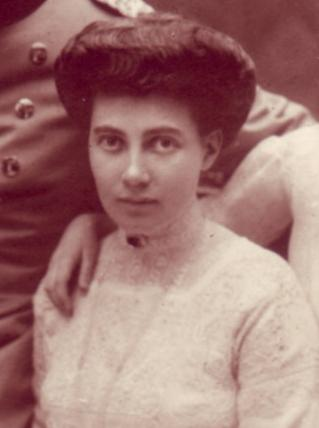
Marie-Louise de Hanovre (1879-1948) ;
- Georges de Hanovre (1880-1912) ;
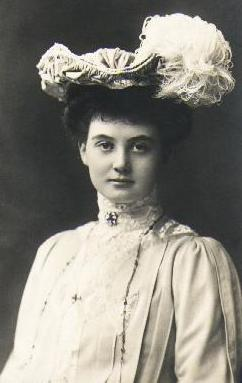
Alexandra de Hanovre (1882-1963) ;
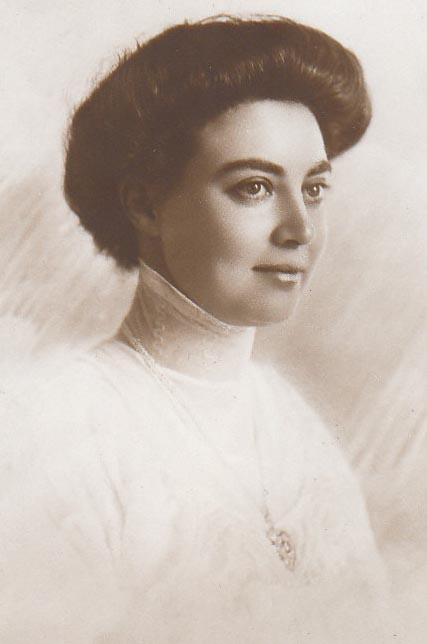
Olga de Hanovre (1884-1958) ;
- Christian de Hanovre (1885-1901) ;
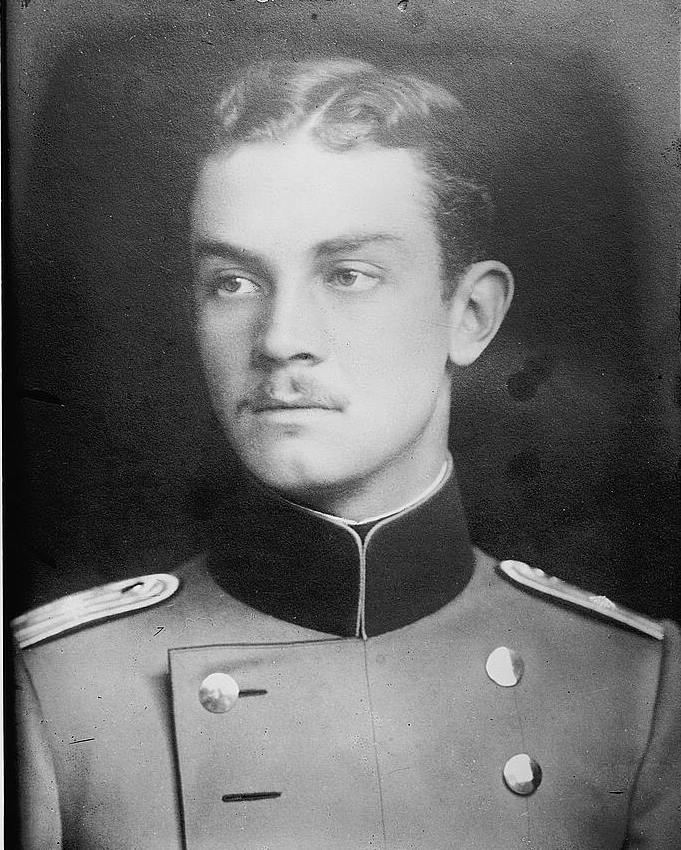
Ernest-Auguste III de Hanovre (1887-1953).

- Marie-Louise de Hanovre
(1879-1948).
- Alexandra de Hanovre
(1882-1963).
- Olga de Hanovre
(1884-1958).
- Ernest-Auguste III de Hanovre
(1887-1953).

Marie-Louise de Hanovre (1879-1948) épouse en 1900 Maximilien de Bade (1867-1929), grand-duc héritier de Bade, fils de Guillaume de Bade (1829-1897) et de Marie Maximilianovna de Leuchtenberg (1841-1914), dont elle a deux enfants (dont Berthold de Bade (1906-1963) marié à Théodora de Grèce (1906-1969), fille d'André de Grèce (1882-1944) et d'Alice de Battenberg (1885-1969) cités plus haut) et une postérité.
Georges de Hanovre (1880-1912) est mort dans un accident de voiture à l'âge de 31 ans, célibataire et sans descendance.
Alexandra de Hanovre (1882-1963) épouse Frédéric-François IV de Mecklembourg-Schwerin (1882-1945), fils de Frédéric-François III de Mecklembourg-Schwerin (1851-1897) et d'Anastasia Mikhaïlovna de Russie (1860-1922). Ils ont cinq enfants et une postérité.
Olga de Hanovre (1884-1958) reste célibataire et sans enfant.
Christian de Hanovre (1885-1901) est mort à l'âge de 16 ans d'une péritonite due à une appendicite non-soignée.
Ernest-Auguste III de Hanovre (1887-1953) épouse en 1913 Victoria-Louise de Prusse (1892-1980), fille de l'empereur Guillaume II d'Allemagne (1859-1941) et d'Augusta-Victoria de Schleswig-Holstein-Sonderbourg-Augustenbourg (1858-1921). Ils ont cinq enfants dont :
- Ernest-Auguste IV de Hanovre (1914-1987), marié à Ortrude de Schleswig-Holstein-Sonderbourg-Glücksbourg (1925-1980) puis à Monika zu Solms-Laubach (1929-2015) ; il est le père d'Ernest-Auguste V de Hanovre (1954), marié en secondes noces à Caroline de Monaco (1957) dont il a une fille Alexandra de Hanovre (1999) ;
- Georges-Guillaume de Hanovre (1915-2006), marié en 1946 à Sophie de Grèce (1914-2001), fille d'André de Grèce (1882-1944) et d'Alice de Battenberg (1885-1969) cités plus haut, dont postérité ;
- Frederika de Hanovre (1917-1981), mariée en 1938 au roi  Paul Ier de Grèce (1901-1964) (voir plus haut), dont Sophie de Grèce (1938) mariée au roi Juan Carlos Ier d'Espagne (1938), et Constantin II de Grèce (1940-2023) (voir plus haut) ;
- Christian de Hanovre (1919-1981), marié en 1963 à Mireille Dutry (1946), dont deux filles ;
- Guelf de Hanovre (1923-1997), marié en 1960 à Alexandra zu Ysenburg und Büdingen (1937-2015), sans postérité.

### Valdemar de Danemark (1858-1939)

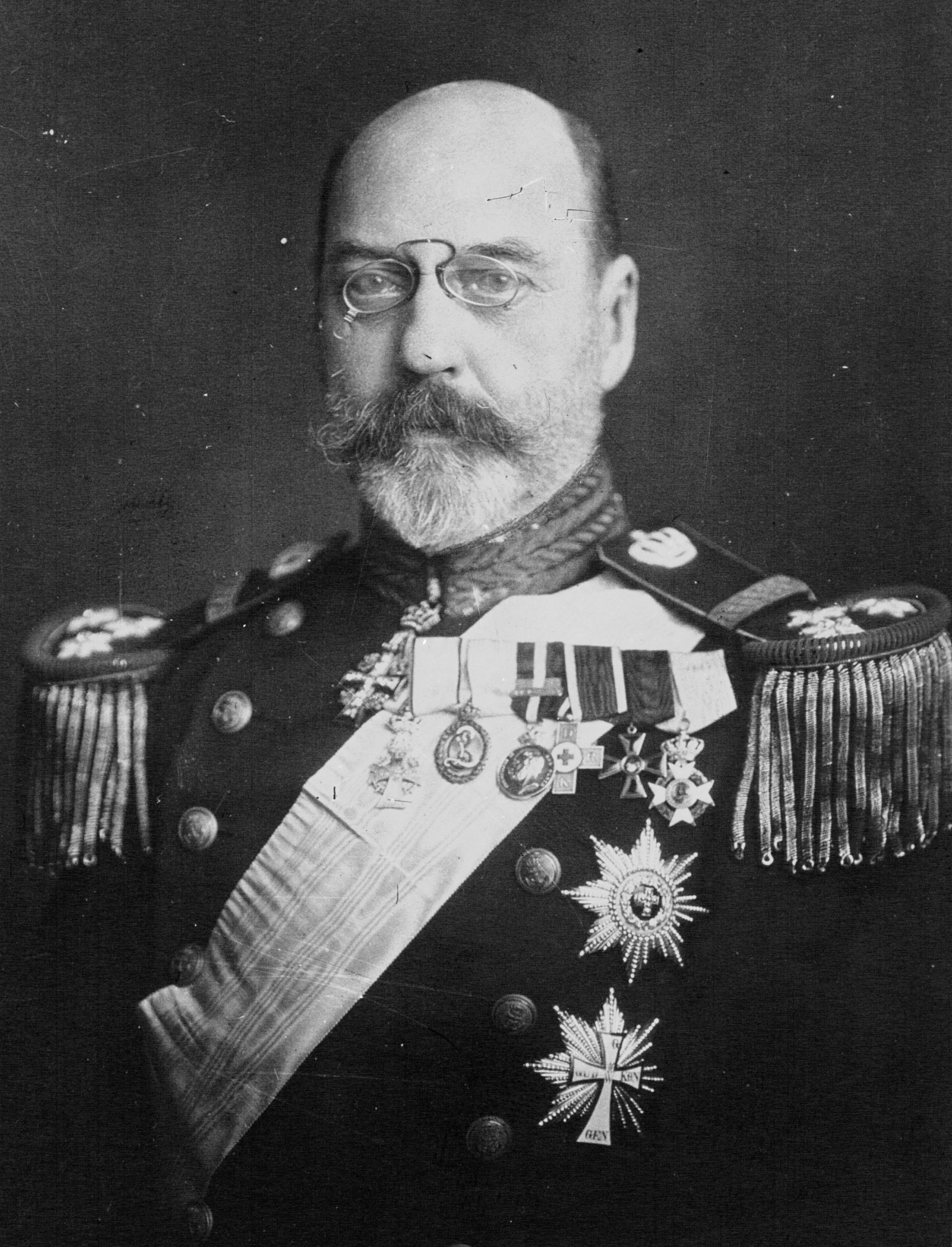
Valdemar de Danemark (1858-1939).

Membre d'une famille occupant déjà de nombreux trônes (Danemark, Grèce, Norvège, Russie et Royaume-Uni) et prétendant à plusieurs autres dont Hanovre, Valdemar de Danemark (1858-1939) aurait pu espérer être élu à la tête de l'un des États européens nés du réveil des nationalismes à la fin du XIXe siècle, comme son frère Georges Ier de Grèce (1845-1913). Le prince s'est d'ailleurs vu successivement proposer les couronnes de Bulgarie (en 1886) et de Norvège (en 1905) mais, à chaque fois, il a dû y renoncer sous la pression des grandes puissances,. Malgré tout, Valdemar joue un certain rôle officiel au Danemark, où il a le grade prestigieux d'amiral de la flotte. En 1909, le prince et ses fils participeront à un voyage officiel de plusieurs mois en Asie, qui les conduira notamment jusqu'en Inde et au Siam.

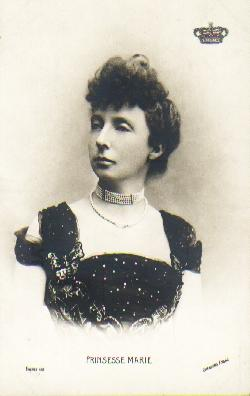
Marie d'Orléans (1865-1909).

En 1883, il rencontre pour la première fois son neveu Georges de Grèce (1869-1957), avec qui il va entretenir une relation homosexuelle incestueuse pendant plus de 56 ans, jusqu'à sa mort. Cela ne l'empêchera pas de se marier en 1885 avec Marie d'Orléans (1865-1909), fille du duc de Chartres Robert d'Orléans (1840-1910) et de Françoise d'Orléans (1844-1925). Mais Valdemar n'est guère heureux auprès de son épouse, et il est possible que le mariage ait été politiquement arrangé par l'oncle de Marie d'Orléans, le comte de Paris Philippe d'Orléans (1838-1894). Marie d'Orléans n'est pas plus heureuse que son mari, et elle noue d'ailleurs une relation adultère avec l'écuyer de son mari – un certain Riss – et a des problèmes d'alcool.
Valdemar de Danemark et Marie d'Orléans ont cinq enfants : 

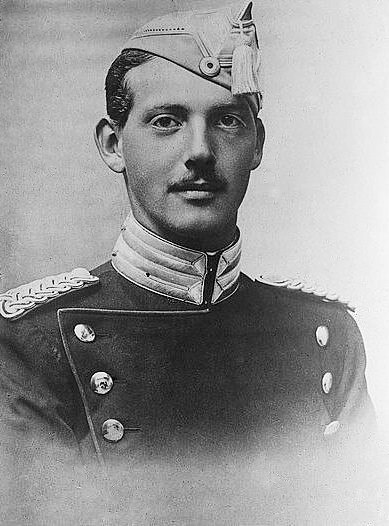
Aage de Danemark (1887-1940) ;
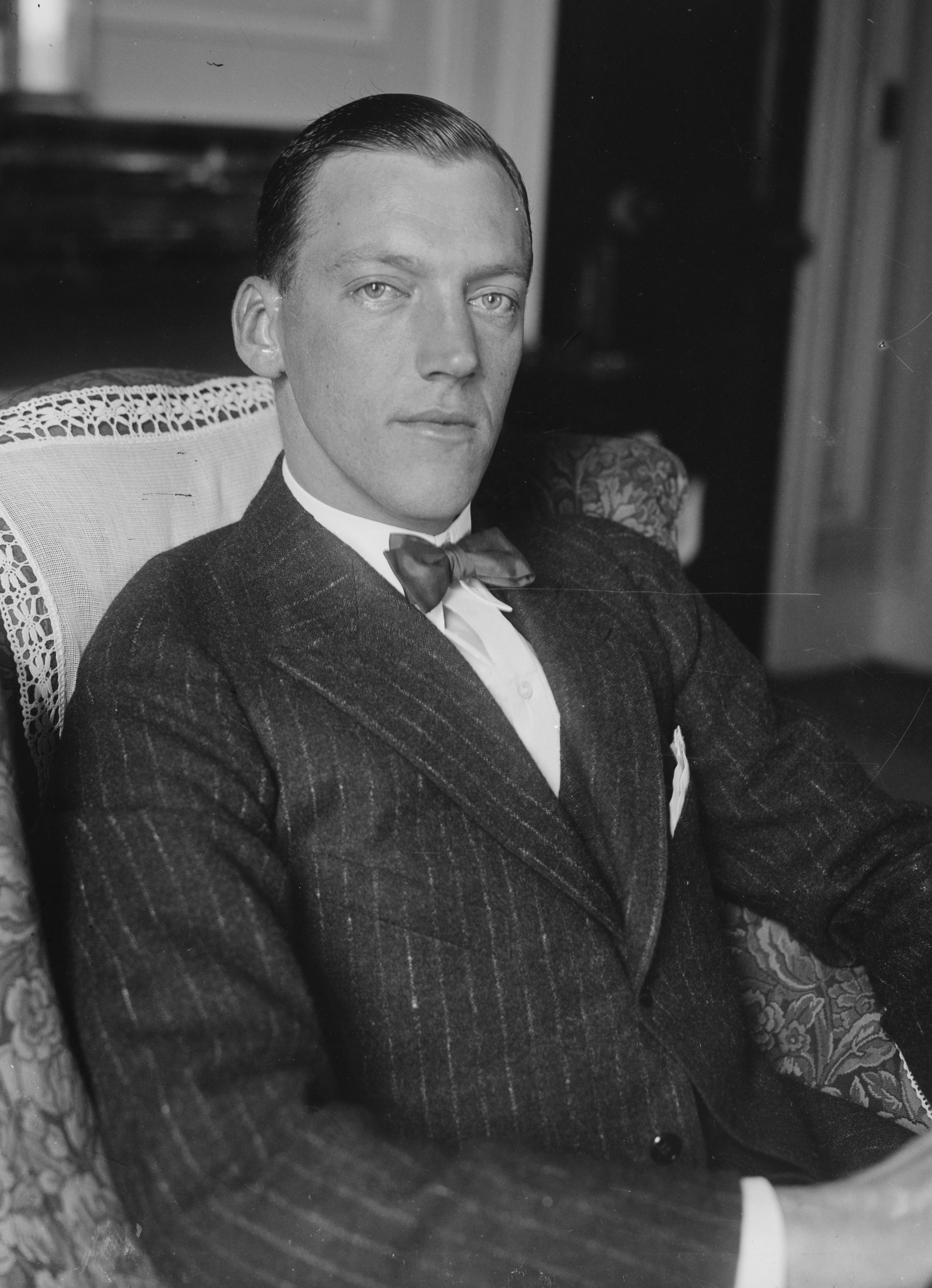
Axel de Danemark (1888-1964) ;
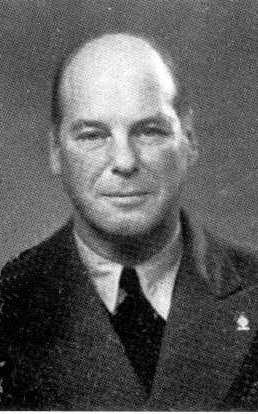
Erik de Danemark (1890-1950) ;
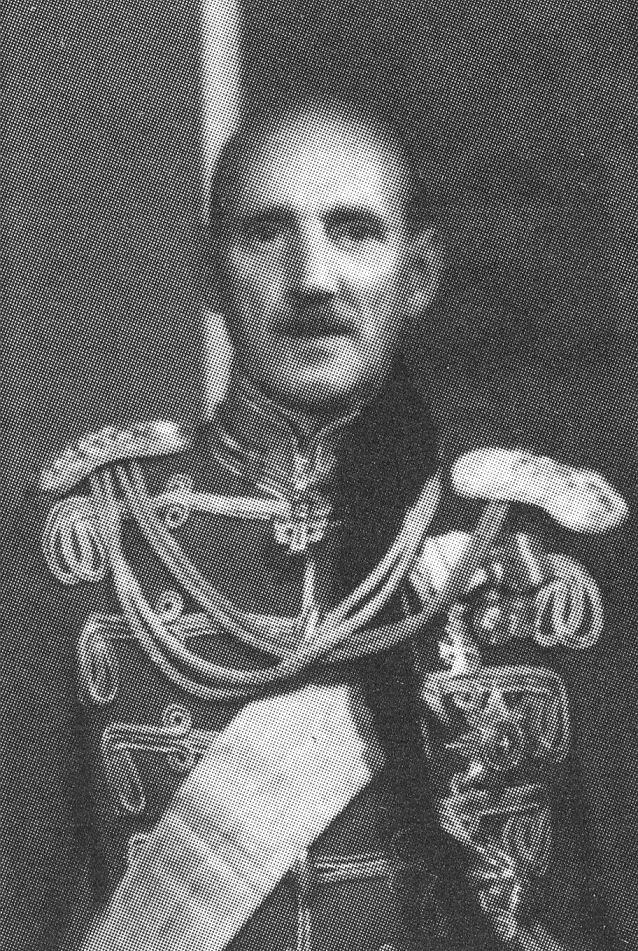
Viggo de Danemark (1893-1970) ;
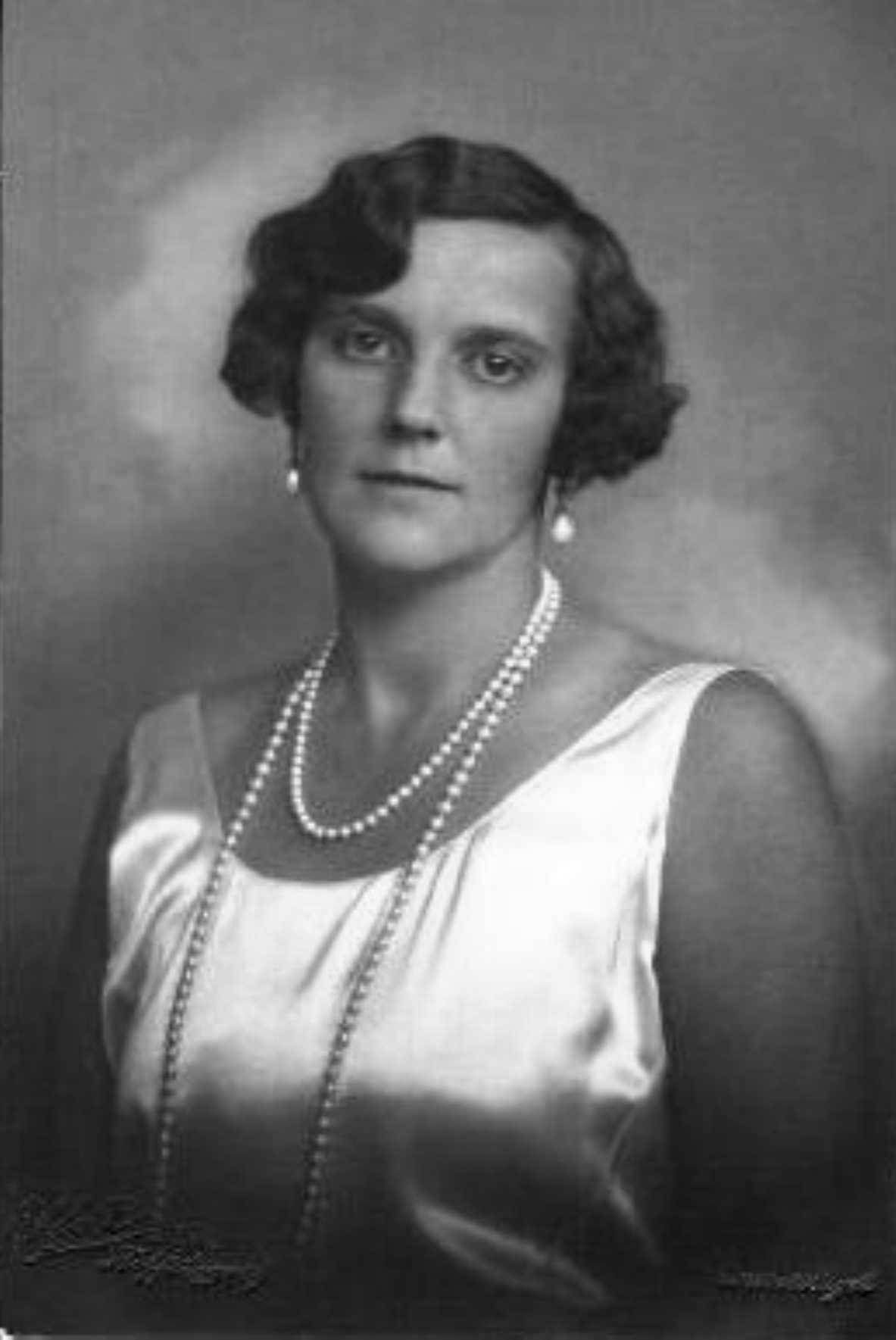
Marguerite de Danemark (1895-1992).

- Aage de Danemark
(1887-1940).
- Axel de Danemark
(1888-1964).
- Erik de Danemark
(1890-1950).
- Viggo de Danemark
(1890-1950).
- Marguerite de Danemark
(1895-1992).

Aage de Danemark (1887-1940) épouse en 1914 Mathilde Calvi di Bergolo (1885-1949), qui lui donne un fils, Valdemar de Rosenborg (1915-1995), qui épouse en 1949 Floria d'Huart-Saint-Mauris (1925-1995), sans postérité.
Axel de Danemark (1888-1964) épouse en 1919 sa cousine, Marguerite de Suède (1899-1977), fille de Carl de Suède (1861-1951) et d'Ingeborg de Danemark (1878-1958) (voir plus haut), dont postérité.
Erik de Danemark (1890-1950) épouse en 1924 Lois Booth (1897-1941), dont postérité.
Viggo de Danemark (1893-1970) épouse en 1924 Eleanor Green (1895-1966), sans postérité.
Marguerite de Danemark (1895-1992) épouse en 1921 le prince René de Bourbon-Parme (1894-1962), fils du duc Robert Ier de Parme (1848-1907) et d'Antónia de Bragance (1862-1959). Ils ont quatre enfants dont :
- Anne de Bourbon-Parme (1923-2016), mariée en 1948 à l'ancien roi de Roumanie Michel Ier de Roumanie (1921-2017), lui-même fils de Carol II de Roumanie (1893-1953) et de Hélène de Grèce (1896-1982) citée plus haut ;
- Michel de Bourbon-Parme (1926-2018), qui épouse en 1951 Yolande de Broglie (1928-2014), dont il a cinq enfants et une nombreuse postérité ; il a aussi une fille née hors-mariage de Laure Le Bourgeois (1950) : Amélie de Bourbon-Parme (1977), qui épouse en 2009 l'animateur et producteur de télévision Igor Bogdanoff (1949-2022) ; divorcé, Michel de Bourbon-Parme épouse en 2003 Maria-Pia de Savoie (1934), fille de l'ancien roi Humbert II d'Italie (1904-1983) et de Marie-José de Belgique (1906-2001).

## Descendance deChristianIX

### Mariages entre descendants deChristianIX
À ce jour, il y a eu 13 mariages entre descendants du roi Christian IX de Danemark. Ces mariages sont classés ci-après par date. Pour faciliter la lecture, les titres ont été simplifiés et les mariés portent le nom le plus usité. Entre parenthèses, après chaque descendant, figurent leurs ascendants en remontant jusqu'à Christian IX ; quand le père et la mère sont concernés, les deux ascendances sont indiquées.
- 1896 : Haakon VII de Norvège (1 Frédéric VIII de Danemark – 2 Christian IX de Danemark) épouse Maud de Galles (1 Alexandra de Danemark – 2 Christian IX de Danemark)
- 1919 : Axel de Danemark (1 Valdemar de Danemark – 2 Christian IX de Danemark) épouse Marguerite de Suède (1 Ingeborg de Danemark – 2 Frédéric VIII de Danemark – 3 Christian IX de Danemark)
- 1929 : Olav V de Norvège (par son père : 1 Haakon VII de Norvège – 2 Frédéric VIII de Danemark – 3 Christian IX de Danemark ; par sa mère : 1 Maud de Galles – 2 Alexandra de Danemark – 3 Christian IX de Danemark) épouse Märtha de Suède (1 Ingeborg de Danemark – 2 Frédéric VIII de Danemark – 3 Christian IX de Danemark)
- 1931 : Berthold de Bade (1 Marie-Louise de Hanovre – 2 Thyra de Danemark – 3 Christian IX de Danemark) épouse Théodora de Grèce (1 André de Grèce – 2 Georges Ier de Grèce – 3 Christian IX de Danemark)
- 1933 : Knud de Danemark (1 Christian X de Danemark – 2 Frédéric VIII de Danemark – 3 Christian IX de Danemark) épouse Caroline-Mathilde de Danemark (1 Harald de Danemark – 2 Frédéric VIII de Danemark – 3 Christian IX de Danemark)
- 1934 : George de Kent (1 George V du Royaume-Uni – 2 Alexandra de Danemark – 3 Christian IX de Danemark) épouse Marina de Grèce (1 Nicolas de Grèce – 2 Georges Ier de Grèce – 3 Christian IX de Danemark)
- 1937 : Christian de Schaumbourg-Lippe (1 Louise de Danemark – 2 Frédéric VIII de Danemark – 3 Christian IX de Danemark) épouse Feodora de Danemark (1 Harald de Danemark – 2 Frédéric VIII de Danemark – 3 Christian IX de Danemark)
- 1938 : Paul Ier de Grèce (1 Constantin Ier de Grèce – 2 Georges Ier de Grèce – 3 Christian IX de Danemark) épouse Frederika de Hanovre (1 Ernest-Auguste III de Hanovre – 2 Thyra de Danemark – 3 Christian IX de Danemark)
- 1946 : Georges-Guillaume de Hanovre (1 Ernest-Auguste III de Hanovre – 2 Thyra de Danemark – 3 Christian IX de Danemark) épouse Sophie de Grèce (1 André de Grèce – 2 Georges Ier de Grèce – 3 Christian IX de Danemark)
- 1947 : Philippe de Grèce (Philip Mountbatten, Philippe d'Édimbourg) (1 André de Grèce – 2 Georges Ier de Grèce – 3 Christian IX de Danemark) épouse Élisabeth II du Royaume-Uni (1 George VI du Royaume-Uni – 2 George V du Royaume-Uni – 3 Alexandra de Danemark – 4 Christian IX de Danemark)
- 1948 : Michel Ier de Roumanie (1 Hélène de Grèce – 2 Constantin Ier de Grèce – 3 Georges Ier de Grèce – 4 Christian IX de Danemark) épouse Anne de Bourbon-Parme (1 Marguerite de Danemark – 2 Valdemar de Danemark – 3 Christian IX de Danemark)
- 1964 : Constantin II de Grèce (par son père : 1 Paul Ier de Grèce – 2 Constantin Ier de Grèce – 3 Georges Ier de Grèce – 4 Christian IX de Danemark ; par sa mère : 1 Frederika de Hanovre – 2 Ernest-Auguste III de Hanovre – 3 Thyra de Danemark – 4 Christian IX de Danemark) épouse Anne-Marie de Danemark (1 Frédéric IX de Danemark – 2 Christian X de Danemark – 3 Frédéric VIII de Danemark – 4 Christian IX de Danemark)
- 2008 : Aymon de Savoie-Aoste (1 Amédée de Savoie-Aoste – 2 Irène de Grèce – 3 Constantin Ier de Grèce – 4 Georges Ier de Grèce – 5 Christian IX de Danemark) épouse Olga de Grèce (1 Michel de Grèce – 2 Christophe de Grèce – 3 Georges Ier de Grèce – 4 Christian IX de Danemark)

## Pour approfondir